# Zala vármegye
Zala megye, 1950 és 2022 között Zala megye (németül: Komitat Zala, latinul: Comitatus Zaladiensis, horvátul: Zalska županija) közigazgatási egység Magyarországon, a Dunántúlon, a Nyugat-Dunántúl régióban. 3784,11 km2-es területével hazánk 14. legnagyobb vármegyéje, amely Magyarország teljes területének mintegy 4,06%-át adja. Emellett közel 260 ezer fős lakosságával a 15. legnépesebb vármegyénk, ezzel hazánk népességének 2,71%-ával rendelkezik, népsűrűsége jóval az országos átlag alatt van. A vármegye területe két nagyobb tájegységre, a Keszthelyi-fennsíkra és a Zalai-dombságra bontható; utódja a királyi Zala vármegyének, amely egészen 1950-ig a Balaton-felvidéket is magába foglalta.
Északról Vas vármegye, északkeletről Veszprém vármegye, keletről a Balaton, délkeletről Somogy vármegye, délnyugatról Horvátország, nyugatról pedig Szlovénia határolja. Székhelye egyben a Nyugat-Dunántúl negyedik, a Dunántúl kilencedik és az ország 17. legnépesebb települése, a "Zegnek" is becézett Zalaegerszeg. De nevezetesebb települései közé tartozik a Festeticsek székhelyeként ismert Balaton-parti város, Keszthely, a világszerte gyógyvízű taváról ismert Hévíz, az energetikai- és gépipari központ Nagykanizsa, illetve fürdőjéről országszerte ismert Zalakaros és a termálfürdőjéről ismert Lenti.
Magyarország nyugati részén, az Alpokalja és a Dunántúli-dombság találkozásánál helyezkedik el. Területét változatos domborzat jellemzi: északon dombos vidékek, míg délen sík területek találhatók. Nyugatról a Kerka- és Mura-vidék, keleten a Balaton-felvidék határolja. Legjelentősebb folyói a Zala, a Mura és a Kerka, melyek a Balaton vízgyűjtő területéhez tartoznak. A megye gazdag termál- és gyógyvizekben, Hévíz és Zalakaros világhírű fürdőhelyei ennek bizonyítékai. Erdőségei (pl. Göcsej) jelentősek, amelyek gazdag élővilágnak adnak otthont. A Balaton nyugati része és a Kis-Balaton különleges természeti értéket képvisel.
Történelme gazdag és változatos. A terület már a római korban is lakott volt, ezt bizonyítja a Baláca-villa és a Mura menti római erődök. A középkorban a megye fontos szerepet játszott a Magyar Királyság határvédelmében, különösen a Mura menti és a balatoni régióban. A 13. században a Göcseji és Hetési régiók földművelése és kézművessége fejlődött. A török hódoltság idején Zala stratégiai jelentősége megnőtt, és számos vár (pl. Kanizsa) védte a vidéket. A Rákóczi-szabadságharc és a reformkor idején a megye nemesei is aktívan részt vettek az ország politikai életében. A 19. században a vasút és az iparosodás hatására Zala modernizálódott, de megőrizte mezőgazdasági hagyományait. Az 1920-as trianoni békeszerződés következtében elvesztette a Muravidéket, majd az 1950-es megyerendezést követően elcsatolták tőle balaton-felvidéki területeit is. Ma Zala gazdag történelmi öröksége és természeti szépségei miatt kiemelkedő turisztikai célpont.

## Nevének eredete
A vármegye neve a Zala folyóból ered, amely a terület meghatározó vízfolyása. A Zala név a régi szlovén nyelvből kerülhetett át a magyarba, de ott is preszláv ősiségű, valószínűleg az illír-kelta „Salla” szóból származik, amelyet a római korban a folyóra használtak. Tövében az indoeurópai *sal- (patak, folyóvíz, áramlás) rejlik. A mai szlovén Zala szó visszakölcsönzés a magyarból.
A vármegye a középkorban a folyóról kapta nevét, amikor a vármegye székhelye Zalavár lett.

## Címer
Címere világos azúrkék mezőben helyezkedik el, középen egy ezüst pólyával. A pajzsfőben egy nyílt, leveles, ötágú arany korona lebeg, míg a pajzsderékban – az ezüst pólyán – heraldikailag balra repülő fekete nyílvessző látható. A pajzs csücskös talpú, szimmetrikus tárcsapajzs formájú, enyhén ívelt oldalakkal és kissé ívelt felső résszel.
A címerpajzs formája Zala vármegye történelmi címerének hagyományait követi, több évszázados örökséget megtestesítve.
- Az azúrkék szín az ég, a víz és a levegő tisztaságát, valamint a hűséget szimbolizálja.
- Az ezüst pólya és a rajta lebegő fekete nyílvessző a Zala folyót és annak nyugat-keleti folyásirányát jelképezi.
- Az ötágú, nyílt arany korona méltóságjelvény, amely szűkebb értelemben a zalai köznemesség történelmi szerepére utal, tágabb értelemben pedig a zalai emberek méltóságát, büszkeségét és öntudatát fejezi ki.Zala vármegye történelmi címere

Zala vármegye történelmi címere

## Földrajz

### Geológia
A mintegy 300 millió évig tartó földtörténeti ókorban képződött kőzetek később hatalmas rögökre szétválva, különböző mélységekbe süllyedtek. Ezt a kristályos alaphegységet a mélyfúrások eddig nem érték el, az alaphegységbe még a Nagylengyel környéki, 4000 métert is meghaladó fúrások sem hatoltak be. Annyi azonban ismeretes, hogy a megye mélységi területe két nagyszerkezeti egységbe sorolható. A közép-dunántúli egység a Rába vonalánál kezdődik és Pusztamagyaródnál ér véget. A megye déli részének mélyét a földrajztudomány a mecsek-nagykőrösi mélyszerkezeti egységhez számítja. Ezt még vastagabb, legalább 4000–5000 méteres, fiatalabb rétegek borítják.
A földtörténeti középkorban és újkorban többször is tenger borította a területet. A középkor triász időszakának 50 millió éve alatt a tengerből helyenként 3000 méter vastag mészkő-dolomit üledéket maradt hátra. Ennek egyes darabjai később a mai Keszthelyi-fennsíkon emelkedtek ki. A felső triásztól és kréta-korig tartó időszakban kialakult rétegekben jöttek létre, 2000 méter körüli mélységben a nagylengyeli, ortaházi, barabásszegi kőolajmezők. Triász kori dolomit a tárolórétege a Hévízi-tóban feltörő víznek is. A dél-zalai – budafai, lovászi – kőolaj- és földgázmezők tárolórétege homokkő.
A kréta időszak végére a terület megint szárazulattá vált. Az eocénban ismét előretört a tenger, az oligocénban pedig nagyobb kiemelkedés történt, amelynek következtében megindult az akkori felszín eróziója, így az jelentős mértékben lepusztult. A miocén időszakban alakult ki a Pannon-tenger, amit aztán később a beömlő folyók hordaléka feltöltött. Megjelent az Ős-Duna is és errefelé, Zala és Somogy vidékén haladt dél felé. Az Ős-Zala is előbb északkeletnek, a mai Marcal völgyén át haladt, de aztán egy kaptúra révén egy másik folyóvíz eltérítette azt déli irányba.
A pliocénban, néhány millió éve, aktív vulkáni tevékenység kezdődött a térségben. Ekkor jött létre két vulkáni kúp a Keszthelyi-fennsíkon (hozzávetőlegesen egyidejűleg a Veszprém vármegyei a Szent György-heggyel és a Badacsonnyal).
A vidék jelenlegi felszínét a negyedidőszaki tektonikus mozgások és a pleisztocén-kori éghajlati változások alakították ki. A folyók hordaléka több száz méter vastagon befedte a Pannon-tenger üledékét. Az eljegesedések, glaciálisok közötti felmelegedett időszakokban, interglaciálisokban a folyók nagyobb vízhozamuk révén bevágódtak a korábban feltöltött síkságokba és völgyi teraszokat alakítva ki. Az Alpok felől erős szelek fújtak keleti irányba, és a defláció révén alakították a felszínt, átrakták a hordalékkúpok és folyami árterek finomabb szemcséjű anyagát, és futóhomokot, löszt hoztak létre. A kéregmozgások, főleg a vetődések is folytatódtak, a terület egy részének lassú emelkedése volt a jellemző. A Balaton medencéje viszonylag későn alakult ki. A Würm-glaciálisban a törésvonalak mentén enyhén megsüllyedt a felszín. A történelmi kor elején a Balaton nem csak a mai Kis-Balaton egészét foglalta magába, hanem a Zala folyó alsó szakaszának egész völgye is lápos, mocsaras terület volt.
A térszín alakulása a honfoglalás után is folytatódott. Meggyorsult az erdők kiirtása, nyomában fokozódott a talajerózió, a völgyek feltöltődése. A török időkben a folyamat időlegesen visszafordult, de a 18-19. században újra nagy erdőirtások kezdődtek és erősödött a dombok „kopása”. A 19. század negyvenes éveiben jegyezték fel:

„A Zala völgy jobb és bal mentében levő meredek hegyek el vagynak mesztelenítve, az erdők kiírtva, s ez okból, azokon a vízmosások, szaggatások és gödrök számosak, mellyek sok homokot, iszapot a Zala ágába és völgyébe hordván, azt mód nélkül feltöltik.”

– 

A sok hordalék miatt a korábban dombra épült templomok mára szinte az ártérben vannak (Andráshida, Tüskeszentpéter, Kustány). A 19. század derekán megkezdődött a csatornázás is. A mocsarak nagy része eltűnt a Kis-Balaton nyílt vízfelületével együtt. Új mesterséges tavakat is létrehoztak.

### Domborzat
Zala vármegye különböző típusú tájegységek találkozási területe, ezért átmeneti jellegű, nem különül el éles határokkal a szomszédos tájaktól. Legnagyobb része a nyugat-dunántúli peremvidék részét képező Zalai-dombsághoz tartozik, de kissé átnyúlik a Vasi-Hegyhátra, délkeleten pedig pedig a Dunántúli-dombvidékre. A Keszthelyi-fennsík hegyei pedig a Dunántúli-középhegység, közelebbről a Bakony rendszeréhez tartoznak. A sűrű, csaknem párhuzamos, de dél felé kissé szétterülő völgyek rendszere morfológiailag erősen tagolja. Ez a felszabdaltság nem kedvezett a nagyobb települések kialakulásának, így vált jellemzővé a „szeges” falutípus.
A Zalai-dombság északi részén, Zalalövőtől Zalabérig húzódik, keleti, majd északkeleti irányban a Zala-völgy. A geomorfológiai kutatások szerint a Zala a korai pleisztocén óta folyik e valaha mocsaras, 2–3 km széles, fokozatosan kiszélesedő völgyben. A Zalabér közelében kialakult kaptúra révén a folyó dél felé fordult, innen a más jellegű és eredetű alsó völgyben halad tovább. A kedvező természeti adottságok, a jó termőföld már régen lehetőséget kínáltak az ember megtelepedésére.
Északnyugaton, az Ős-Mura hordalékkúpjain helyezkedik el a három kisebb tájra tagolódó Kerka-vidék. A Szentgyörgyvölgyi-rögvidéket a kibillent, kicsiny pannon rögök jellemzik. A dombok között a folyóvizek teraszos völgyei találhatók. Délebbre a Lenti-medencének a tengerszint felett csak 160-170 méterre fekvő, késői pleisztocén kori süllyedéke következik, melyet a Tenkes röge zár le. A szigetszerűen kiemelkedő terület peremén mindenütt megtalálhatók a Mura, illetve a Kerka folyóvízi teraszai.
Az Észak-Göcseji-dombság a Rába hordalékkúpján fekszik, 250–300 m magas, erősen tagolt táj a Felső-Zala, a Felső-Válicka, a Cserta és a Kerka között. Északi részén található legmagasabb pontja, a Kandikó (302 méter)  A Göcseji-dombság déli részétől sajátos, ellenkező irányban kibillent szerkezete különíti el. Termőföldje gyenge, rossz vízgazdálkodású, agyagbemosódásos barna erdőtalaj. A szegénység sajátos módon hozzájárult a régi gazdálkodási formák és néprajzi hagyományok megőrzéséhez. A földrajzi és a néprajzi Göcsej határai azonban nem esnek egybe.
A Letenyei-dombság tekintélyes pleisztocén kiemelkedésének legmagasabb pontja a Várdomb (338 m). Délről a Mura határolja. Eltérő jellegű a Kelet-Zalai-dombság (Zalahátság). A vályoggal, homokkal és lösszel borított pannon táblát merev, észak–déli irányú párhuzamos völgyek úgynevezett hátakra tagolják. Nyugatról keletre haladva: a Felső-Válicka és a Principális-csatorna között helyezkedik el a Zalaszentmihályi-Söjtöri-hát, a Principálistói keletre a Zalaapáti-hát húzódik egészen a Zákányi-rögig. Tovább keletre a Türje-Zalavári-hát zárja le a vonulatokat. A hátak között öt nagy völgy húzódik, a Válicka, a Széviz, a Principális, az Alsó-Zala völgye és a Hévízí-völgy. Egyes kutatók szerint az Ős-Duna is ezekben a medrekben folyhatott. A teraszos völgyekben megtalálható a homok és a lösz, valamint a tőzeg is. A hátakat jobb minőségű talaj borítja. Az észak–déli futású völgyek és az Alsó-Zala síkságait a réti és a láptalajok különböző változatai borítják. A völgyek többségében a völgyi vízválasztó van. Korábbi mocsárvilágukat a lecsapolás eltüntette. A tőzeget sokfelé kitermelték.

A Keszthelyi-fennsík már a Bakony délnyugati, majdnem szabályos négyszög alakú, dolomitból és mészkőből felépülő tájegysége. Rögökre töredezett tönkfelszíne általában nem haladja meg a 300 m-es magasságot, 400 m fölé csak néhány csúcsa emelkedik: a Köves-tető (445 m), a másik vonulatban a Rezi-tető (431 m) a legmagasabb, de a Rezi vár magaslatához kapcsolódó Meleg-hegy is 425 m-es, a Láz-tető (428 m). A turisták számára legismertebbek kis bazaltvulkánjai, a Tátika és a Szebike. Északi részén, már a megyehatár közelében találjuk a Zalaszántó-Várvölgyi-medencét.

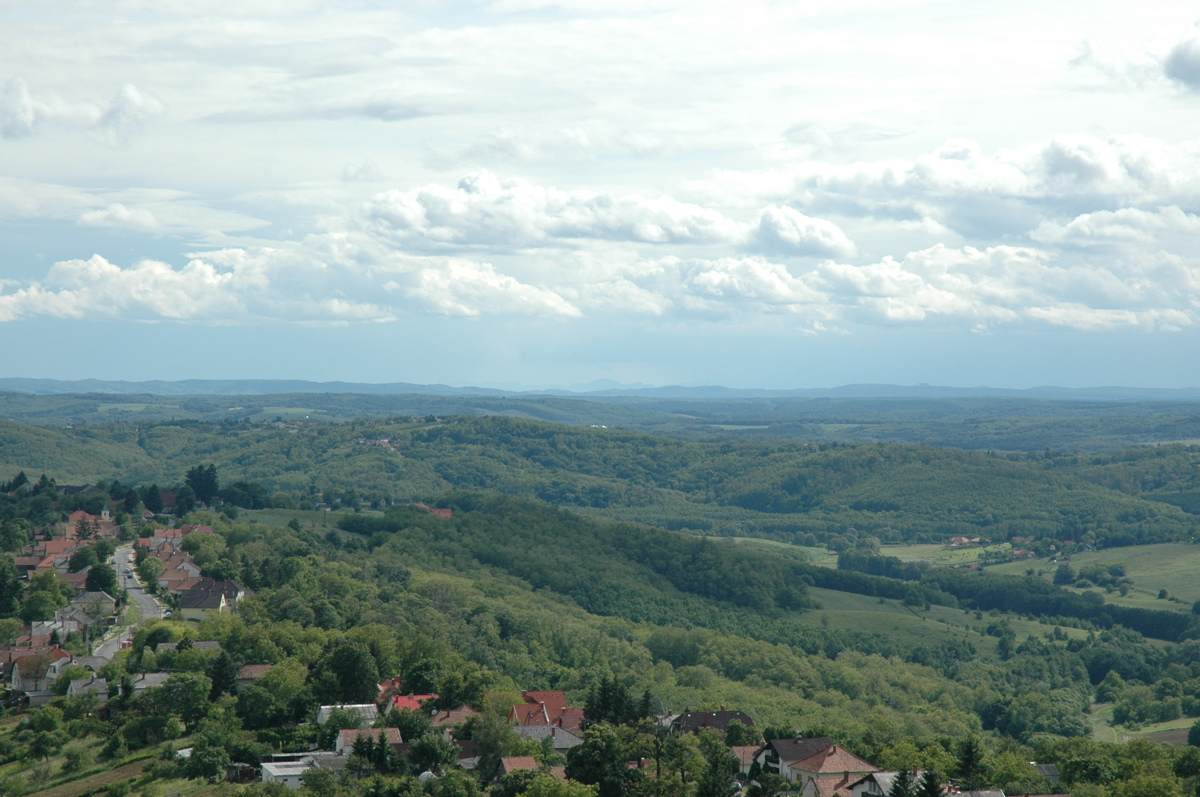
Zalai-dombság
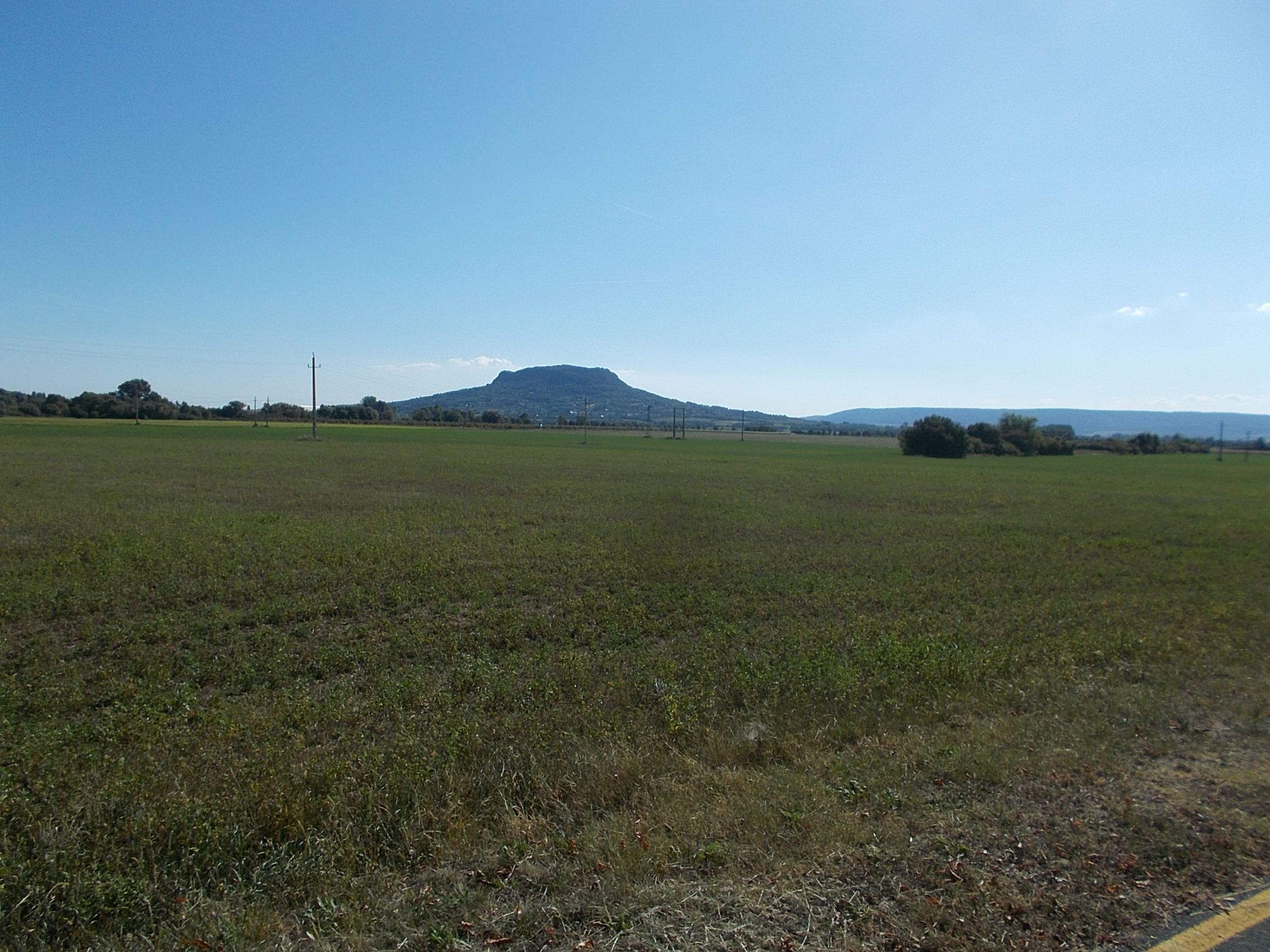
Keszthelyi-fennsík
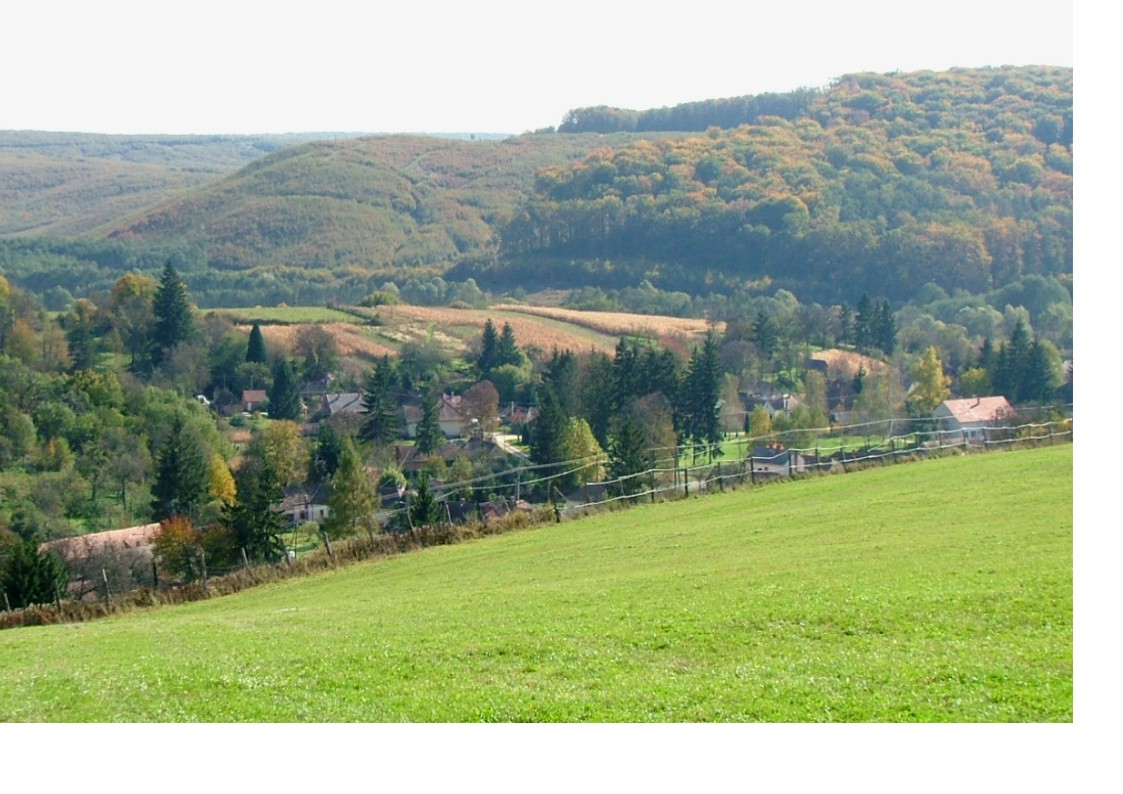
Göcsej
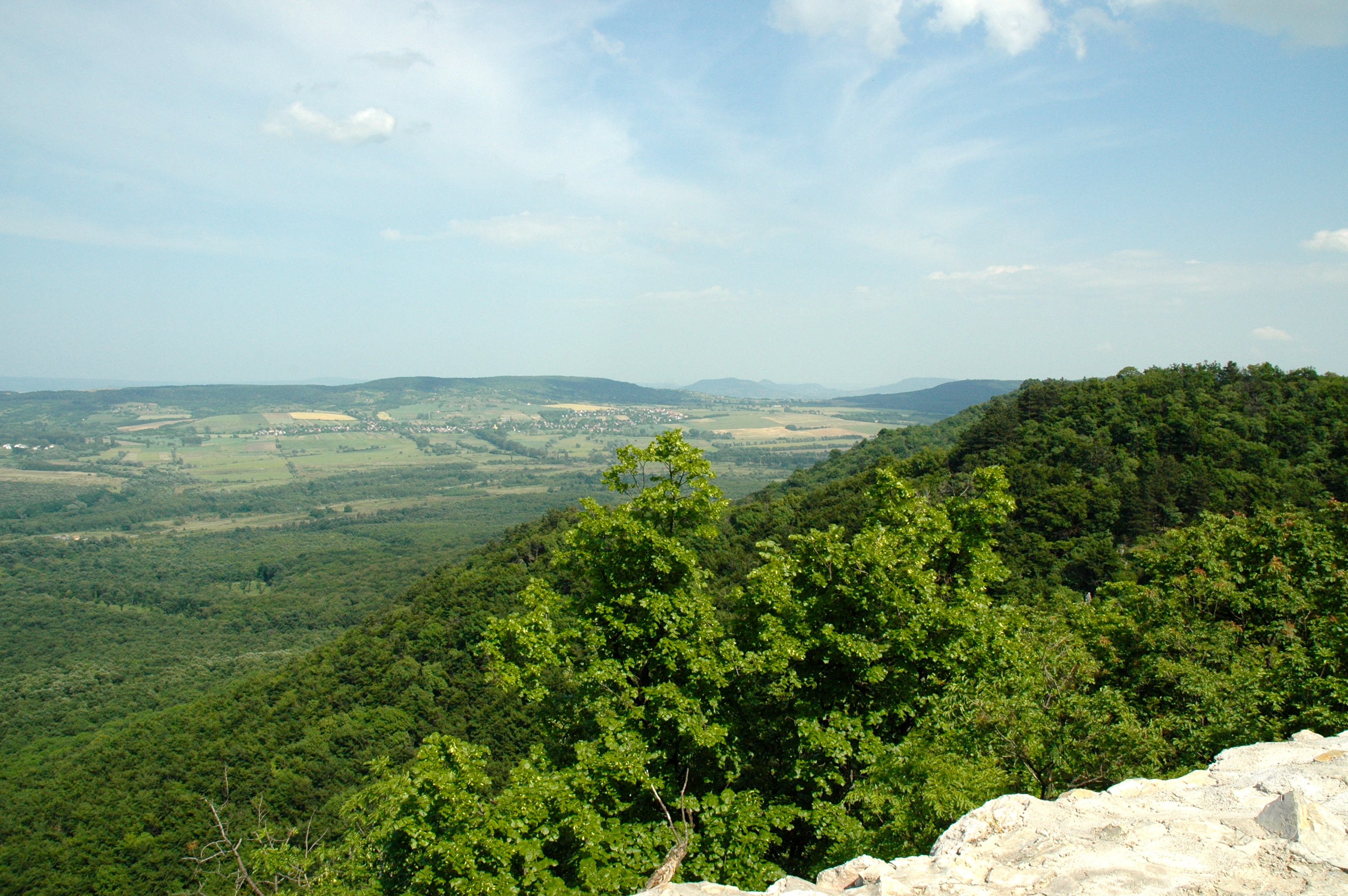
Rezi-tető

### Éghajlat
A megye éghajlatára meghatározó jelentőségű, hogy Magyarországnak ez a tengerekhez legközelebb eső vidéke. Így a hazánk éghajlatára befolyást gyakorló három fő klimatikus hatás, a kontinentális, az óceáni és a mediterrán közül leginkább az óceáni, legkevésbé a kontinentális érvényesül. A mérsékelten meleg, nedves nyarakat enyhe telek követik. A kemény téli fagy és az erős nyári felmelegedés viszonylag ritka. Gyakori a borultság, a köd. Az évi napsütés csupán 1800–1900 óra között van. Az enyhe tél ellenére a tavasz későn érkezik. A terület csapadékban gazdag, az évi átlagok közül néhány: Lenti 809 mm, Bánokszentgyörgy 805 mm, Letenye 781 mm, Nagykanizsa 777 mm, Zalaegerszeg 745 mm, Türje 706 mm. Ennek következtében a vízellátottság évi mérlege pozitív, az időszakos vízhiány nem éri el a más időszakokban jelentkező vízfölösleg értékét. Nyugaton a csapadék járása a Alpokéra hasonlatos, a maximum júliusban van, így a nyári szárazság nagyon ritka, a növényzet még augusztusban is friss. A Balaton víztömegének éghajlati hatása csak Keszthely környékén, a 2–3 km-es parti sávban érződik, kedvezően befolyásolva a mikroklímát.
A szelek uralkodó iránya az Alpok hatására és az észak–déli irányú dombvonulatok miatt főleg északi, másodsorban déli. A szél erőssége általában mérsékelt.

### Vízrajz
Óceáni hatásokat mutató éghajlata, sokfelé vízzáró felszíni kőzetanyagai, erősen tagolt domborzata miatt vízhálózata sűrű. Felszíni vizeit a Mura (60%-ban) és a Zala (40%-ban) gyűjti be. A Murának három árvize van, a legnagyobb a tavaszi hóolvadáshoz kapcsolódik. Főbb mellékvizei a Csertát is befogadó Kerka, a Szentgyörgyvölgyi-patak a Kebelével, valamint az Alsó-Válicka és a Principális-csatorna.
A Zala jobbára már szabályozott medrének és 2622 km²-es vízgyűjtőjének nagyobb része Zala vármegyéhez tartozik. Kisvízkor percenként 0,5 m³, árvízkor 45–140 m³, átlagosan 6 m³ vizet szállít. Rendkívül sűrű hálózatú vízgyűjtőjében összesen 422, külön névvel megjelölt vízfolyását tartják számon. Jelentősebb mellékvizei közé tartozik a Foglár-csatorna (Principális), a Szévíz, a Felső-Válicka, a Sárvíz és a Gyöngyös-patak. Völgyeik általában kis esésűek. A vízfolyások általában közép- vagy alsószakasz jellegűek, medrüket mesterségesen gondozni kell.
A 19. században Zala völgye nagyrészt még náddal, sással, éger- és kőrisfákkal benőtt mocsár volt. A Kehidán lakó Deák Ferenchez utazó fiatal Eötvös Károly írta:

„A berek magas, fekete egerfái sűrűen álltak egymás mellett. A folyó apadóban volt nyári alacsonyabb vízállással. Az ártérben a fák alatt tehát nem volt víz. De az ártér fenekén mégse lehetett járni... Az erdő őserdő volt, mely még fejszét sem látott, embernyomot még nem ismert, s azonkívül vízi erdő volt, mely gyökereinek csak a hegyével bújt a föld alá, gyökereinek óriási ágazata embermagasságnyira fent volt a levegőben.”

– Eötvös Károly, 1854

#### Főbb vizei
- Folyók: Zala, Mura, Kerka, Lendva, Szévíz, Sárvíz, Felső-Válicka, Alsó-Válicka, Cserta
- Fontosabb patakok: Gyöngyös-patak, Szentgyörgyvölgyi-patak, Medesi-patak, Cupi-patak, Kerta, Bakónaki-patak
- Fontosabb állóvizek: Balaton, Kis-Balaton, Miklósfai-halastavak, Csónakázó-tó (Nagykanizsa), Gébárti-tó (Zalaegerszeg), Horgásztavak (Zalaszentgrót), Pölöskei horgásztavak, Zalacsányi-tó, Zalaszentgyörgyi-tó, Csömödéri-horgásztavak.
- Csatornák: Hévízi-csatorna, Principális-csatorna, Foglár-csatorna

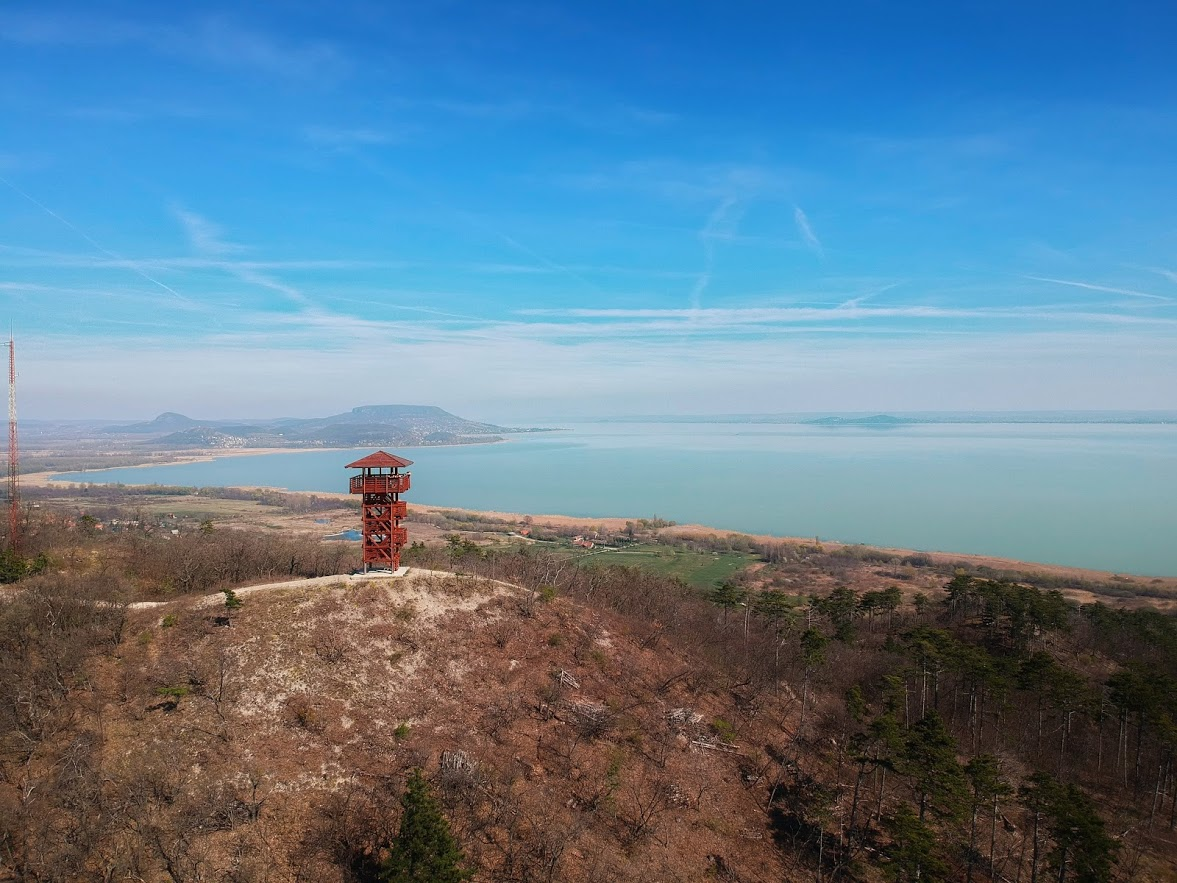
Balaton
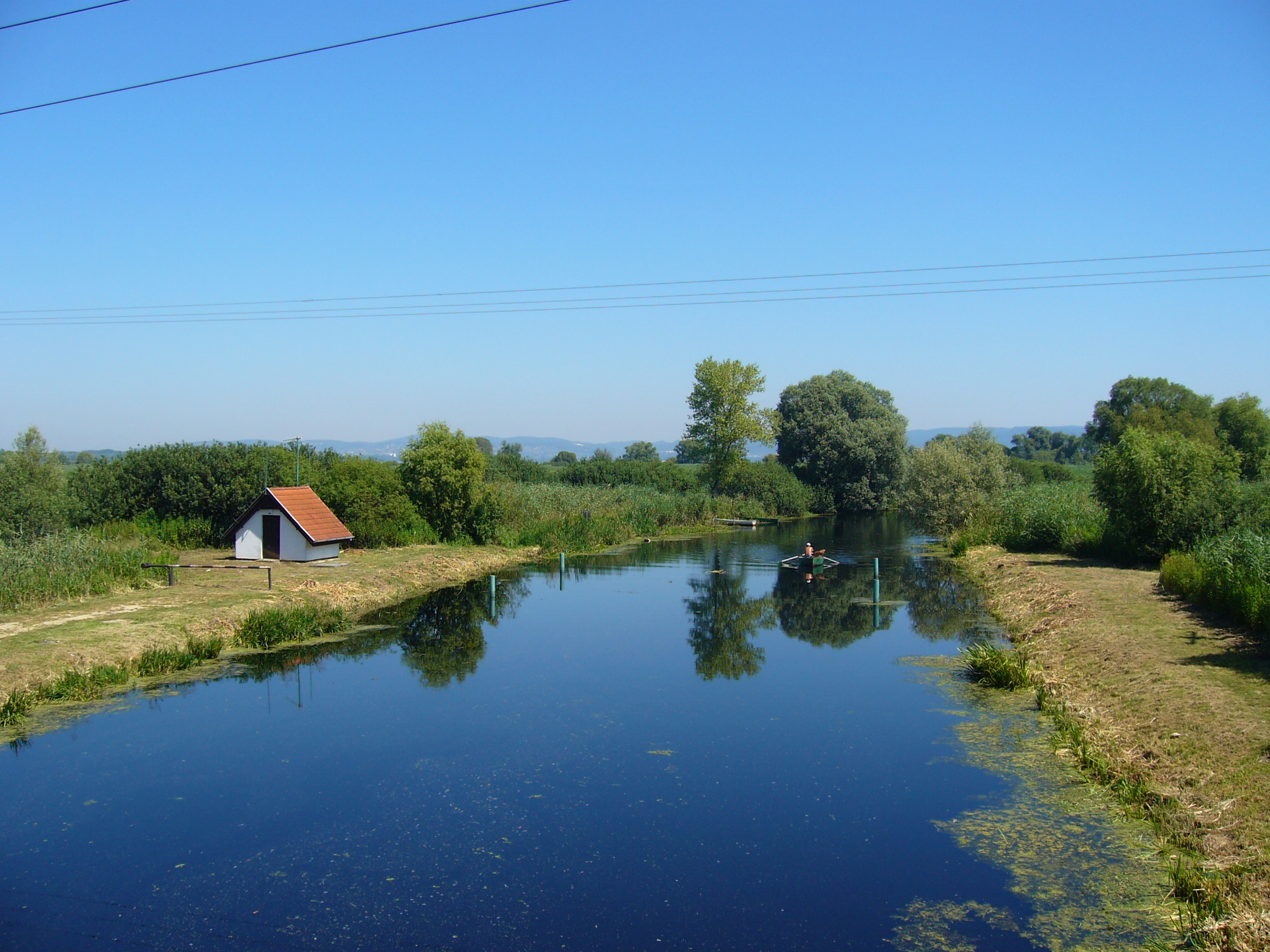
Zala
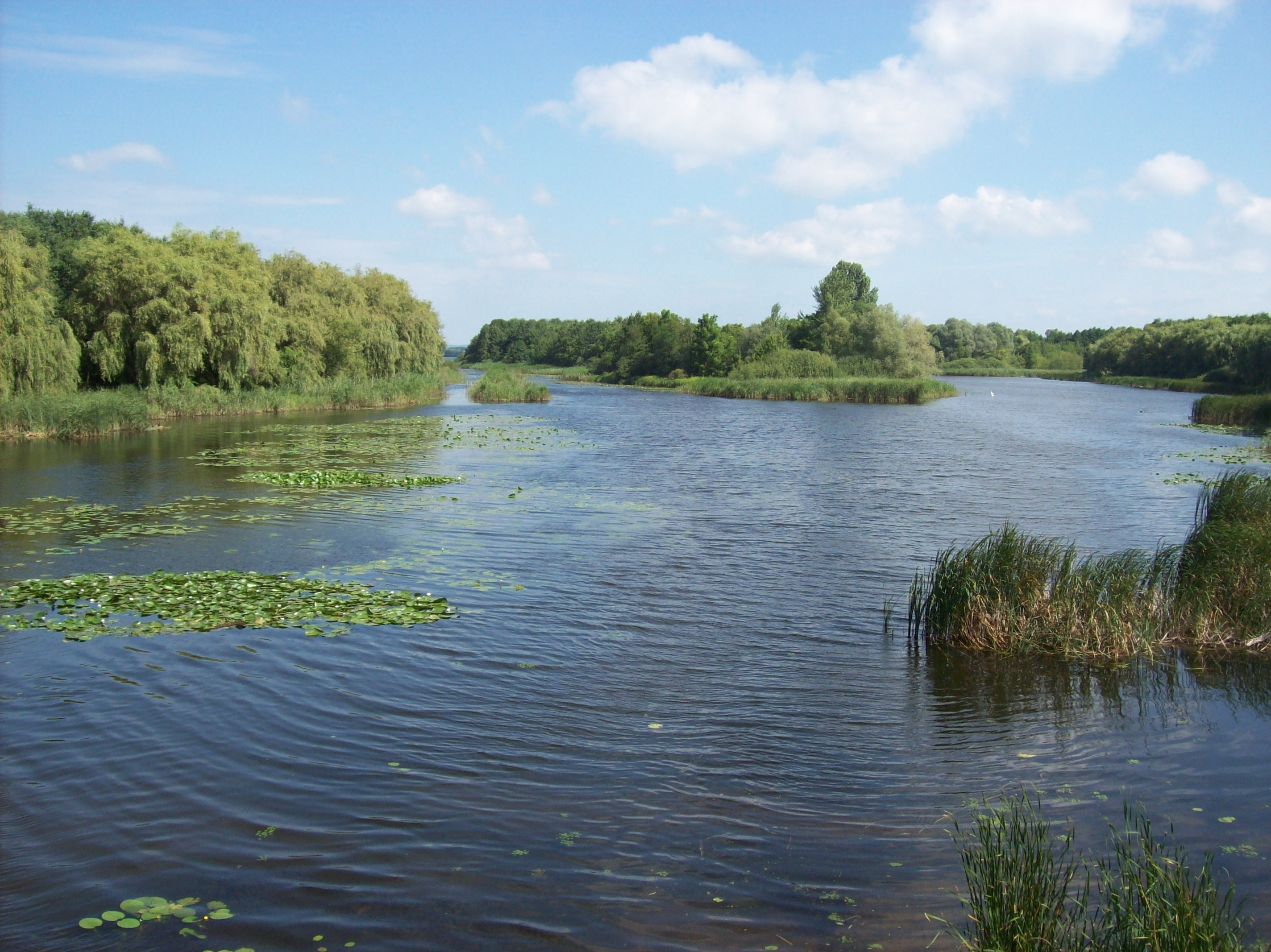
Kis-Balaton
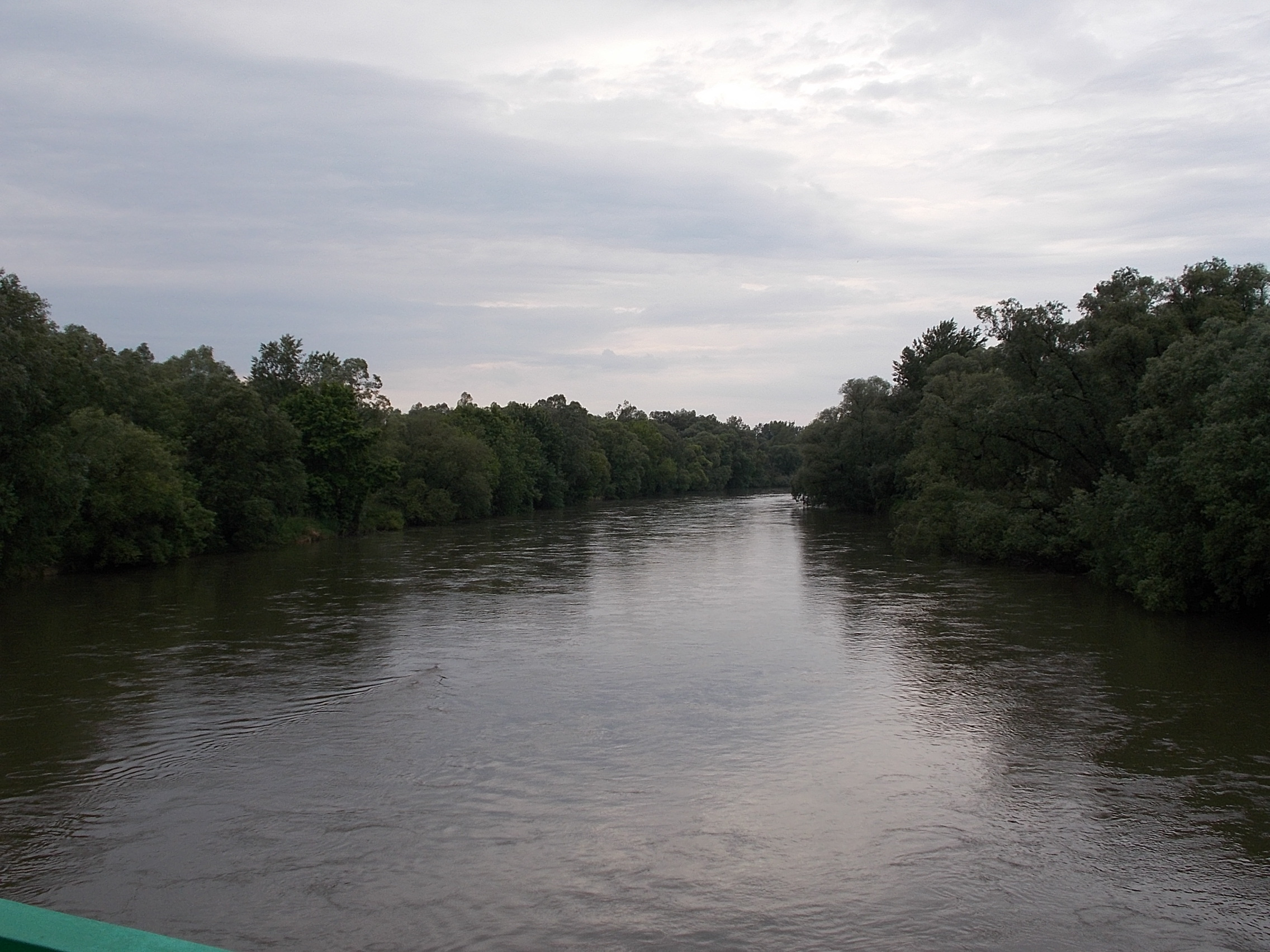
Mura
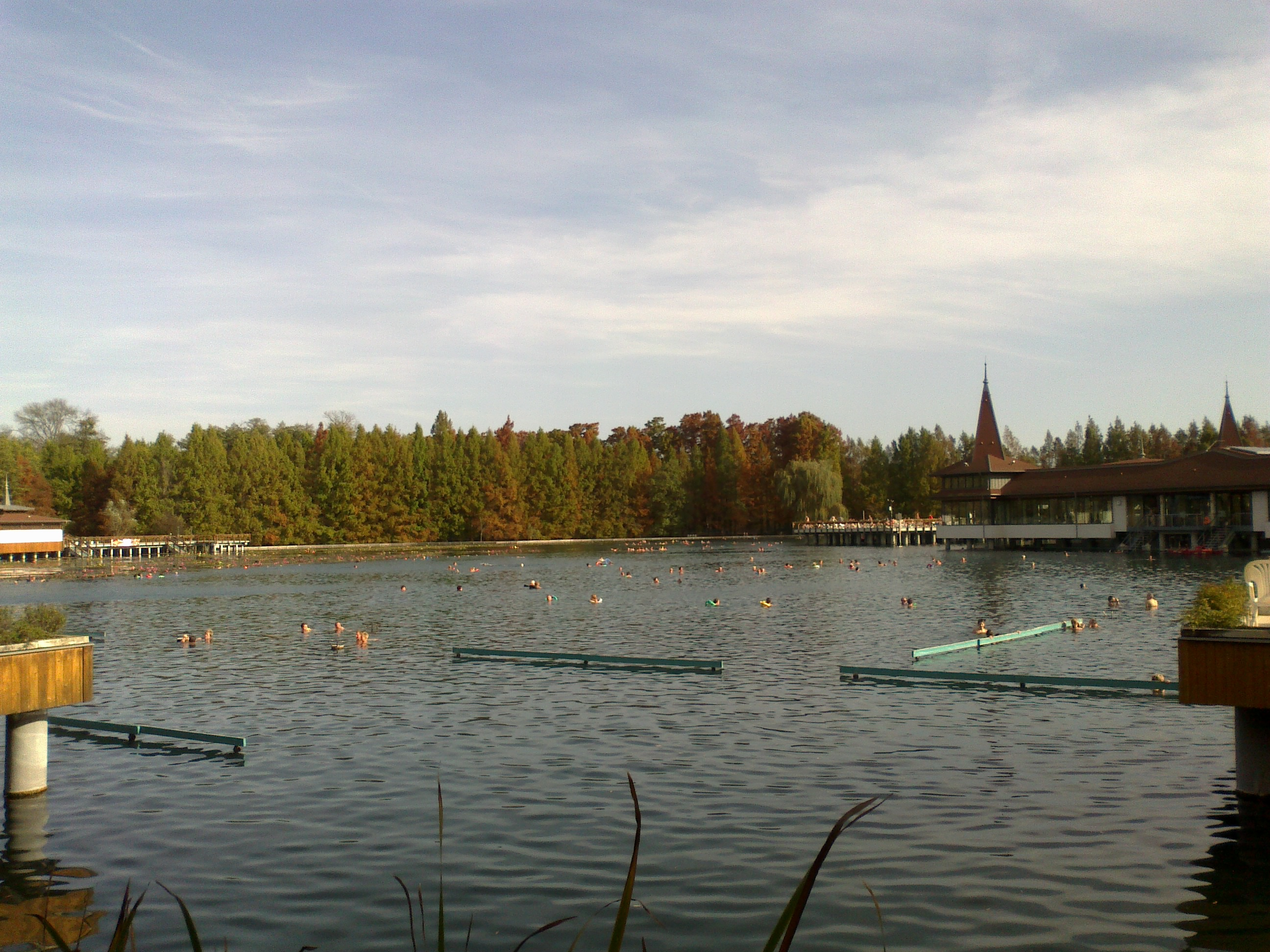
Hévízi-tó

### Élővilág

#### Növényvilág
Zala vármegye területe a Pannonicum flóratartomány Saladiense flórajárásába tartozik. Növényzete az Illiricum flóratartomány valamint a Praenoricum flóravidék hatásait is mutatja. A domborzati tagoltság, a sokféle talaj igen változatos növénytakarót eredményez. Zala vármegyében az erdőterület 117 000 hektár, ebből 55 000 hektár magántulajdonban van, az erdősültség a megyében 31 százalékos, ami a Zala folyó és a Kerka vidékén eléri a 40 százalékot is. Az országos erdőterület 6,8 százaléka e megyében helyezkedik el. Erdőállományainak átlagos életkora 46 év.
A táj eredeti növényzete a zárt erdő volt. Bükk-, tölgy- és erdeifenyő-erdők borították a dombokat és a völgyeket egyaránt. A megye északnyugati része a göcseji fenyőrégióhoz tartozik. Mára erdeinek fele már mesterséges. Az erdei fenyvesek fatömege itt jóval meghaladja a lombos fákét. Az aljnövényzetben tömegesen jelenik meg a fenyérnövény, a csarab. A Göcseji- és a Letenyei-dombság vidékén a göcseji bükktájon a bükk mellett őshonosnak számít a gyertyán, a kocsánytalan tölgy, a csertölgy, a gesztenye, a madárcseresznye, a juhar, a kislevelű hárs, a magaskőris és a mézgáséger is. A gombák számára igen kedvezőek az éghajlati és talajviszonyok, így azok régebben a népélelmezésben is nagy szerepet játszottak.
A szárazabb keleti vidékeken a Déli-Pannonhát erdeinek jellemző fái a kocsánytalan és a kocsányos tölgy, a csertölgy, a betelepült fehér akác és a gyertyán. Az észak–déli irányú völgyek sík részein ligeterdők váltakoznak láperdőkkel és mészkedvelő láprétekkel. Nevezetes a Zalaszentmihályi-láp a hízókával és óriási telelősás-állománnyal (Cladium mariscus). A Nagykanizsa melletti láperdőkben. bokorfüzesekben talán még előfordul a ritka tőzegeper, mint reliktum faj. Nagykanizsa környékén meszes talajú homokpuszták is vannak, a pannon bennszülött hüvelyes csenkesz gyepjével. A Türjei-lápmedencében az egyébként ma már csak északon élő, jégkori maradvány mohafajok is élnek. A bükkösök jellegzetes növénye a zalai bükköny (Vicia oroboides), és a tarka lednek (Lathyrus venetus), valamint a délnyugat-európai elterjedésű erdei ciklámen és a szártalan kankalin.
A Zala-kanyar táján pannon kori meszes homokkő-kibúvásokon reliktum jellegű, mészkedvelő száraz erdei fenyvesek találhatók. A cserjeszinten csepleszmeggy és sárga virágú ökörfarkkóró él. A Keszthelyi-fennsík mészkő- és dolomithegyein melegkedvelő növényzet él, sok köztük a szubmediterrán növény és néhány igazi mediterrán faj is található, mint a kaukázusi zergevirág és a genyőte díszlik. Az eredeti növényzet ezen a tájon a szubmediterrán jellegű molyhos tölgyes karsztbokorerdő volt, alacsony, görbe növésű fák csoportjai váltakoztak karsztgyep foltokkal. Jellegzetes cserje volt az ősszel vörös cserszömörce. A Zala völgyében korábban előfordult az Ázsiából a 16. században behozott, majd elvadult orvosi kálmos is.
Szentgyörgyvölgy környékének erdős tája, a szomszédos Vas vármegyei Őrségi Nemzeti Park része, jórészt megőrizte természetes állapotát. Erdeiben évszázadokra visszamenően paraszti szálaló gazdálkodással termelték ki az erdeifenyőt folyt, így annak aljnövényzete is sértetlen maradt. Jelentősek Illiricum flóratartományra és a Praenoricum flóravidékre jellemző növényei: a kapcsos és a kígyózó korpafű, az ernyős, a kereklevelű és a zöld körtike, az gyökerező avarvirág és a henye boroszlán. Déli flóraelemek a zalai lednek, a pirító gyökér, a tőzegmohalápok megmaradt foltjain a füles fűz és a kereklevelű harmatfű.
Tátika várának környékén az ősbükkös is védett. A Kis-Balaton sekély vizében a keskenylevelű gyékény, a nyílfű, a fehér virágú békatutaj, a fehér tündérrózsa, a vízitöknek is nevezett sárga tavirózsa él.

A 20. század második felében a lejtők intenzívebb művelése, a fennsíkok szárazságtűrő feketefenyővel való betelepítése következtében több, korábban ott előfordult növény eltűnt, mint a gömböskosbor, a pofók árvacsalán, és alig maradt a bodzaszagú ujjaskosborból is.

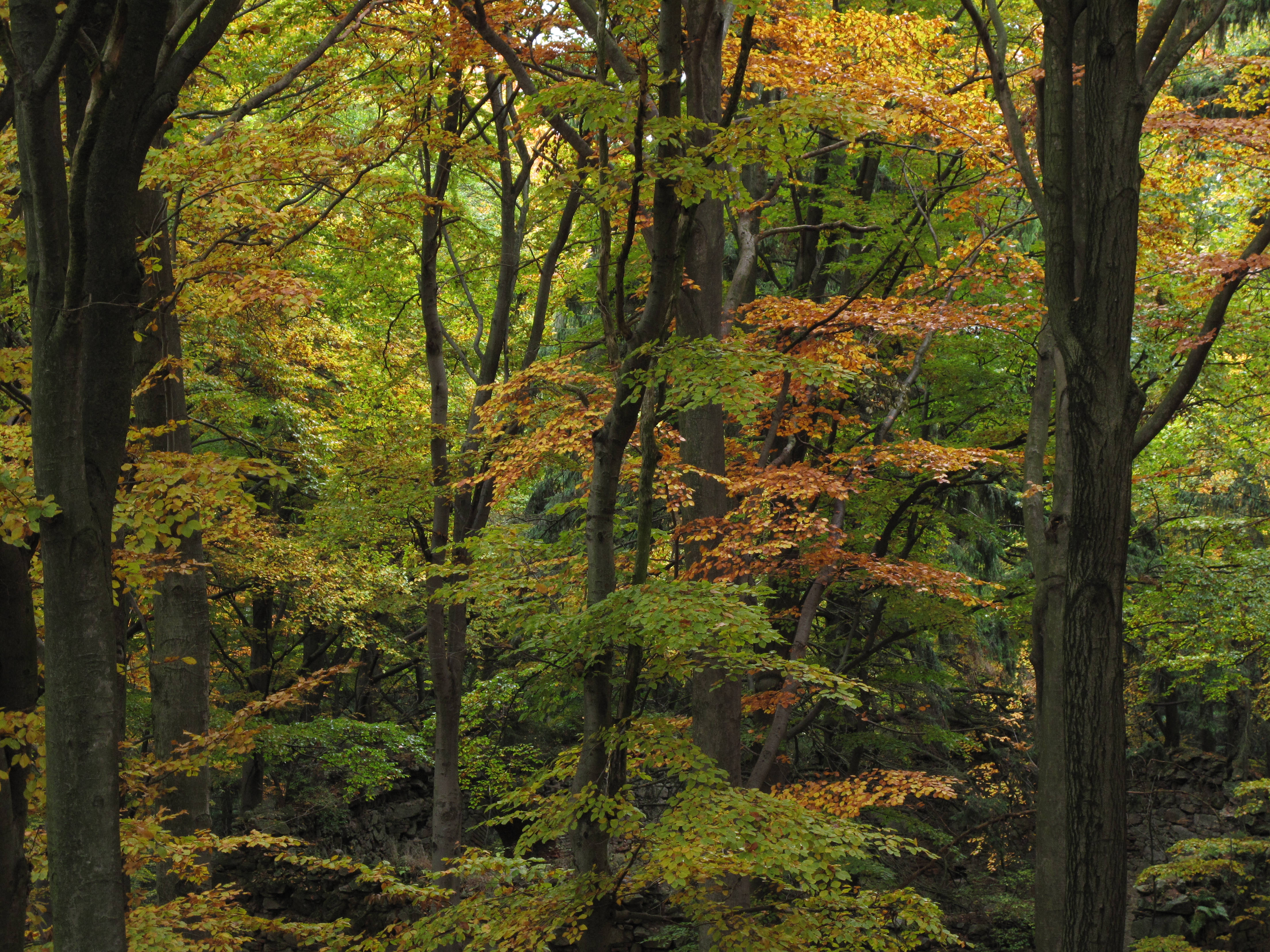
Bükk
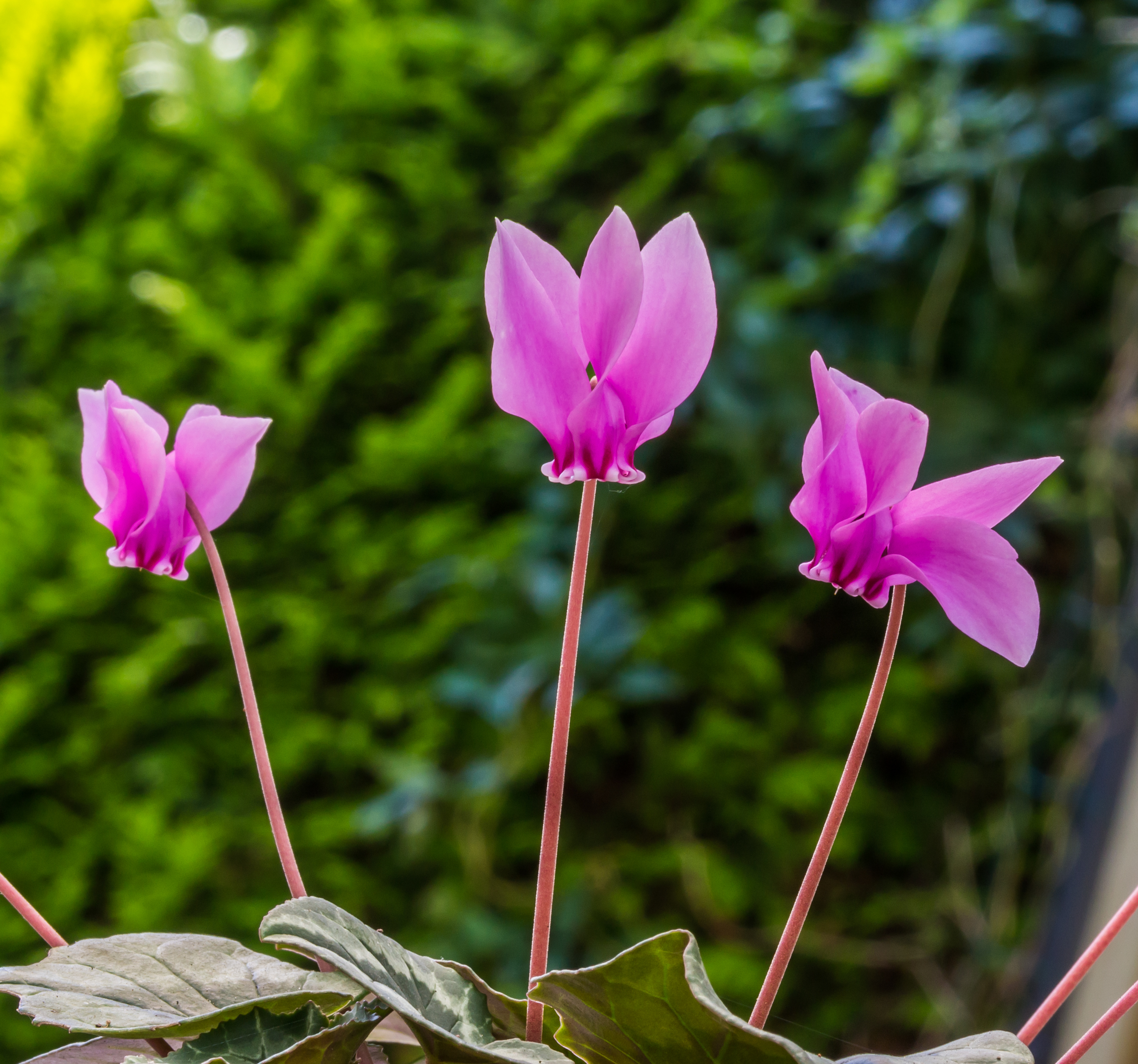
Erdei ciklámen
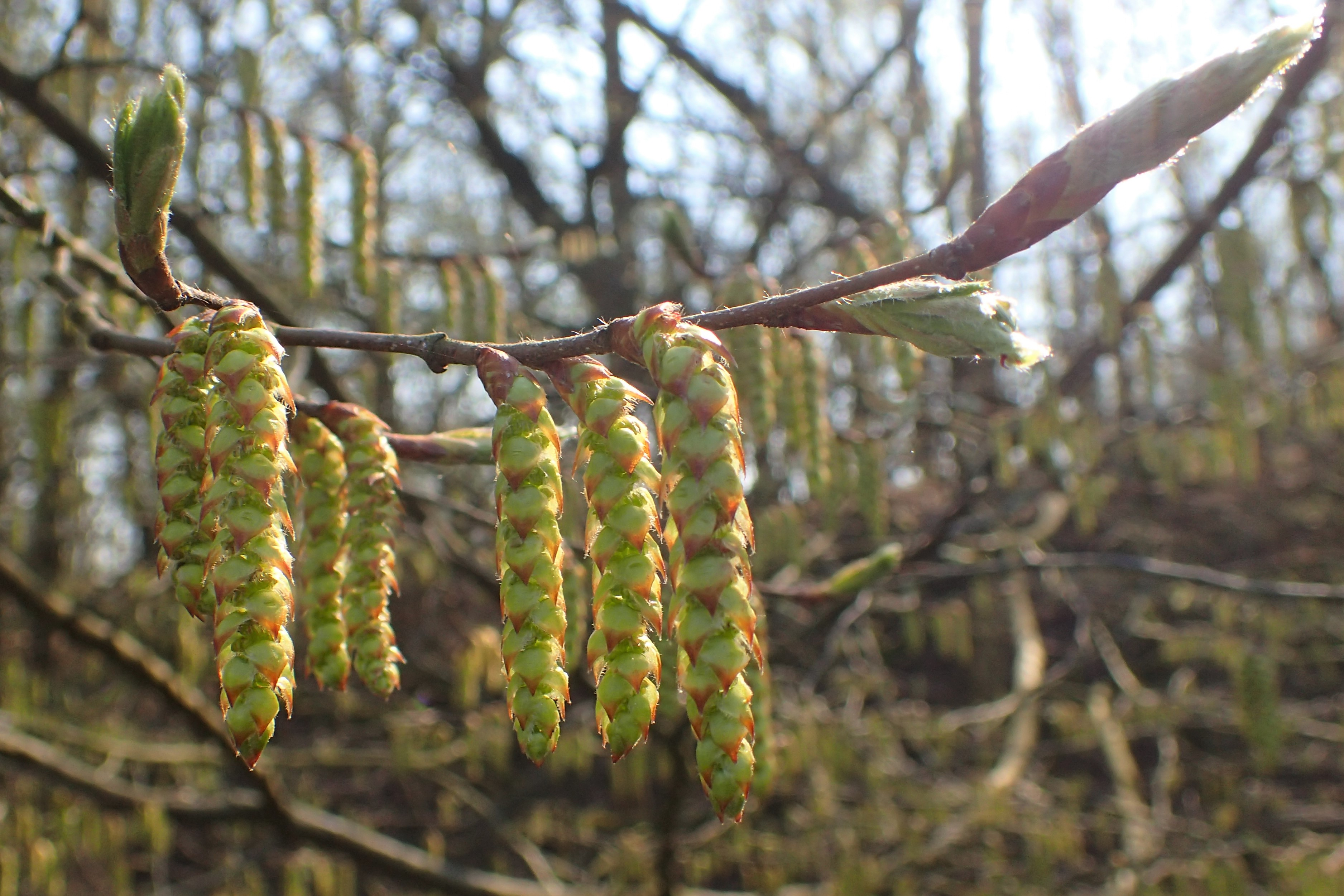
Gyertyán
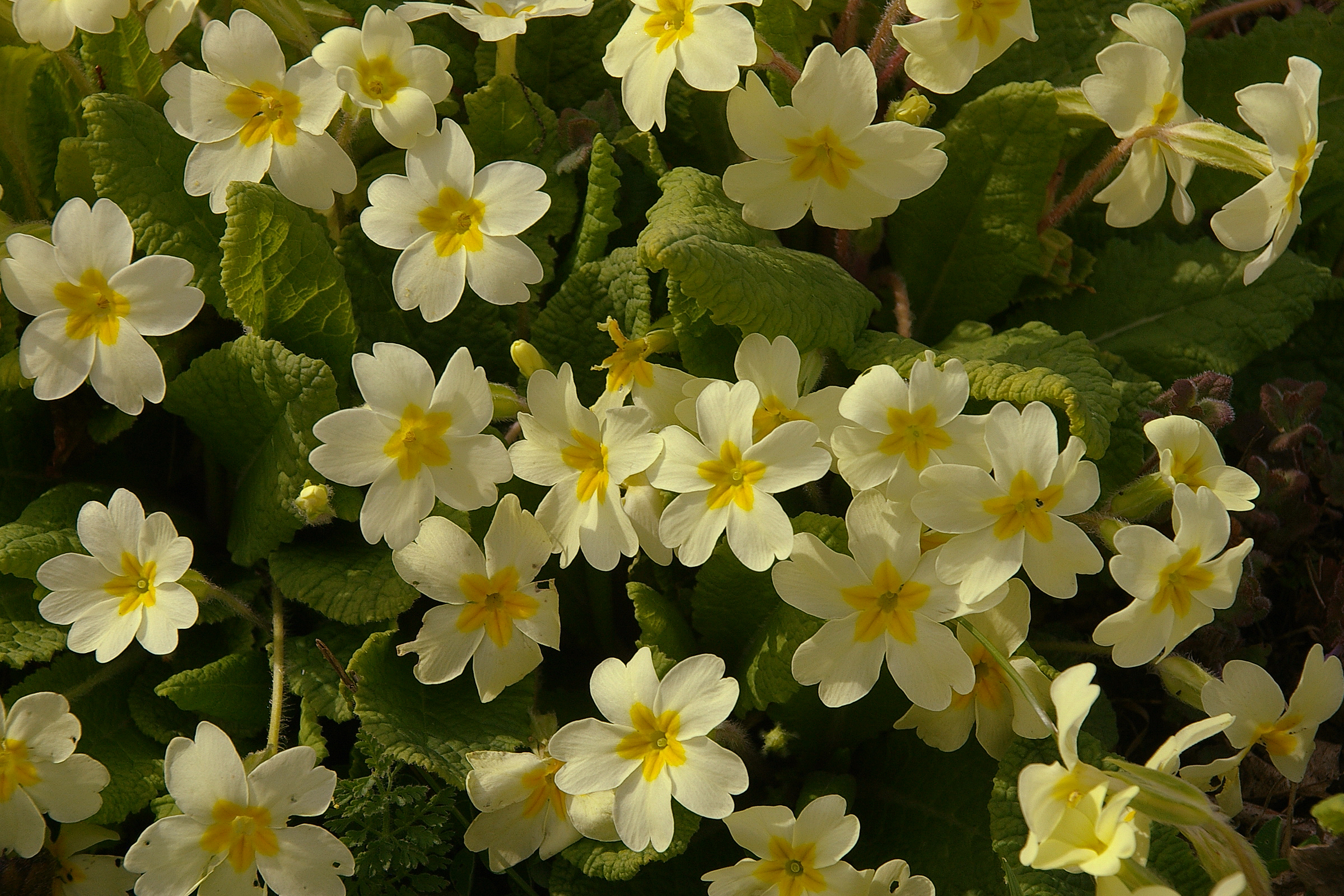
Szártalan kankalin
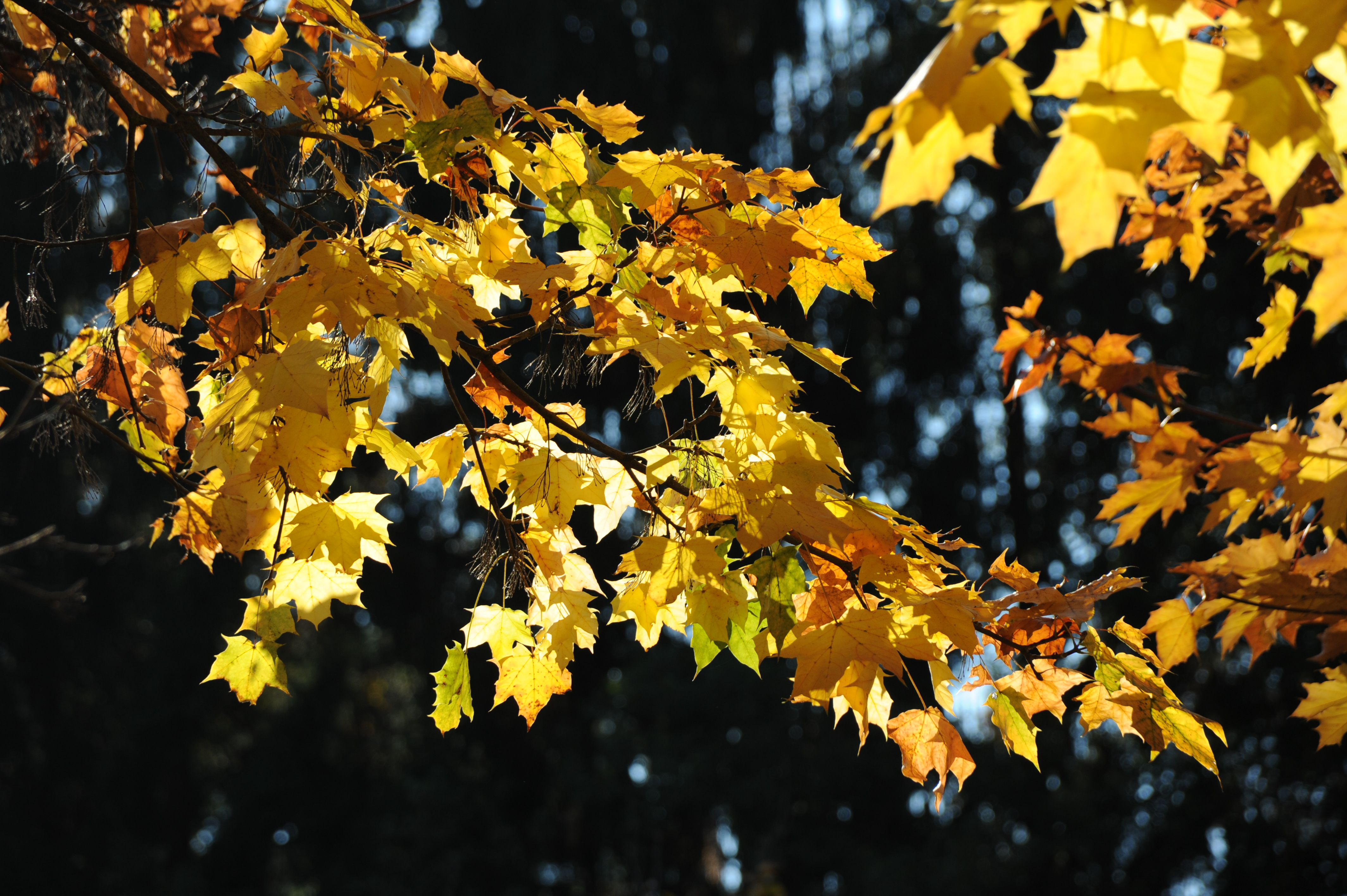
Juhar

#### Állatvilág
A megye faunája a bőséges és sokféle növénytakaró révén ugyancsak gazdag és változatos. A zalai erdők főleg a gímszarvasokról híresek. Innen származik a világ legtöbb világrekorder gímszarvasagancsa. Őz- és vaddisznóállománya is jelentős. Nemesnépen és Felsőszenterzsébeten a fekete gólya, másutt rétisas is fészkel a megyében. A Kis-Balatonban sok madárfaj él, így a nagy kócsag, a kormorán, a kanalasgém, a nyári lúd. Kipusztult viszont a történelmi időkben is itt élő nádi farkas és a folyami rák, bár az előbbi a 21. század elején többfelé újra felbukkant Magyarországon.
- Zala megye természeti értékeinek listája

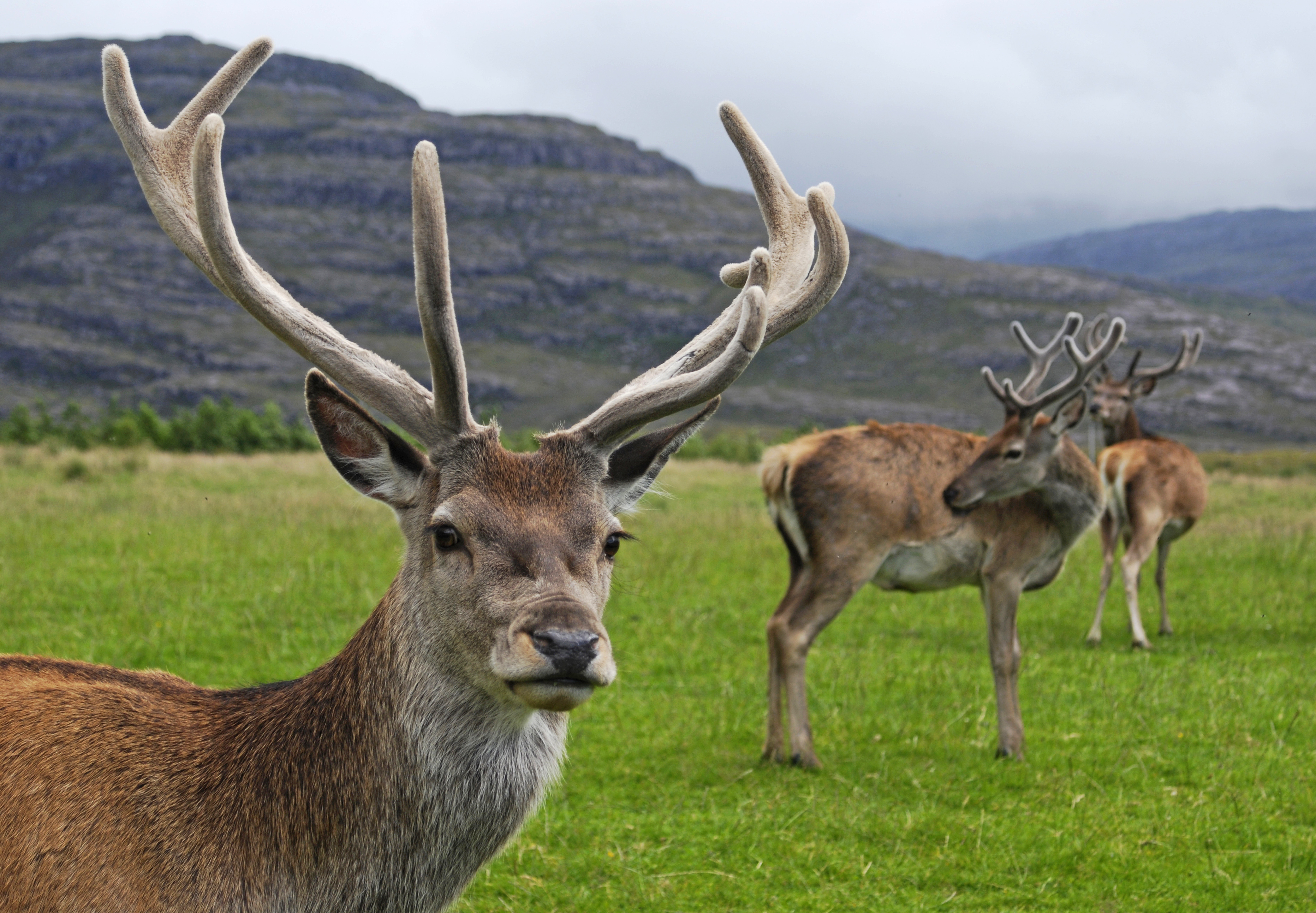
Gímszarvas
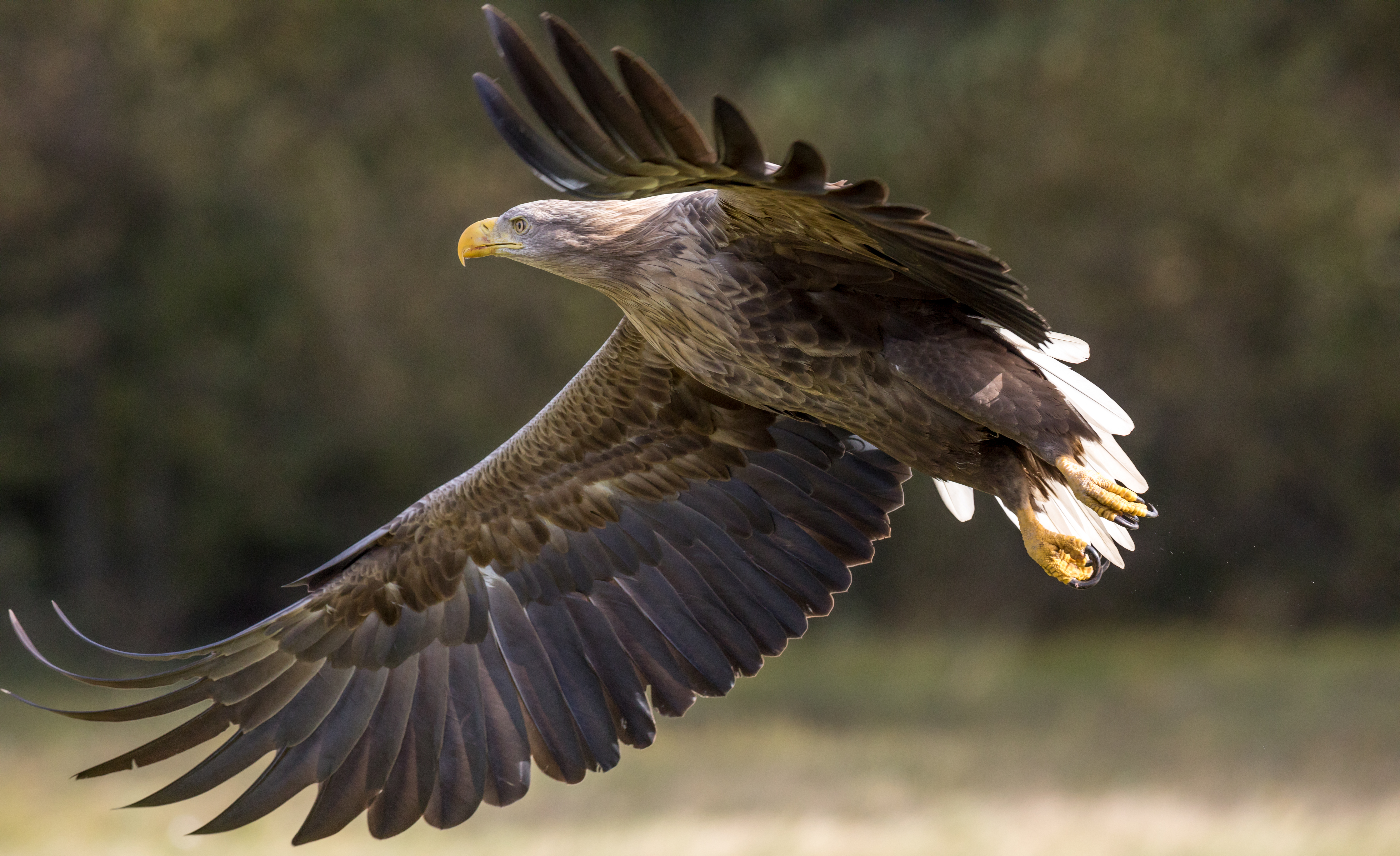
Rétisas
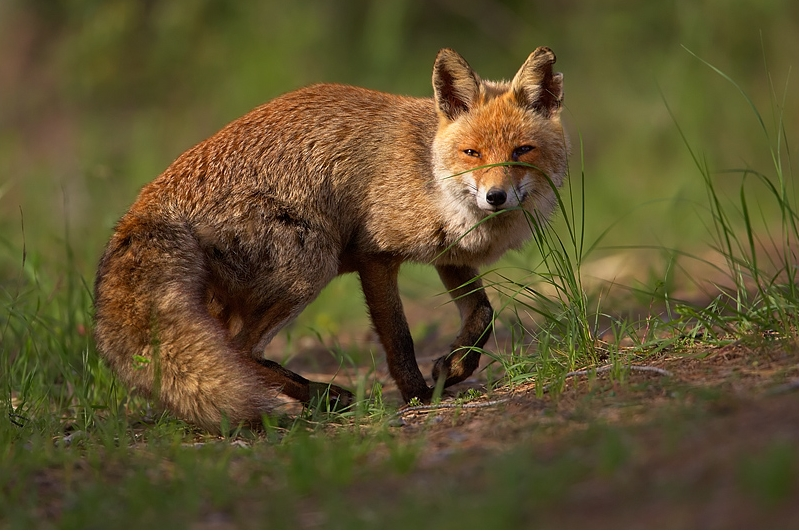
Vörös róka
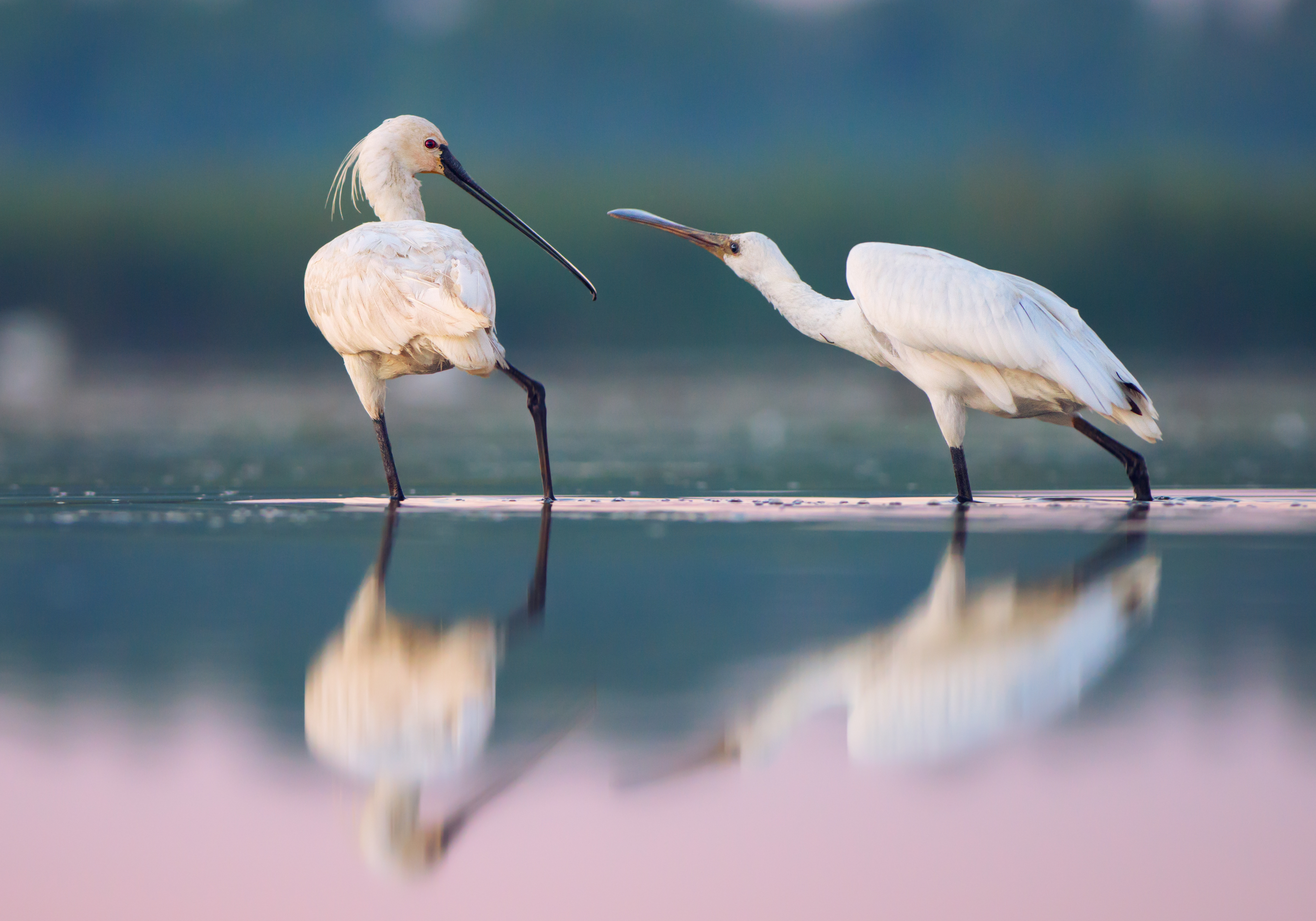
Kanalasgém
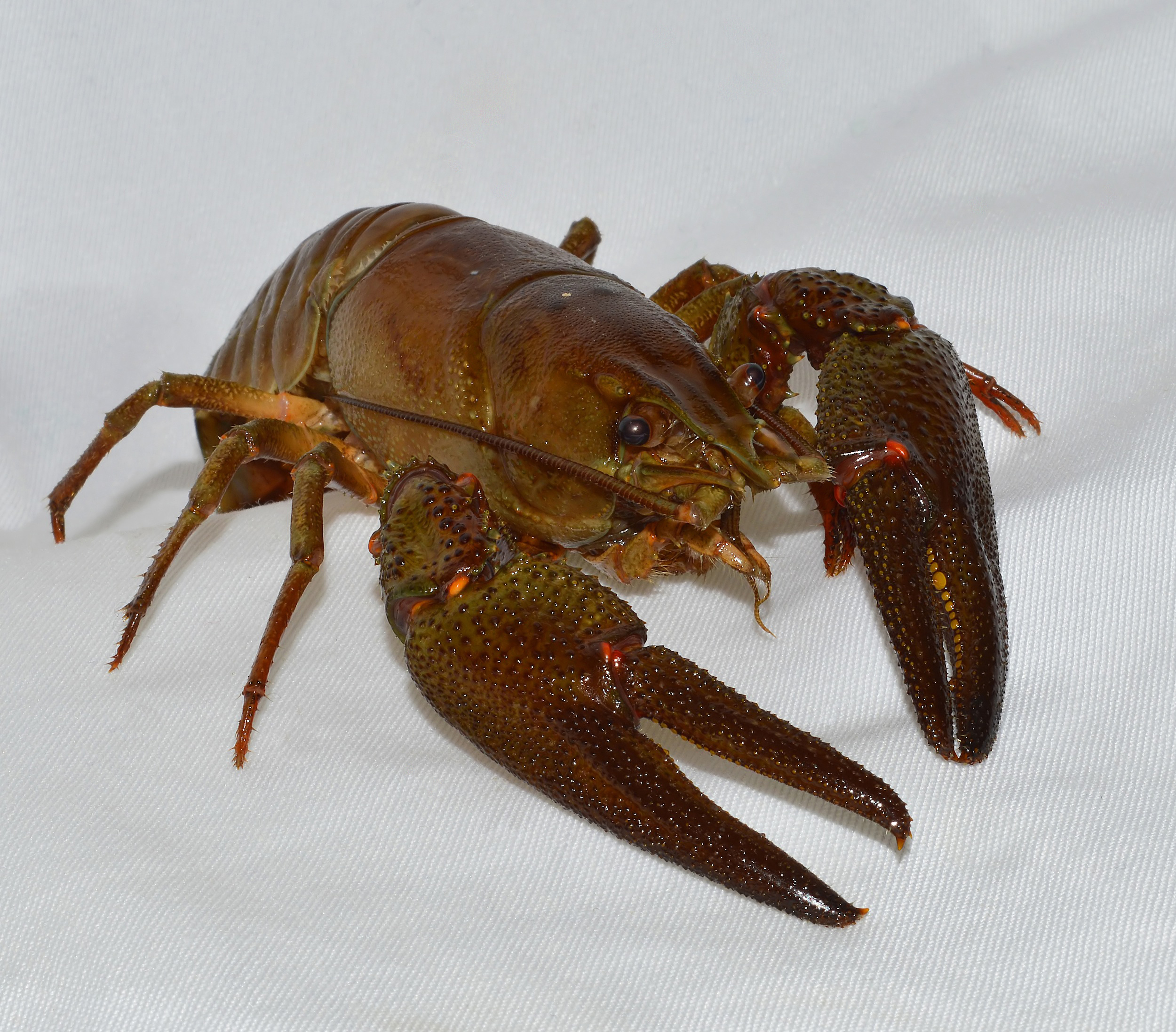
Folyami rák

#### Zala vármegye jellemző földrajzi pontjai
- Szélső települések égtájak szerint:
  - a megye legészakibb települése Zalavég (Zalaszentgróti járás),
  - a megye legdélibb települése Surd (Nagykanizsai járás),
  - a megye legkeletibb települése Balatongyörök (Keszthelyi járás),
  - a megye legnyugatibb települése Szentgyörgyvölgy (Lenti járás).
- Legmagasabb pontja:
  - Kandikó (302 m)

## Történelem

### A kezdetektől a magyar honfoglalásig
A megye legrégebbi régészeti leletei Becsehelyről kerültek elő 1977-ben, ezek a földművelés elterjedésének legkorábbi szakaszából, mintegy 6000 évvel ezelőttről, az újkőkorszakból származnak, és a vonaldíszes kerámia kultúrájához köthetők.
Zalaváron kőrézkori fémöntő tégely és kezdetleges ékszerek maradtak fenn. Zalaszentmihályon hatalmi jelvényeket tártak fel a tőzegben. Csáfordon két aranykorongot találtak. Zalaszentgrót, Nagyrécse, Nagykanizsa, Zalacsány vidékén késő rézkori illetve bronzkori emlékekre bukkantak. Zalaszentivánban nagyméretű földvár maradványait találták meg. A pötrétei kincslelet, a hídvégpusztai temető urnái szintén erről a korról adnak hírt.
Kr. e. 370 körül a kelták először a Dunántúl északi részét foglalták el, majd szinte az egész Kárpát-medencével együtt ezt a térséget is birtokukba vették. Legnagyobb temetőjüket
Horváth László régész tárta fel Magyarszerdahelyen. A kelták hatalmának az időszámításunk kezdete előtt néhány évvel megjelenő rómaiak vetettek véget. Az általuk kiépített, híres római utak közül kettő is átvezetett a megye mai területén, az egyik a borostyánút volt. A másik Lendva, Letenye, Sormás, Magyarszerdahely, Nagykanizsa, Nagyrécse vonalon haladhatott Aquincum felé.
A megye területén sokfelé kerültek elő római kori leletek, így Zalabaksa, Bagod, Zalaszentgrót, Bak környékén is. A legismertebb római kori település Zalalövő (Salla) és a Keszthelyhez tartozó Fenékpuszta voltak. Sallán Tiberius római császár uralkodása idején (i. sz. 14-37) létesült katonai tábor. A század végére azonban Pannónia határai a Duna vonalában szilárdultak meg, így a tábor helyén polgári település létesült, Municipium Aelium Salla néven. A 170-es években azonban egy germán támadás elpusztította a római várost.
A késő római korban a térség legnagyobb római települése Valcum (Fenékpuszta) volt. Itt a 4. század közepén egy kiterjedt, 44 toronnyal védett erődítmény épült. Három oldalról víz vette körül, de a Balaton vízszintjének későbbi lecsökkentése miatt ma már csak egyik oldala határos a tóval. Római jellege 455-ben következett be. A későbbi hódítók is használatba vették, így a gótok, longobárdok, frankok is használták, s lakott volt a magyar honfoglalás idején is.
A két évszázados avar uralmat 803-ban a frankok támadása döntötte meg. A terület etnikai arculata változatos volt. Amikor a Rábától délre eső területek a salzburgi érsekség befolyása alá kerültek, már a több irányból ide települő szlávok is éltek itt. Ezt a népességet Pribina fejedelem tömörítette politikai szervezetbe.
A szláv fejedelmek közti harcok következtében a Nyitrán székelő Pribinának menekülnie kellett, de 840 körül Nagy Károly unokájától, Német Lajostól Alsó-Pannónia egy részét kapja hűbérbirtokul. A Zalavár melletti Várszigeten telepedett le, megerősített várost (Mosaburg) épített magának, ahol 850-ben templomot is szenteltek. Pribina fia, Kocel idején 866-867-ben ide látogatott Cirill és Metód, a szlávok két térítő apostola is. Emléküket a Várszigeten 1985-ben felállított oszlop őrzi. Kocel halála után a terület urai ismét a frank grófok lettek.
A honfoglaló magyarok először csak átvonultak a területen Itália felé, aztán hamarosan le is telepedtek és fokozatosan összeolvadtak a régi lakossággal. Szláv eredetű helynevek is őrzik ennek a folyamatnak az emlékét. Az 1970-es években feltárt zalakomári temetőben együtt találhatók az avarok és a szlávok sírjai.

### A királyi vármegye

#### Középkor

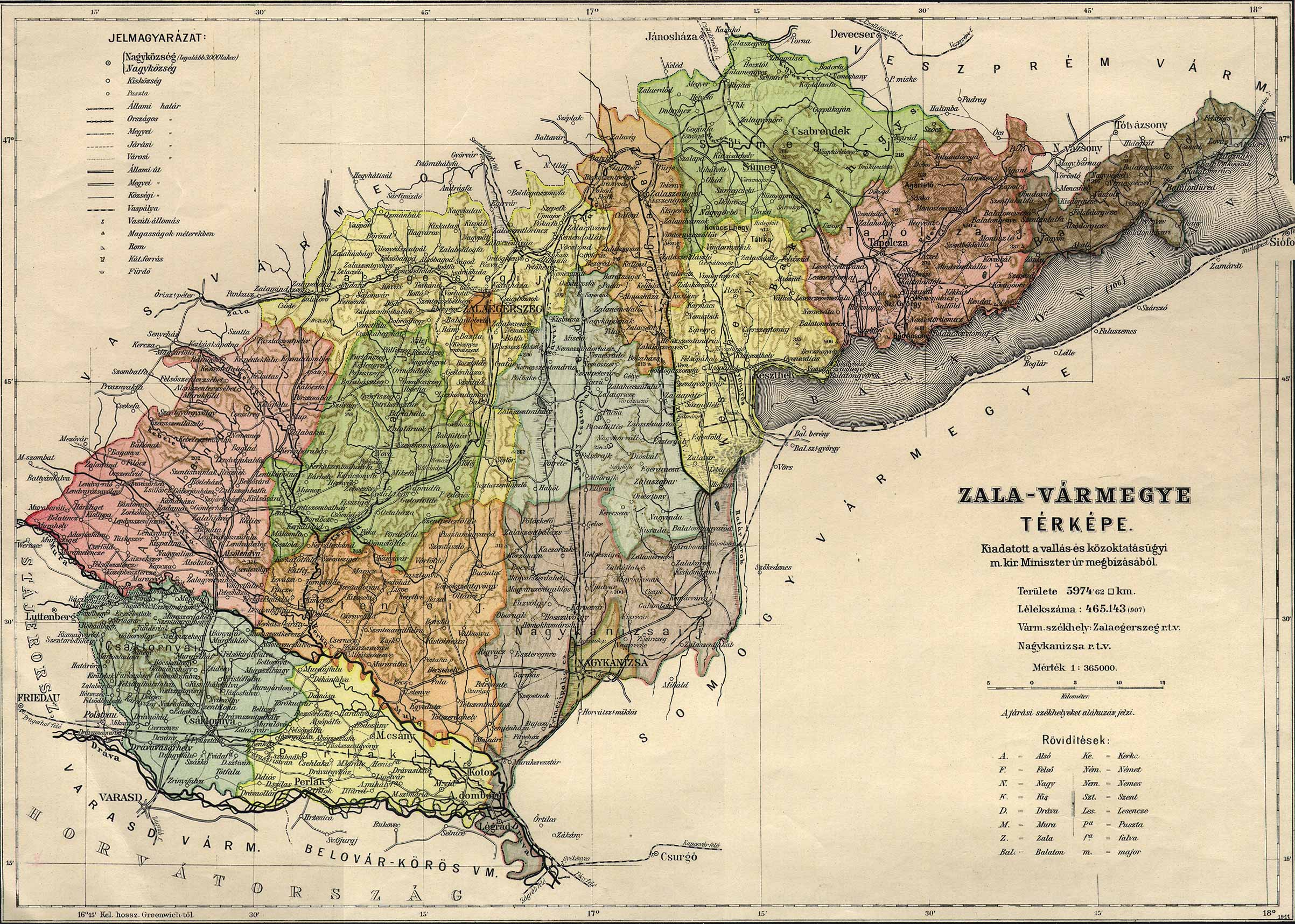
Zala vármegye közigazgatási térképe 1910-ből

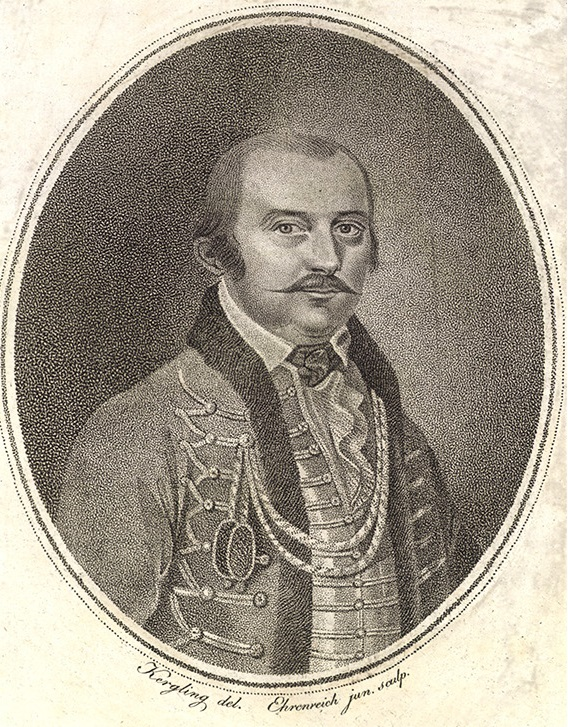
Jáprai Spissich János (1745–1804) Zala vármegye alispánja, a magyar jakobinus mozgalom tagja, szabadkőműves páholy főmester.

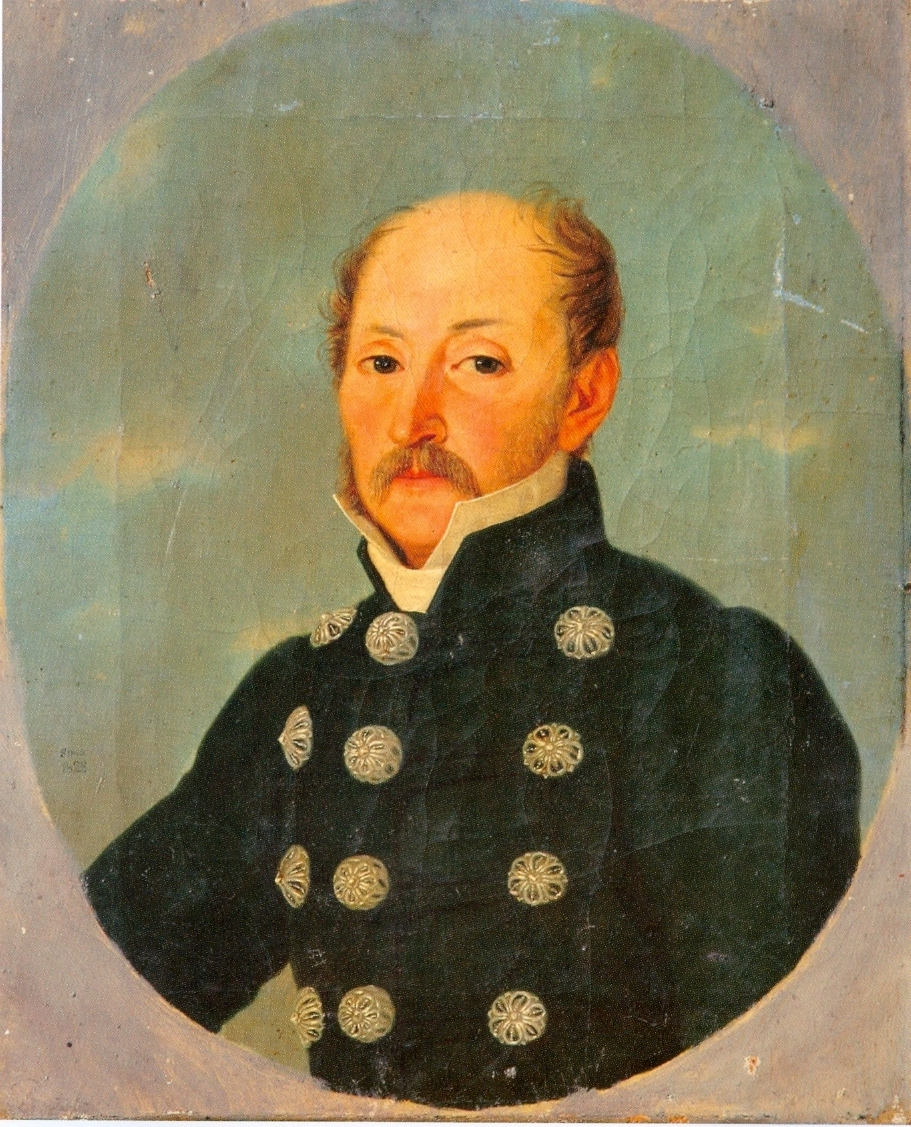
Kisfaludi Kisfaludy Sándor (1772–1844) magyar költő, császári katonatiszt.

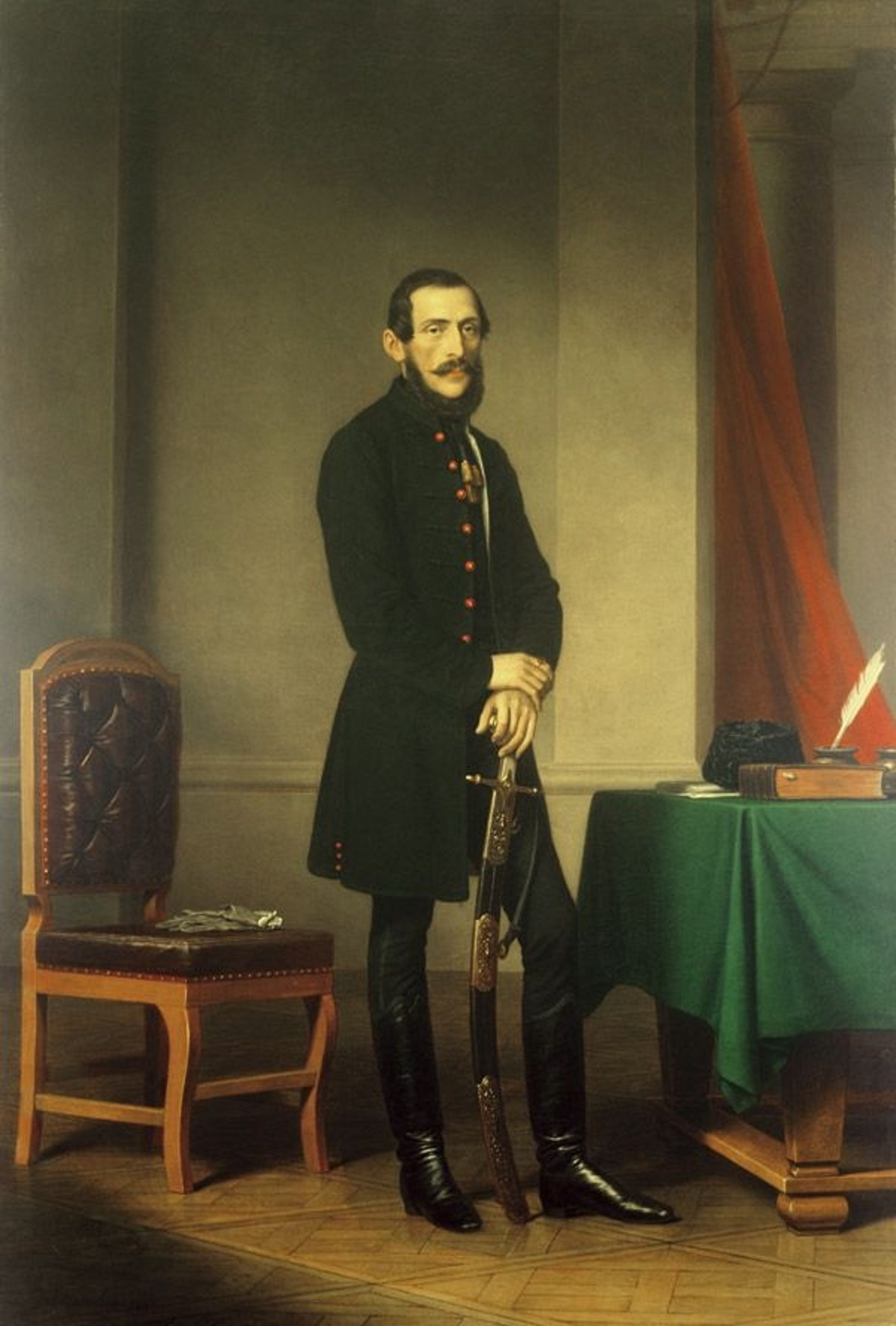
Csányi Csány László (1790–1849) politikus, közlekedési miniszter, táblabíró, az 1848–49-es szabadságharc vértanúja.

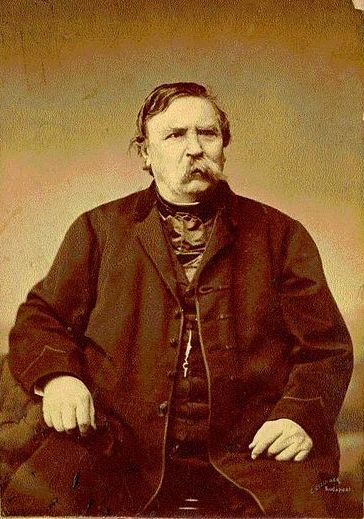
Kehidai Deák Ferenc (1803–1876) magyar politikus, államférfi, országgyűlési képviselő és az első felelős magyar kormány igazságügy-minisztere.

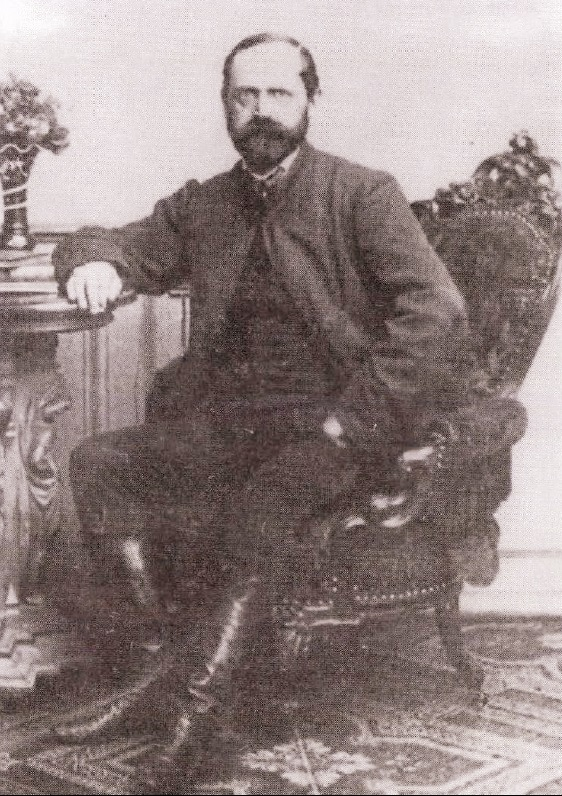
Hertelendi és vindornyalaki Hertelendy Kálmán (1820–1875) Zala vármegye főispánja 1872. október 3-a és 1875. augusztus 15-e között

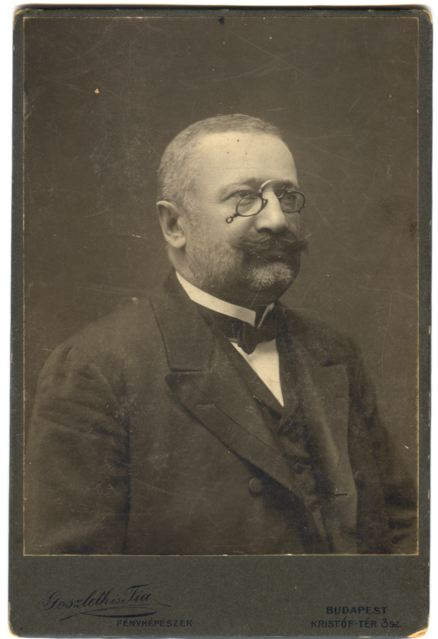
Boldogfai Farkas József, négy ízben a Katolikus Néppárt országgyűlési képviselője; Zalában ennek a pártnak lelkes szervezője és támogatója

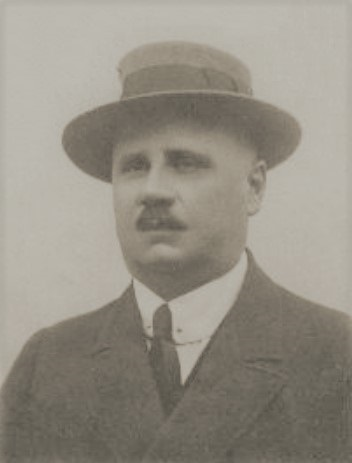
Hertelendi és vindornyalaki Hertelendy Ferenc (1859–1919), Zala vármegye főispánja 1903. december 19-e és 1906. február 14-e között

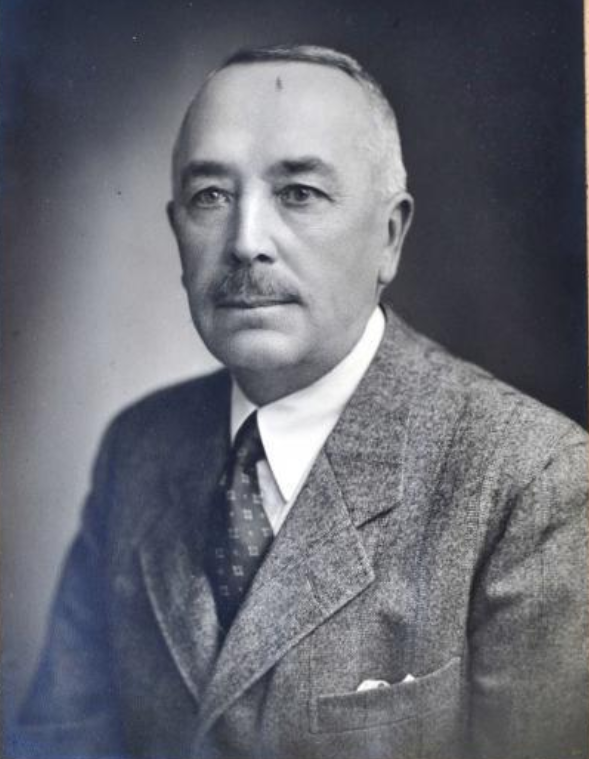
Nyirlaki dr. Tarányi Ferenc (1878–1945), Zala vármegye és Vas vármegye főispánja, nagybirtokos, felsőházi tag, Zala vármegye főispánja 1922. december 19-e és 1926. augusztus 14-e között

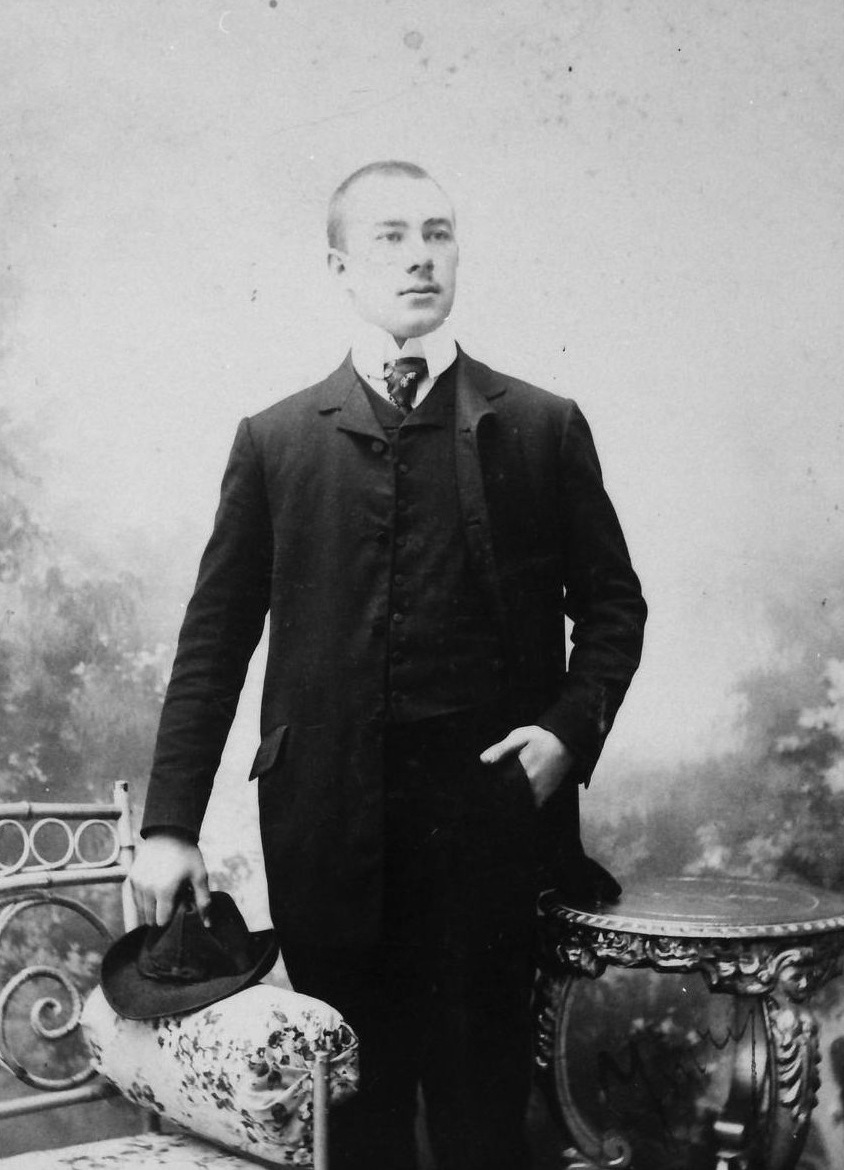
Dr. udvardi és básthi Udvardy Jenő (1880–1941), magyar királyi kormányfőtanácsos, Zalaegerszeg tiszti főügyésze, a legitimista zalamegyei Magyar Férfiak Szentkorona Szövetségének az alapító elnöke.

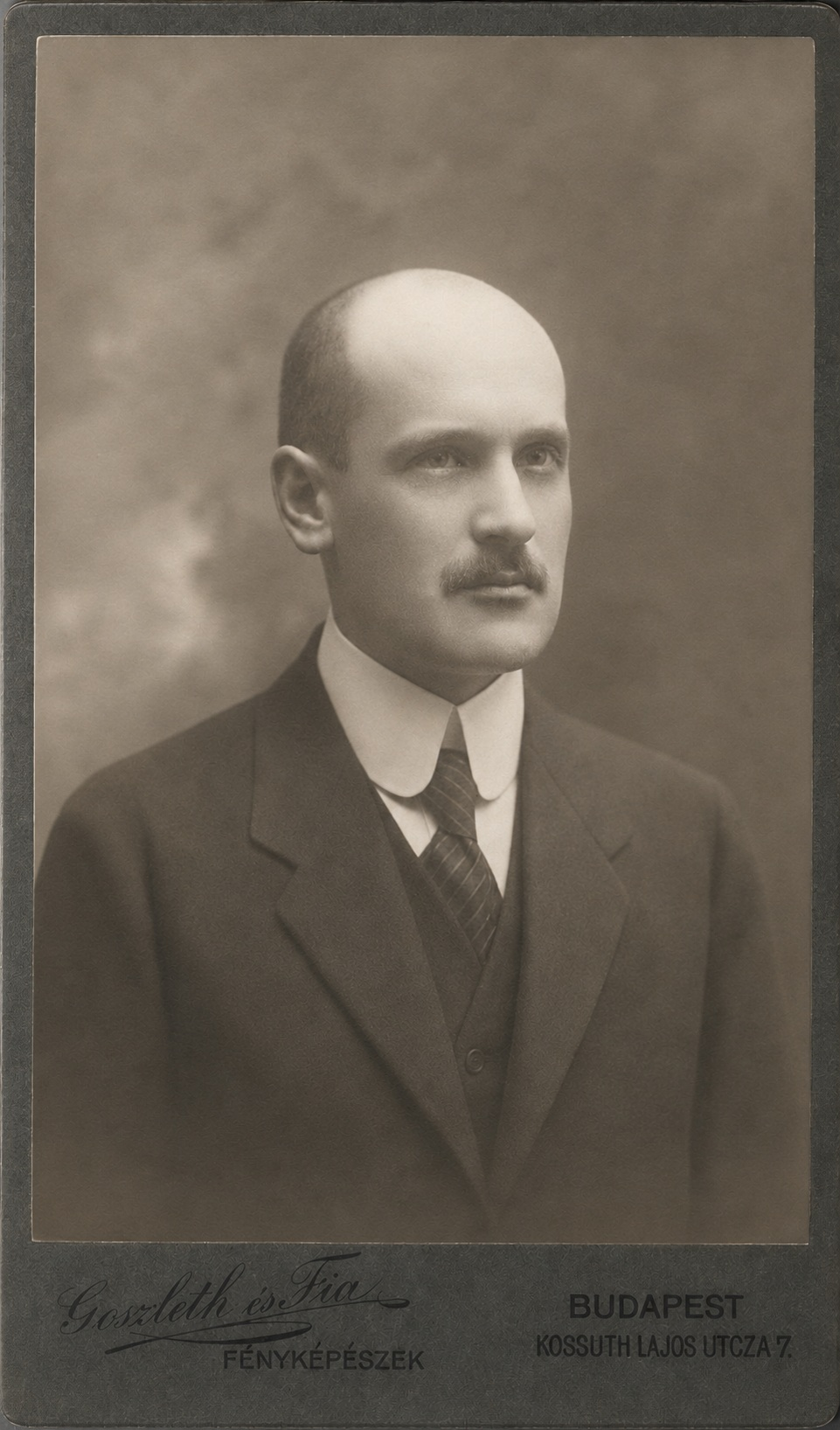
Boldogfai Farkas Tibor (1883-1940), országgyűlési képviselő, legitimista politikus, földbirtokos, huszárkapitány.

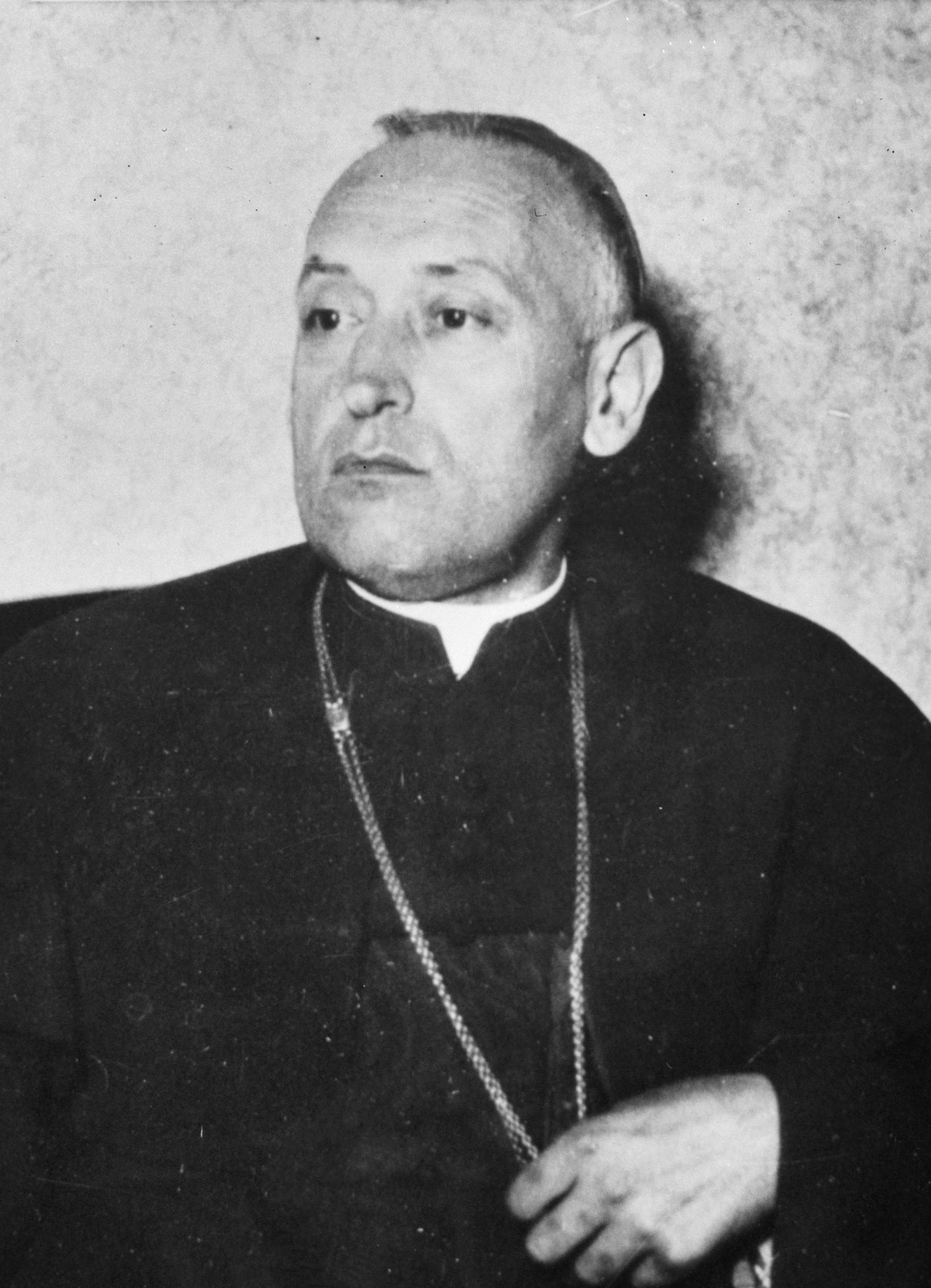
Mindszenty József (1892–1975) Esztergom érseke, Magyarország utolsó hercegprímása, 25 évig a zalaegerszegi plébános

A magyarok honfoglalása után Bulcsú harka törzse szállta meg. Az Szent István által alapított királyi vármegye első székhelye és ezzel első neve Kolon volt. Innét a várispán a 11. század végén helyezte át székhelyét Zalavárra, így lett a vármegye neve is Zala. A királyi vármegye a mainál jóval nagyobb volt. Hozzá tartozott a Balaton-felvidék legnagyobb része, délen pedig a Muraköz is.
Egyházi szempontból a megye az 1002-ben alapított veszprémi püspökséghez tartozott, majd déli részét az 1092-ben létrehozott zágrábihoz csatolták. I. István és utódai nagy birtoktesteket adományoztak a területén felállított egyházi intézményeknek (zalavári, tihanyi apátságoknak).
Királyi vár volt Tátika, Csobánc, Sümeg, de központtá egyik sem vált. Az itt birtokot nyert külföldi lovagokból lett nagyurak (alsólendvai Bánffyak, Csákok) hatalmával szemben a 13. században itt bontakozott ki legerősebben a nemesi vármegye szervezkedés. A megye köznemesei szerepet játszottak az Aranybulla elfogadtatásában. A bárói uralom az Árpád-házi királyokat követő interregnum (1301–08) alatt megszilárdult, s Zala vármegye a 15. században is a bárók (Cilleiek, Újlakiak) uralmának egyik központja volt.
A Hunyadi Mátyás uralkodása alatt élte a megye egyik virágkorát. Csácsbozsokon, Egerváron valószínűleg Sziléziában tanult mesterek csúcsíves téglatemplomokat építettek. A korszak fontos művészeti központja volt Egervár, melynek ura Egervári László horvát bán, Mátyás király testőrkapitánya, Szilézia kormányzója volt.
1526, de különösen 1566 után a török háborúk jelentős végvonala volt (Zala megyén át vezetett a legrövidebb út a Habsburgok osztrák tartományai felé) 30 kisebb-nagyobb végvárral.
A törökök egy csapata már 1480-ban elérte a megye területét, de a vidék pusztulása csak a mohácsi csata után hat évvel kezdődött meg, a törökök Kőszeg elleni támadásával. Ettől kezdve a hódoltság határa a megye területén hullámzott. A török kegyetlen pusztításával senkit nem kímélt; 1577. szeptember 14-én a török Söjtörre tört és háshágyi Háshágyi Imre (fl. 1536–1577) zalai alispánnak a kis erődítményét megtámadták. Ezt követően őt lefejezték és a várandós feleségét, osztopáni Perneszy Klárát és gyermekeit elhurcolták. 1596 és 1715 között mivel Somogy vármegyét a török elfoglalta, Zalával egyesítették; így a főispánok, alispánok és más hivatalnokok ezalatt az idő alatt „Zala és Somogy megye alispánja” stb volt. A végvárak láncolatába tartozott Zalában Kapornak, Türje, Keszthely és Zalavár, Zalacsány is. Kanizsa a Dél-Dunántúl védelmének fontos vára lett. A Nádasdy Tamástól cserével szerzett, mocsár által is védett várat, a haditanács fontos erőddé építette ki. Az itt folyó harcok kiemelkedő hőse volt Thury György. A bevehetetlennek szánt várat azonban 1600-ban mégis elfoglalta a török. Így a 17. század elejére a Dráva és a Balaton között már nem maradt komoly vár, csak kis végvárak, amiknek Lövőn, Salomváron, Zalaváron nyomuk sem maradt. Egerszegen a megyeház, Türjén szerzetesház épült a helyükre, Szentgróton a copf stílusú kastély. Zalabéren a volt nemesi temető sáncai, Kemenden a várdomb egyenetlen felszíne, Pölöskén, Szentgyörgyváron, Zalacsányban a rét kis dombjai, árkai jelzik a végvárak helyét.
1600-ban a törökök Nagykanizsa elfoglalásával uralmukat majdnem egész területére kiterjesztették, 1664-ben elfoglalták a Zrínyi Miklós építette Új-Zerinvárat is. A török hódítókat csak 1690-ben űzték ki.
A római katolikus nemesi származású sidi Sidy családnak a sarja, sidi Sidy Mihály (†1711), földbirtokos, a volt egervári vicekapitány, Zala megyei külön kiküldött követként képviselte a vármegyét a 1705. szeptember 20-án a szécsényi országgyűlésen; ezen az országgyűlésen kiállították azt a szövetséglevelet, amely véget vetett a Rákóczi-szabadságharccal.

### Újkori fellendülés
A 18. század nagyrészt a török pusztítások helyreállításnak jegyében telt el. A parasztság újjáépítette falvait, a köznemesek visszaköltöztek birtokaikra. A főurak német telepeseket hívtak be birtokaikra, délről horvátok települtek be az üres területekre. A mezőgazdaság újra növekedésnek indult, egyúttal új növények is megjelentek, mint a kukorica, burgonya, dohány, és az akác. A változásokat erősítette, hogy erre az időszakra esett a vármegyében addig befolyással bíró nagybirtokos családok kihalása, azaz az alsólendvai Bánffy- valamint a Zrínyi családok, vagy más megyékbe, sok esetben országos méltóságokba emelkedése (Inkey, Sigray, Somssich) is. Mindennek következtében a megyében egy új nagy- és középbirtokos réteg jött létre, melynek élén az új arisztokrata családok álltak, a Batthyány, az Esterházy, a Széchenyi és a Festetics családok, amelyek a vármegye nagybirtokainak túlnyomó részét a második világháború utánig uralták. Közülük a helyi politikai életbe kizárólag a Batthyány család itt élő tagjai kapcsolódtak be de főleg a 19. század második felétől; a később hercegi rangra emelkedő Festetics családbeliek nem foglalkoztak politikával és vármegyei tisztségeket sem töltöttek be, az Esterházyak és Széchenyiek pedig nem éltek a megyében. A középnemesek közé alacsonyabb sorból több család is felkerült, főleg akik anyai ágon ősrégi birtokok örököltek kihalt köznemesi felmenőitől. Ezt a tehetős és tekintélyes birtokos nemesi szűk réteget, amely több századig kormányozta Zalát, képviselte az iszkászi Árvay-, az ősrégi Hahót-Buzád nemzetségből származó csányi Csány-, a nemes Csertán-, a csáfordi Csillagh-, a zokoli és illyefalvi Csutor-, a kehidai Deák-, a boldogfai Farkas-, a forintosházi Forintos-, a gyömörei és teölvári Gyömörey-, a hertelendi és vindornyalaki Hertelendy-, a pósfai Horváth-, a zalabéri Horváth-, a szentgyörgyi Horváth-, a szalapatakai Nagy-, a mezőszegedi Szegedy-, besenyői és velikei Skublics-, a lovászi és szentmargitai Sümeghy-, a bocsári Svastits-, a nyírlaki Tarányi-, és a miskei és monostori Thassy- família. Ezek a családoknak a tagjai az alispáni, főjegyzői, főügyészi, számvevői, főszolgabirói tisztségeket töltötték be, és egyben a vármegye földbirtokai legnagyobb részét birtokolták; a 19. század második felétől a Hertelendy és a Gyömrörey családoknak a tagjai pedig még a főispáni széket is foglalták.
II. József magyar király 1780. november 29-étől uralkodott és folyamatosan közigazgatási és igazságügyi reformokat hajtott végre a királyságban. A nemességre mért legnagyobb csapás az 1785. március 18-án kelt rendelete volt, mely alapvetően megváltoztatta az ország igazgatási rendszerét. A rendelet megszüntette a vármegyét, mint igazgatási egységet, a vármegyei közgyűlést, mint a nemesség legfőbb önigazgatási intézményét, valamint politikai életének színterét. Az országot 10 kerületre osztotta, a kerületek élére királyi biztosokat vagy kerületi főispánokat nevezett ki. Zala vármegyét a Zágrábi kerületbe helyezte el, és 1785. július 18-án gróf Balassa Ferenc belső titkos tanácsost nevezte ki kerületi főbiztossá. 1785. július 18-án mezőszegedi Szegedy Ignác lelépett az első alispáni posztjáról, melyet 1781. szeptember 24-e óta töltött be és helyébe, a vármegyén kívüli nozdroviczki Nozdroviczky János lépett. A másodalispáni tisztséget Vida József 1782. október 11-e és 1790. április 7-e között foglalta szinte az egész Jozefinista korszak alatt. A császár két újabb 1786. november 30-ai és 1787. július 19-ei rendeleteivel következett be. Első rendelete 38 új bíróság felállítását mondta ki másik rendelet kinevezte az új bíróságok személyzetét kijelölte székhelyüket és működésük megkezdésének időpontjául 1787. szeptember 1-ét tűzte ki. Ezzel a "Novus Ordo" kibontakozásának tetőpontját érte el és egyben beteljesedett közigazgatás és a jogszolgáltatás szétválasztása. Zala vármegyében boldogfai Farkas Jánost (1741–1788), az addigi vármegyei főjegyzőt, a Zala vármegyei Ítélőszék elnökévé nevezték ki ("Inclyti Sedis Iudiciaria Comitatus Szaladiensis Praeses"), és ezzel a vármegye legmagasabb igazságügyi hivatalt ő töltötte be. 1790. február 20-án az uralkodó elhunyt, és ezután a vármegye régi rendszere és tisztségei helyreálltak. Balassa Ferenc gróf kerületi főispán 1790. február 22-éig foglalta a posztját; Althann Mihály János (1757–1815) gróf lett az új zalai főispán I. Ferenc magyar király uralkodása alatt.
A 19. században gazdasági és kulturális fellendülés, városiasodás indult meg a megyében. A reformkor nagy társadalmi megélénkülést jelentett itt is. A 18–19. század fordulójától a Zala vármegyei köznemesség megyegyűlései a haladásért folytatott küzdelem fórumai lettek, és országos viszonylatban jelentős szerepet játszottak a kor színvonalán liberális eszmék terjesztésében. Fontos szerepe volt ebben a jáprai Spissich János alispán vezette szabadkőműves páholynak, melynek tagjai között volt Kazinczy Ferenc és a megye választott vezetőinek nagy része, például maga a vármegye főispánja is, gróf Althann Mihály János (1757–1815), helyettes főmester is. Támogatta őket Festetics György is, de 1797-ben haladó eszméik miatt a király a vármegyei vezetők nagyobb részét leváltotta és Festeticset is szigorú dorgálásban részesítette. Leváltásuk után a konzervatív, császárhű lovászi és szentmargitai Sümeghy József (1757–1832), királyi tanácsos, földbirtokos, a vármegye első alispánja lett; Sümeghy József alispán hozzájárult gróf várkonyi Amade Antal (1760–1835) felemelkedéséhez az főispáni székre; végül majd 1815-ben megbuktatták Sümeghyt és helyébe lépett a 29 éves liberális érzelmű mezőszegedi Szegedy Ferenc (1786–1848).

#### A 19. század
A megye szülötte volt Deák Ferenc, a 19. század nagy magyar államférfiúja. A vármegye e korban két kiemelkedő politikust is adott az országnak. Csány László huszártisztként részt vett a Napóleon elleni háborúkban, majd sebesülése után zalai birtokán hamarosan az ellenzéki mozgalom egyik vezére lett. Jelentős szerepet vállalt az 1848–49-es forradalom és szabadságharc harcaiban, és annak a vértanúja lett. Deák Ferenc, a „haza bölcse” is a megyében született, Söjtörön, majd, 1824–1854 között kehidai birtokán élt. Nem csak Zalában de országos kulcsfontosságú szerepet töltött a közös teherviselés és a jobbágy felszabadítás elérésében. A Zala vármegyei reformkorban, Deák politikai eszmék nagy támogatói között nyirlaki Tarányi-Oszterhuber József, nemes Kerkapoly István, csuzi és pusztaszentmihályi Csúzy Pál, hertelendi és vindornyalaki Hertelendy Károly, zalabéri Horváth János, nemes Glavina Lajos, nemes Csertán Sándor, boldogfai Farkas János találhatóak.
Ekkor a kulturális fejlődés továbbra is folytatódott a megye élen járt a magyar nyelvért folytatott küzdelemben, a társadalom egyre jobban fonódott össze. A szentgyörgyi Horváth Fülöp János (1777–1841) rendezte 1825. július 26-án a füredi Horváth-házban az első Anna-bált lánya, szentgyörgyi Horváth Krisztina tiszteletére. Másrészt, kisfaludi Kisfaludy Sándor közreműködésével 1831-ben elkészült a balatonfüredi színház, Skublics Károly pedig értékes könyvtárát felajánlotta egy nyilvános bibliotéka céljára. A Nován élő Plander Ferenc plébános Göcsejt ismertető cikkeket közölt, Nagylengyelben tubolyszeghi Tuboly László (1756–1828) klasszikus szerzőket fordított, Petrikeresztúrban Pálóczi Horváth Ádám (1760–1820) összeállította "Ötödfélszáz énekek" című gyűjteményét.
Az 1848-as szabadságharc alatt a vármegye alispánja, a liberális érzelmű, csáfordi Csillagh Lajos (1789–1860) volt. Az ő fia, csáfordi Csillagh László (1824–1876), fiatal korában lépett a nemzetőrségbe és a harcok alatt a 47. honvédzászlóalj századosa, majd a kiegyezés környékén a vármegye alispánja lett. A Szabadságharcban nemes Csertán Sándor (1809–1864) igen jelentős szerepet játszott. Jellasics kitörésekor néhány nappal után Zalaegerszegen szervezte a nemzetőrséget, majd 1848. október 8-án Kossuth Lajos, Zala megye kormánybiztosává nevezte ki Csertán Sándort. A szabadságharc kitörésekor az önkéntes nemzetőrséghez csatlakozott a megyei liberális ifjúság, és a 47. honvédzászlóalj alakult meg; tagjai hertelendi és vindornyalaki Hertelendy Kálmán, csáfordi Csillagh László, és Püspöky Grácián (1817-1861) honvédek. A Zala megyei lebesbényi Püspöky Grácián honvéd hadnagy, 1849-ben tűzte ki elsőként a visszafoglalt budai várra a győztes honvédek zászlaját. Hentzi lövegeitől leégett már a pesti Duna-sor harminckét új háza, a Redut az Angol Királynő Szálló, a Lipót-templom, a mázsaház és a Diána-fürdő. Végre május 20-ának éjjelén megkezdte Görgey a döntő támadást, mégpedig több ponton: így a Teleki-háznál, a fehérvári és bécsi kapunál és a Nádor-kertben. Hajnal volt, amikor Inkey, a 47. zászlóalj őrnagya, elsőnek hágott föl a bástyafalra. Nemsokára egészen a magyarok kezében volt a Vár, és minden oldalról vörös zsinóros, barna atillás honvédek nyomultak elő. A 47. zászlóalj kapitánya, Hertelendy Kálmán lőtte meg Heinrich Hentzit, és a zászlóalj egyik honvédje, lebesbényi Püspöky Gracián tűzte ki az első nemzeti zászlót, amiért jutalmul 1000 pengő forintot kapott.
Csány László a közmunka- és közlekedésügyi miniszterként tevékenykedett a Szemere-kormányban, majd vértanúságot szenvedett a Szabadságharc bukása után. Kerkapoly Mór (1821–1888) jogász, 1848-as szabadságharc őrnagy, országgyűlési képviselő volt; Kerkapolyt ha bár Aradon hadbíróság elé állították és golyó általi halálra, kegyelemből 10 évi várfogságra ítélték.
1849. október 24-én, amikor megjelent Haynau rendelete az új közigazgatási beosztásról az országot katonai kerületekre osztották; ezeken belül polgári kerületeket hoztak létre – ahová 3-4 megye tartozott élén kerületi főbiztos állt főispáni rangban. Zala vármegye a soproni kerület alá került, melynek a kerületi főispán jobaházi Dőry Gábor lett (a soproni kerülethez tartozott: Sopron, Moson, Győr, Vas, Veszprém, Zala, Tolna, Somogy, Baranya vármegye). A megyék élére pedig császári-királyi biztost neveztek ki, Zala élére nagymádi és várbogyai Bogyay Lajos került mint Zala vármegye megyefőnöke. A Muraközt végleg elcsatolták a megyétől, Horvátország része lett. Ezt az 1850 és 1861 közötti időszakot "provizórium"-nak nevezik, és mivel az addigi vármegye igazságügyi és közigazgatási rendszere, valamint tisztségviselői (főispán, első- és másodalispán, főjegyző stb) nem voltak érvényben, úgy tartják, hogy a magyar alkotmányosság sem volt meg. 1861-ben végleg helyreállt az alkotmányosság a királyságban; 1860. november 26. és 1861. március 24. között gróf Batthyány Imre szolgált főispánként, azonban a helyzet csak 1861 végén rendeződött: Zala vármegyében az új főispán nemes Novák Ferenc, akit 1861. december 13-án nevezett ki az uralkodó. 1861. február 7-én pedig csaknem 12 év után újra a vármegye közgyűlése választotta meg az első és a másodalispánját: az első alispán Koppány Ferenc lett, aki az 1848-as szabadságharc alatt a vármegye főadószedője volt;
a másodalispánja zalabéri Horváth Vilmos lett. Az uralkodó 1861. január 28-án végül engedélyezte Muraköz visszacsatolását, a szomszédos megyéhez került hat község visszatérése érdekében pedig már korábban megkezdődtek a tárgyalások. Ezzel a vármegyei autonómián akkoriban esett legfontosabb sérelem megszűnt.
A forradalom és szabadságharc bukása ellenére a jobbágyfelszabadítást nem lehetett visszavonni. A birtokos parasztság megszabadult a földesúri terhektől, és ez elősegítette a fejlődést. Megindult a gépek alkalmazása, különösen a cséplőgépé. Nagykanizsa és környéke különösen erőteljesen fejlődött. Ha bár 1854-túl Deák Ferenc már nem lakott Zalában, hanem Pesten barátai még mindig támogatták, és politikai eszméit próbálták érvényesíteni. A Deák-párt egyik országgyűlési képviselője, lovászi és szentmargitai Sümeghy Ferenc, Deák jó barátja volt. Glavina Lajos, a későbbi zalai főispán pedig a zalai Deák-párt elnöke volt; Bocsári Svastits Benő, zalai főispán szintén nagy követője és tisztelője volt Deáknak. Már az 1860-as években elérte a várost a Déli Vasútnak az Adria felé vezető vonala, majd ezt itt keresztezte a Sopron–Pécs vasútvonal. Ez az egész megye fejlődésére jótékony hatással volt. A lakosság száma is jelentősen megnövekedett, az 1869. évi 333 000-ről a századfordulóra 465 000-re nőtt.
1861. március 5-én a "Zalavármegyei Gazdasági Egyesület" jött létre nyírlaki Tarányi-Oszterhuber József elnöklete alatt. 1863-tól Glavina Lajos lett az egyesület elnöke. Iszkászi Árvay István, ügyvéd, 1871-től 1883. évig buzgó elnöke volt. 1883-tól csengeri Háczky Kálmán (1828–1904) földbirtokos lett az elnök, aki idős korában, 1898-ban mondott le. 1898. szeptember 25-én a elnökét választotta meg az egyesület: hertelendi és vindornyalaki Hertelendy Ferenc földbirtokos követte Háczkyt. 1919-ben Hertelendy hirtelen el hunyt, és ekkor Malatinszky Ferenc (1863–1951) alelnök vette át az elnöki teendőket. Hamarosan sorra került az egyesületi elnök választása: 1919. szeptember 11-én dr. Tarányi Ferencet választották meg (1945-ig, haláláig, töltötte be az elnöki posztot).
1861. március 5-én a "Zalavármegyei Gazdasági Egyesület" jött létre nyírlaki Tarányi-Oszterhuber József elnöklete alatt. 1863-tól Glavina Lajos lett az egyesület elnöke. Iszkászi Árvay István, ügyvéd, 1871-től 1883. évig buzgó elnöke volt. 1883-tól csengeri Háczky Kálmán (1828–1904) földbirtokos lett az elnök, aki idős korában, 1898-ban mondott le. 1898. szeptember 25-én a elnökét választotta meg az egyesület: hertelendi és vindornyalaki Hertelendy Ferenc földbirtokos követte Háczkyt. 1919-ben Hertelendy hirtelen el hunyt, és ekkor Malatinszky Ferenc (1863–1951) alelnök vette át az elnöki teendőket. Hamarosan sorra került az egyesületi elnök választása: 1919. szeptember 11-én dr. Tarányi Ferencet választották meg (1945-ig, haláláig, töltötte be az elnöki posztot).
Az 1867. június 8-án Budán zajló I. Ferenc József magyar király koronázásakor a Zalavarmegye 6 fős bandériumának a tagjai voltak: várbogyai Bogyay István (1835-1900), csáfordi Csillagh Gyula (1829–1904), Ghika Járosláv, zalabéri Horváth Mór (1834-1882), pálfiszeghi Pálffy Elek (1840-1895) és rajki Raiky László, akiknek hattyú prémes kalpag, ugyanoly prémezott fehér mente, azúrkék dolmány és nadrág, sárga csizma, arany zsinórzattal.
Festetics Mária grófnő, söjtöri földbirtokosnő, királyné udvarhölgy, 1871 decemberétől a Erzsébet királynét hűségesen szolgálta. Deák Ferenc és Andrássy Gyula gróf kezdeményezésére beállt szolgálni a királynét. A tekintélyes zalai főnemes kisasszonyról azt írták a sajtóban, hogy: "Alig hogy Festetics grófnő elfoglalta helyét a bécsi Burgban és a budai várpalotában, ő lett nemcsak az „egyik" udvarhölgy, de jóformán az egyedüli. Osztrák kollégája inkább csak hivatalosan működött és reprezentált, ő ellenben úgyszólván reggeltől estig a királynéval töltötte egész idejét Valami rendkívüli kedvesség fölött rendelkezett. Meg tudta nyerni – ha akarta – a legfanyarabb embert is. Mindenről volt egy jó megjegyzése vagy egy bájos szava. Az embereket hamar megismerte, észrevette jó tulajdonságaikat, de a rosszakat is, s alkalomadtán nem fukarkodott egy-egy élces kifejezéssel sem. Fel tudott vidítani egész társaságot, akár egy XIV. Lajos korabeli márkinő. Mindig élvezet volt vele tölteni az időt. Erzsébet királynő csakhamar annyira megszerette, hogy csak rövid órákig tudott el lenni nélküle. Napjának legnagyobb részét vele töltötte, nem ment ki sétára, látogatóba, színházba hogy kedves udvarhölgyét ne vitte volna magával S ha egyedül voltak, soha se beszéltek másként, mint magyarul. Ezt annyira megszokták, hogy – mint Festetics grófnő beszélte – ő mindig felneszelt, ha a királyné idegenek társaságában néha más nyelven szólott hozzá. Első pillanatban ilyenkor észre sem vette, hogy hozzá beszél. Az 1896-os millenniumi ünnepségek során végig a királyné kíséretében volt. A 32 külföldi útjára kísérte el a királynét Festetics Mária grófnő és a személyes biztonságát személyesen igen nagy ügyességgel intézte.

#### A 20. század
A másik meghatározó politikai vonás Zalában a Katolikus Néppárt volt, amelyet országosan 1895. január 28-án hoztak létre Prohászka Ottokár kezdeményezésére gróf Zichy Nándor és gróf Esterházy Miklós Móric. Zala vármegyében több ízben népgyűlést tartottak, és nagy népszerűséget szereztek. Zichy Aladár grófot 1896-ban képviselővé választották meg Nagykanizsán, és onnantól azt a kerületet képviselte a néppárt programjával, amelynek 1903-ban, Zichy János gróf lemondása után, elnökévé választott. Az eleje óta, Zalában a Néppárt lelkesebb támogatója és buzdítója boldogfai Farkas József, jogász, bagodi földbirtokos, aki nem csak szorgalmasan tevékenykedett Zichy Nándor gróf mellett, de négy ízben is választottak meg országgyűlési képviselővé a Zalát képviselve a néppárti programmal. Strauszenberghi Strausz Flórián, pápai prélátus, alsólendvai esperes, valamint Darnay Károly, Darnay Kálmán fivére, szintén a zalamegyei katolikus néppárt nagy támogatói között volt. Zala vármegye a Katolikus Néppárt egyik főhadiszállásának számított a párt számára és gyakran tartottak népgyűlésekeket ott: 1896. május 31-én, a néppárt a vásártéren népgyűlést tartott Zalaegerszegen; 1900. október 7-én Pacsán, mindketten Zichy Aladár gróf személyesen levezetve, boldogfai Farkas József képviselő társaságával.
1904-re készült el a bizánci stílusban emelt neológ zsinagóga (ma Városi Hangverseny- és Kiállítóterem). Eredetileg, 1901. december 12-én boldogfai Farkas József (1857-1951) országgyűlési képviselő vezetett egy küldöttséget Budapestre, amely Wlassics Gyula vallás- és közoktatás minisztertől személyesen kérte, hogy támogassa az izraelita imaház építését Zalaegerszegen, ahhoz a tényhez folyamodván, hogy a miniszter mint zalaegerszegi szülötte jól ismeri a hitközség helyzetét. 1909-ben megyei börtön (ma: Zala Vármegyei Büntetés-végrehajtási Intézet) létesült a városban.
Az 1905–1906-os magyarországi belpolitikai válság alatt Hertelendy Ferenc (1859–1919) Zala vármegye főispánja állást foglalt és 1905. június 22-én lemondott tisztségéről. Hertelendy Ferenc elhagyta helyét, amelyet a vármegye egész közönségének osztatlan lelkesedése közben foglalt el. A közönség szeretete és elismerése kísérte, amikor alkotmányos érzéséből fakadó hazafias aggodalmai miatt megvált állásától, amelyet szülővármegyéje iránti szeretettel, tudással, nagy körültekintéssel és pártok fölött álló igazságérzettel töltött be. Csertán Károly (1845–1919) zalai alispáni tisztsége betöltése vége az 1905-1906-ban Fejérváry-kormány elleni vármegyei tiltakozó mozgalomban való részvételéhez fűzödik. 1905. december 12-ei vármegyei közigazgatási gyűlésén Csertán elnökölt és erélyesen ellenezte ellenszenvét az esetleges megyefőnök kinevezése miatt. december 13-án a Nedeczky Jenő által elnökölt vármegyei közgyűlésén újabb szolgabírókat választottak a megyei ellenzékből, nagymányai dr. Koller Istvánt és boldogfai dr. Farkas Istvánt. A közigazgatási bizottságból kilépő 5 tagból is újabbakat választottak helyükbe és Hertelendy Ferenc volt főispán jelentette a teljes lemondását. Akkor Csertán már közel féléve helyettesítette a főispánt. 1906 februárjában dr. Pórteleky Lászlót az uralkodó királyi biztossá nevezte ki. Ezután Csertán Károly azonban fokozatosan feladta az erőszakkal szembeni ellenállást, ezért sokan bírálták, majd az alkotmányos rend helyreállása után megvált alispáni tisztségétől és nyugalomba vonult.
A trianoni békeszerződés nyomán a megye területének egy része, a Muravidék Jugoszláviához került. Zala vármegye újra határvidék lett, mint a honfoglalás idején, gazdasága lehanyatlott, a meglévő kevés ipari üzem egy része is megszűnt. Konzerválódott Zala viszonylagos elmaradottsága az ország többi részéhez képest. Az iparral alig rendelkező megyében egy lakosra 2,2 kh földterület jutott, míg Somogyban is 2,96. A harmincas években csak minden huszadik községben volt villany. Még az 1949-es népszámlálás is a 6 évnél idősebb lakosság 6%-át (13 434 főt) találta analfabétának. Az 1930-as években az összes halálesetek 13%-át tbc okozta, az e betegségben meghaltak átlagos életkora mindössze 38 esztendő volt, és csak minden tizedik beteg kapott orvosi segítséget. A szegénység, az árverezések miatti tiltakozás váltotta ki az 1932. évi pacsai csendőrsortüzet. Az 1926-ban megalakult legitimista "Magyar Nők Szentkorona Szövetségének" a helyi zalamegyei fiókjának az elnöke dr. óhidi Szigethy Elemérné volt az 1930-as évek első felében. Később, felsőpataki Bosnyák Gézáné saárdi Sommsich Jolán, Bődy Zoltán alispánné és Tarányi Ferencné elnökök, Udvardy Jenőné boldogfai Farkas Margit ügyvezető elnök jelentős szerepet játszottak a legitimista mozgalom életében. 1938-ban létrejött a helyi Zalamegyei fiókja "Magyar Férfiak Szentkorona Szövetségánek"; elnöke, dr. udvardi és básthi Udvardy Jenő (1880–1941), kormány főtanácsos, lett.
A Trianon után újra határ menti helyzetbe került megye gazdasága a két világháború között lehanyatlott, még a meglévő ipari üzemek egy része is bezárt. A lakosság anyagi, egészségügyi és kulturális helyzete elmaradt a magyar átlagtól is. Zala az 1937-ben megindult kőolaj-kitermelés ellenére Magyarország szovjet megszállásáig az ország egyik fejlődésben leginkább elmaradt területe volt.
Zalaegerszeg város szépítésének és korszerűsítésének a felelőse Czobor Mátyás (1875–1957) polgármester volt, aki 18 évig töltötte be ezt a tisztséget 1918 és 1936 között. A két világháború közti korszakban a legitimizmus alakult ki, amelynek a célja a Habsburg-ház visszaállítása a trónon. Zala vármegyében a legfontosabb alakja a legitimizmusnak Pehm József zalaegerszegi plébános volt, aki a zalamegyei keresztény párt vezetője is volt. Jeles támogatói között, akik a legitimizmust védelmezték boldogfai dr. Farkas Tibor (1883–1940) ügyvéd, huszárezred tartalékos kapitánya, országgyűlési képviselő volt, aki erélyesen képviselte a monarchiát és a Horthy korszak kormányait több ízben kritizálta.
A zalai vitézek első székkapitánya 1921-től vitéz érszentkirályi Szentkirályi Gyula (1880–1937) nyugalmazott alezredes lett. Az Országos Vitézi Szék 1931. november 1-jén vitéz Békéssy Rudolf (1883–1972) nyugalmazott alezredest bízta meg Zala vármegye vitézi székkapitányságának vezetésével. 1935 és 1939 között vitéz boldogfai Farkas Sándor nyugalmazott ezredes töltötte be a Zala vármegye vitézi rend székkapitányi tisztséget. 1940 és 1943 között pedig vitéz Székely Jenő nyugalmazott ezredes a Zala vármegye vitézi rend székkapitánya volt.
A Gömbös-kormánynak 1934-ben bizalmat kérő Gyömörey György zalai főispánt azonban a Pehm József által vezetett legimitista körök közreműködésével szavazták le, ami a főispán bukását okozta. Gyömörey helyébe 1935. március 8-án vitéz Tabódy Tibort nevezte ki főispánná a Gömbös-kormány. Többnapos rosszullét után egy hirtelen szívszélhűdésben hunyt el Tabódy Tibor főispán Zalaegerszegen 1936. június 4-én. Halála után a magyar kormány gróf Teleki Bélát zalai főispánná nevezte ki.
1936. november 25-én a Darányi-kormány vitéz gróf széki Teleki Béla (1896–1969) földbirtokost nevezte ki Zala vármegye főispánjának. Ezt a tisztséget 1936. november 25-étől egészen 1944. október 27-éig töltötte be. Pehm József zalaegerszegi plébános, a zalamegyei legitimista körök vezetője rossz viszonyban volt az 1936-ban kinevezett gróf Teleki Bélával; az egerszegi plébános, aki legitimistaként ellenezte Egységes Pártot, a Darányi-kormány politikai vágását se támogatta. A zalaegerszegi római katolikus plébános már azt is sértésnek vette, hogy a kormány a katolikus Zalába református főispánt nevezett ki. Később Teleki gróf esetenként valóban előnyben részesítette felekezetének tagjait az állami segélyek kiutalásánál, állásbetöltéseknél, kitüntetésre való előterjesztéseknél; a főispánsága alatt az addig Zalából kiszorított több központi politikai elv és szellemiségi vonás virágozni kezdtek a vármegyében. A belső baráti köréhez többek között tartozott vitéz boldogfai Farkas Sándor (1880–1946) ezredes, aki a főispán kérésére, a már nyugdíjas katonatiszt, több közszerepet vállalt, például a Zala vármegye Vitézi Rend székkapitányságot is, és egyben egyik legnagyobb támogatója volt a vármegyében a főispánsága alatt.
1938. szeptember 11-én megalakult a zalaegerszegi Baross Szövetség fiókja; az alapító elnöke Czobor Mátyás, nyugalmazott zalaegerszegi polgármester lett. Két évvel később, a „Baross Női Tábor” zalai fiókja is jött létre; vitéz boldogfai Farkas Sándor ezredesné adorjánházi Csomasz Katalin (1897–1964) úrnő 1940. május 5-étől a az alapító elnök-asszonya, valamint 1940. február 17-étől az "Országos Vörös Kereszt Egyesület" a Zala megyei fiókjának társelnöke is volt; vitéz Farkas Sándorné Csomasz Katalin úgyszintén aktív tagja is volt a Magyar Asszonyok Nemzeti Szövetségé-nek (MANSZ).
1941. április 16-án a Muraköz visszatért a Magyar Királysághoz a Jugoszlávia államtól; aznap a magyar csapatok bevonultak az Alsólendvára, az Alsólendvai járásra. A főispán első körútja zajlott a visszatért zalai területeken. Vitéz gróf Teleki Béla kormánybiztos-főispán 1941. április 23-án dr. Brand Sándor zalai alispánnal, dr. Szalay Gyula vármegyei tiszti főügyésszel, dr. Takács László tiszti főorvossal, Énekes Béla számvevőségi főnökkel, dr. nemesnépi Marthon György (1907-1968) másodfőjegyzővel és dr. Józsa Fábián tiszteletbeli főszolgabíró, főispáni titkárral együtt Alsólendvára utazott, ahol a vármegye a járási katonai parancsnokság, illetve a katonai közigazgatás búcsúztatására ebédet adott. Megjelent ott vitéz Horváth Ferenc vezérőrnagy, a Muravidék katonai parancsnoka segédtisztjével, vitéz nemes Martsa Sándor ezredes vezetésével az egész katonai közigazgatási szervezet, dr. Apáti József főszolgabíró, dr. Schmidt István tiszteletbeli főszolgabíró, a belatinci szólgabírói kirendeltség vezetője és a polgári közigazgatás kinevezett szervei, dr. Széll György királyi közjegyző, Alsólendva képviseletében pedig Dervarics Elemér községbíró és Grassanovits Ottó főjegyző. A visszatért Muraköz fővárosa ünnepi lobogódíszben látta vendégül a főispánt, aki a polgári közigazgatás átvétele után most első ízben tett látogatást a Zrínyiek városában. Vitéz gróf Teleki Béla mindenekelőtt Horváth Ferenc vezérőrnagynál tett az alispánnal, együttes látogatást, azután a főbírói hivatalt szemlélték meg, majd a ferenceseknél szentmisét hallgattak.
Politikai nézetkülönbségek miatt a Szálasi-kormány legelején, 1944. október 27-én, az egységes párti nyilaskeresztes kormányt nem támogató Teleki Béla gróf a főispáni hivataláról mondott le; távozásakor kijelentette, hogy "ha a főispáni székből távozik is, azért hűséggel itt marad a vármegyében és küzd azokért a magyar eszményekért, amelyeket nyolcévi főispánsága alatt mindig magaelőtt látott." Távozásakor az újságban Teleki Béla grófról írták azt, hogy "mindig a magyar munka politikáját követte, működését számos szociális, egészségügyi és művelődési intézmény, közlekedési úthálózat létrehozatala jellemezte. Oncsaházak, egészségházak, orvos-, jegyzőlakások és iskolák épültek és az épitőmunka a háború ellenére is tartott. Igazi munkás főispán volt, aki fáradhatatlanul dolgozott azon, hogy a szegénység gondjain segítsen, a hadigondozottak ügyét intézményesen istápolja és hogy az igazság érvényesülésével lelkibékét, összhangot teremtsen ebben a vármegyében."

### 1945 után

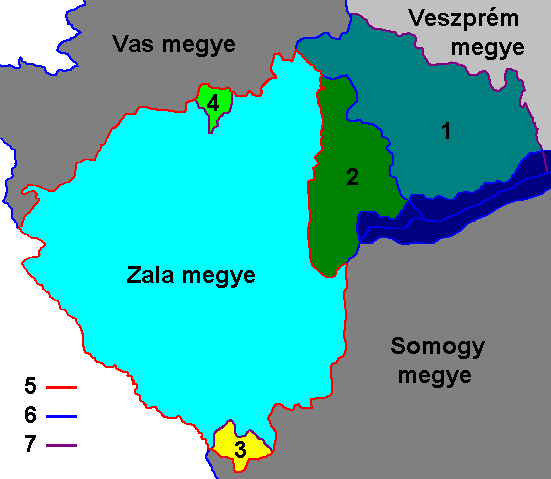
Zala vármegye mai területének kialakulása
1. 1950-ben Zala megyétől Veszprémhez, 2. 1950-ben Zala megyétől Veszprémhez, 1978-ban vissza, 3. 1950-ben Somogy megyétől Zalához, 4. 1950-ben Vas megyétől Zalához, 5. Zala megye 1950–1978, 6. mai megyehatár, 7. 1950 előtti megyehatár

A német megszállás alóli felszabadulás nyomán a közigazgatás megszervezését a szovjet területi parancsnokságokkal együttműködve úgynevezett nemzeti bizottságok vették kezükbe. Nagykanizsán április 5-én a kommunista párt 4, a szociáldemokraták 4, a szakszervezetek 3 és a pártonkívüliek 4 küldöttjéből alakult meg a helyi Nemzeti Bizottság. Zalaegerszegen a hasonló testület április 12-én jött létre. A megyei közigazgatás első, átmeneti vezetője Briglevics Károly lett, aki már korábban is betöltötte a főispáni tisztséget. volt. Április végén már a kormány által kinevezett főispán lépett hivatalba.
1945 nyarára az egész megyében beindult a gazdasági élet, helyreállt a vonatközlekedés. Az állam első intézkedései közé tartozott a földosztás. Az 1945. őszi nemzetgyűlési választásokon a kommunista és a szociáldemokrata párt a megyében 1-1 mandátumot kapott, míg a Független Kisgazdapárt 12-t. Hamarosan államosították az addig amerikai tulajdonban lévő MAORT kőolaj-kitermelő vállalatot. A Joszip Broz Tito vezette Jugoszláviával megromlott viszony miatt a megye stratégiai helyzete megromlott, a határon védelmi vonalakat építettek ki, ipari fejlesztések nem történtek. A határ közeli Nagykanizsa fejlődése megállt.
A megye belső részében azonban gyors, erőltetett ütemű ipari fejlődés indult meg. A mezőgazdaságban 1948-ban megalakultak az első gépállomások, ekkor szervezték meg az első állami gazdaságokat, és Nagyfakosban megalakult az első termelőszövetkezet is. A nagyüzemi gazdálkodás elterjesztéséhez azonban nem sikerült megnyerni a mezőgazdasági lakosság támogatását, az nagyrészt kényszer hatására ment végbe. A tagolt felszínen, dombokon, patakvölgyekben nehezebben érvényesültek a gépesítés előnyei. A nemrégiben lezajlott földosztás során termőföldhöz jutott parasztság nem szívesen vitte új tulajdonát a közösbe. Így aztán az ötvenes évek első felében a legtöbb szántóföldi növény terméseredménye elmaradt a harmincas évek átlagától, és zavarok voltak az élelmiszer-ellátásban. Felgyorsult a férfilakosság elvándorlása a segéd- és betanított munkásokat nagy számban igénylő nehézipari beruházásokra. A megye lakossága emiatt is folyamatosan csökkent. Hullámzott a kőolaj-kitermelés is. 1953-ban 817 000, 1955-ben már, a szakma szabályait figyelmen kívül hagyó erőltetett termeléssel, 1 583 000 tonna olajat hoztak felszínre. A túlzott igénybevétel a kőolaj-kutak elvizesedéséhez vezetett, s jelentősen visszavetette a következő évek hozamait. Az 1956-ban kibontakozó politikai válság nyomán a megyében szeptemberben működő 129 szövetkezetből az év végére csak 27 maradt.
1957-ben újrakezdődött a mezőgazdasági szövetkezetek szervezése, és a folyamat 1961-ben ért véget. A hatvanas években fokozatosan kiegyenlítettebbé vált a megye iparának összetétele. Szinte minden faluhoz bekötőút épült. Az úgynevezett pormentesített utak hossza a megyében az 1958-as 250 km-ről 1968-ra már 1211 km-re nőtt. 1963. június 29-én az utolsó kis zalai községbe, Lickóvadamosra is bevezették a villanyt. Meggyorsult a lakásépítés. 1952-ben még csak 204, 1957-ben már 1314, 1968-ban 1826 új lakás épült a megyében. Másfél évtized alatt megduplázódott a kórházi ágyak, és a középiskolai tantermek száma. Az 1970-es években korszerű nagyüzemek épültek a megyében, például az Egyesült Izzó és a Magyar Hűtőipar gyára.
Egy emberöltő alatt átrendeződött a megye társadalma is. Kialakult egy jelentős számú munkásság, valamint a kornak megfelelő ismeretekkel rendelkező értelmiségi réteg, és felére csökkent a parasztság. A gyors társadalmi változások azonban sok társadalmi, lélektani problémával is jártak. A nyolcvanas évekre mindenesetre Zala megye leküzdötte Magyarországon belüli elmaradottságát, és az ipar, mezőgazdaság, egészségügy, oktatás terén felzárkózott az egyébként ugyancsak gyors ütemben növekvő országos színvonalhoz.

### A rendszerváltás után
A rendszerváltást követően Zala megyében jelentős politikai és közigazgatási változások mentek végbe. Az 1990. évi LXV. törvény alapján a korábbi megyei tanácsokat megyei önkormányzatok váltották fel, Zalaegerszeg, valamint Nagykanizsa pedig megyei jogú városi státuszt kapott, így kikerültek a megyei önkormányzat fennhatósága alól. Az új önkormányzati rendszer döntéshozó szerve a közgyűlés lett, amelyet 1990-ben közvetett, 1994-től pedig közvetlen úton választottak meg. A Zala Megyei Közgyűlés 1991. április 9-én léptette hatályba saját szervezeti és működési szabályzatát, és ekkor kezdte meg munkáját a főjegyző is.
A megye gazdasági szerkezetében is jelentős átalakulások történtek. A korábbi állami tulajdonban lévő vállalatok privatizációja és a piacgazdaságra való áttérés új kihívások elé állította a helyi gazdaságot. Az ipari szektorban számos üzem bezárt vagy átalakult, míg a szolgáltatási szektor és a turizmus szerepe felértékelődött, különösen a Balaton közelsége miatt.
A közlekedési infrastruktúra fejlesztése is kiemelt figyelmet kapott ebben az időszakban. Az M7-es autópálya meghosszabbítása valamint az M70-es autóút megépítése javította a megye elérhetőségét és bekapcsolódását az országos és nemzetközi közlekedési hálózatba.

### Településhálózat
A megye településhálózata aprófalvas szerkezetű. Zala az ország területének 4,1%-át adja, a nyolcvanas évek elején itt élt a népesség 2,9-a, de az ország településeinek 8,3%-a volt itt. A települések sűrűsége 100 km²-enként 6,7, kétszerese az országos átlagnak. A települések átlagos területe viszont csak 14,8 km², nem éri el a felét az országosnak. A megye népsűrűsége az átlagosnál kisebb, 83 fő/km².
A települések elhelyezkedését, formáik kialakulását kezdetben a domborzati, éghajlati viszonyok határozták meg. A völgyekben a csapadékos éghajlat hatására mocsarak alakultak ki. A dombok inkább kínáltak lehetőséget a letelepedésre.
A török hódoltság nagy hatással volt a településhálózat további alakulására. Kanizsa eleste (1600) után környékén a települések elnéptelenedtek, nagy részük megsemmisült. Kanizsától távolabb kis várak sora létesült Egerszeg központtal.
A 18. században az elnéptelenedett területekre svábok, horvátok és szökött jobbágyok települtek be, és a nemesi falvak is fejlődésnek indultak. A 19. században a vasútépítés hatására elsősorban Nagykanizsa és környéke indult lendületes fejlődésnek. A vasútépítésből azonban kimaradt a megye központi része és Göcsej.
Trianon után Nagykanizsa szinte határváros lett, elvesztette korábbi vonzáskörzetének jelentős részét, kedvező közlekedési helyzete is elenyészett. Az 1930-as évek derekán a lispei olajmezők feltárása hozott kedvező változást a dél-zalai térség fejlődésében.
Az egyes települések fejlődésére döntően hatott a helyi közigazgatás is a 19. század második felében. Zalaegerszeg, mint megyeszékhely és Nagykanizsa a környező települések hozzájuk csatolásával rendezett tanácsú megyei várossá vált. Lenti kisközség mint körjegyzőség és földbirtok-igazgatási központ 1919 után lett járási székhely, de jelentősebb fejlődésére csak a szomszédos Novai járás 1950. évi megszűnésévei került sor. Keszthely évszázadokig mezőváros, majd nagyközség volt, és csak 1954-től nyert városi rangot.
A településhálózat alakulásában nagy szerepe volt az 1930-as, majd az 1960-as években végrehajtott községegyesítéseknek, illetve 1946-ban a Balatonfüredi, majd 1950-ben a Keszthelyi, a Sümegi, és a Tapolcai járások Veszprém megyéhez csatolásának.
Az 1960-as évekig a határ közelsége miatt a megye kimaradt az ipari fejlesztések főáramlatából, és a fejlesztések később is csak a két városra koncentrálódtak. 1949–1960 között a községek népessége 5600, 1960 és 1970 között 34 000 fővel csökkent, közülük mintegy 21 000 fő a megyéből is elköltözött. Zalaegerszeg lakossága viszont 1980-ra 55 300, Nagykanizsáé 49 200 főre emelkedett, ami az 1960-as adatnál 89, illetve 39%-kal magasabb.
A falvak népességének elvándorlása csak 1980 után mérséklődött. Az elvándorlások, illetve a reprodukció hiánya következtében főleg az amúgy is apró falvak lakossága csökkent. 1986-ban 19 település lakossága már nem érte el a 100 főt sem. 1979-ig a megyében csak Nagykanizsa és Zalaegerszeg volt városi jogállású.
A megyeszékhely, Zalaegerszeg népessége 1986. január l-jén 61 456 fő volt. Keszthely 1954-től lett város, lakossága 1986 elején 22 732 fő volt. Lenti 1978 végétől, és Zalaszentgrót 1984. január elsejétől lett város.

## Közigazgatási beosztás 1950–1990 között

### Járások 1950–1983 között
Zala vármegyéhez az 1950-es megyerendezés előtt tíz járás (Keszthelyi, Lenti, Letenyei, Nagykanizsai, Novai, Pacsai, Sümegi, Tapolcai, Zalaegerszegi, Zalaszentgróti) tartozott 1946 óta, amikor a Balatonfüredi járást Veszprém vármegyéhez csatolták. A megyerendezéskor Veszprém megyéhez csatolták a Keszthelyi, a Sümegi és a Tapolcai járást, így 1950. március 16-ától hét járás volt Zala megye területén.
Az 1950-es járásrendezés során ezek közül két járás megszűnt (a Novai és a Pacsai), így a tanácsrendszer bevezetésekor öt járási tanács alakult a megyében (Lenti, Letenyei, Nagykanizsai, Zalaegerszegi és Zalaszentgróti).
Ezt követően a járások megszüntetéséig, 1983-ig két további változás történt a megyében. A Letenyei járást 1970-ben felosztották a Lenti és a Nagykanizsai járás között, 1978 végén pedig sor került a tanácsrendszer időszakának legnagyobb megyehetár-módosítására, amikor a Keszthelyi járást és Keszthely városát ide csatolták Veszprém megyétől, és ezzel egyidejűleg a Zalaszentgróti járást beolvasztották a Keszthelyibe. A járások megszűnésekor, 1983 végén tehát a megyéhez négy járás tartozott (Keszthelyi, Lenti, Nagykanizsai és Zalaegerszegi).

### Városok 1950–1983 között
Zala megye területén az 1950-es megyerendezés idején két megyei város volt, a megyeszékhely Zalaegerszegen kívül Nagykanizsa. 1983-ig csupán Lenti szerzett városi rangot 1978-ban, de ugyanekkor Keszthelyt a Keszthelyi járással együtt ide csatolták Veszprém megyétől, így 1983 végén a megyében négy város volt.
A tanácsok megalakulásától 1954-ig Zalaegerszeg és Nagykanizsa jogállása közvetlenül a megyei tanács alá rendelt város volt, 1954-től a megye valamennyi városának rangja járási jogú város lett, majd 1971-től egyszerűen város.

### Városkörnyékek 1970-1983 között
Zala megyében a járások megszűnése előtt Zalaegerszeg és Nagykanizsa lett városkörnyékközpont, mindkettő 1977-ben, és mindkettő járási székhely is maradt 1983-ig.

### Városok és városi jogú nagyközségek 1984-1990 között
1984 elején az ország összes járása, így a Zala megyében található négy is (Keszthelyi, Lenti, Nagykanizsai és Zalaegerszegi) megszűnt. A négy meglévő városhoz (Keszthely, Lenti, Nagykanizsa és Zalaegerszeg) csatlakozott Zalaszentgrót, és mindegyik város egyben városkörnyékközpont is volt. Emellett városi jogú nagyközséggé és így nagyközségkörnyék-központtá alakult Letenye, mely 1989-ben kapott városi rangot, hatodikként a megyében.

## Önkormányzat és közigazgatás

### Vármegyei közgyűlés
A vármegye önkormányzatának legfőbb döntéshozó testülete. Tagjai a választópolgárok által ötévente, az önkormányzati választásokon megválasztott képviselők. A közgyűlés feladatai közé tartozik a megyei fejlesztési tervek, közlekedési, területrendezési és gazdaságfejlesztési programok kidolgozása és elfogadása, valamint az európai uniós források felhasználásának koordinálása. Mivel a vármegyei önkormányzatok nem tartoznak közvetlenül az oktatási, egészségügyi vagy szociális intézmények fenntartásához, inkább stratégiai, területfejlesztési szerepük van. A közgyűlést az elnök vezeti, aki a testület tagjai közül kerül megválasztásra.
A 2019-es magyarországi önkormányzati választáson megválasztott Vas megye közgyűlése 15 képviselőből állt, az alábbi pártösszetétellel:
| Párt | Párt                  | Mandátum | 2019-2024 megyei közgyűlés | 2019-2024 megyei közgyűlés | 2019-2024 megyei közgyűlés | 2019-2024 megyei közgyűlés | 2019-2024 megyei közgyűlés | 2019-2024 megyei közgyűlés | 2019-2024 megyei közgyűlés | 2019-2024 megyei közgyűlés | 2019-2024 megyei közgyűlés | 2019-2024 megyei közgyűlés | 2019-2024 megyei közgyűlés |
| ---- | --------------------- | -------- | -------------------------- | -------------------------- | -------------------------- | -------------------------- | -------------------------- | -------------------------- | -------------------------- | -------------------------- | -------------------------- | -------------------------- | -------------------------- |
|      | Fidesz-KDNP           | 11       |                            |                            |                            |                            |                            |                            |                            |                            |                            |                            |                            |
|      | Jobbik                | 2        |                            |                            |                            |                            |                            |                            |                            |                            |                            |                            |                            |
|      | Demokratikus Koalíció | 1        |                            |                            |                            |                            |                            |                            |                            |                            |                            |                            |                            |
|      | Momentum Mozgalom     | 1        |                            |                            |                            |                            |                            |                            |                            |                            |                            |                            |                            |

A 2024-es magyarországi önkormányzati választáson megválasztott Veszprém vármegye közgyűlése 15 képviselőből áll, az alábbi pártösszetétellel:

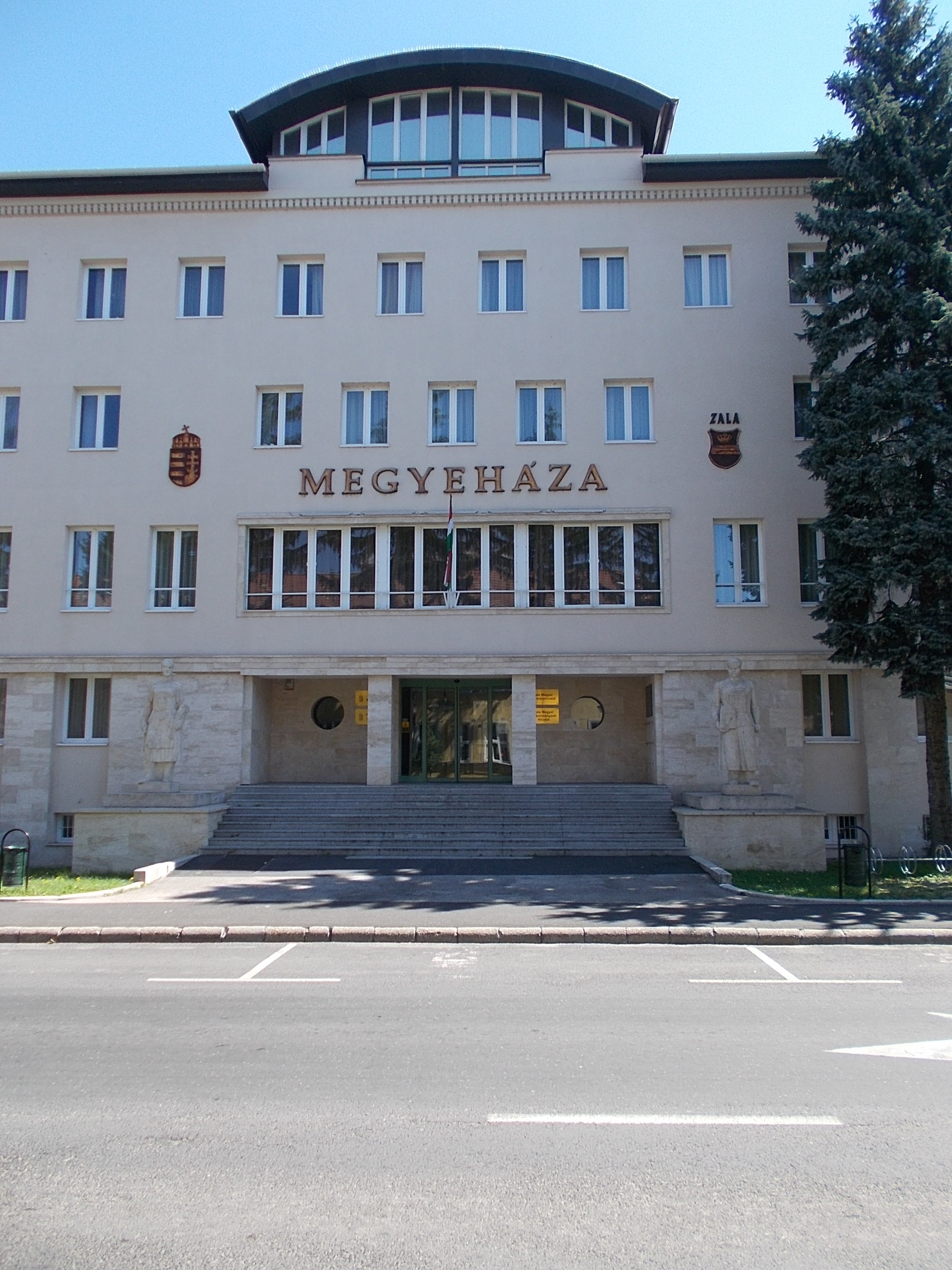
A vármegyeháza Zalaegerszegen

|  | Fidesz-KDNP           | 9 |  |  |  |  |  |  |  |  |  |
|  | Mi Hazánk Mozgalom    | 2 |  |  |  |  |  |  |  |  |  |
|  | Momentum Mozgalom     | 2 |  |  |  |  |  |  |  |  |  |
|  | Demokratikus Koalíció | 2 |  |  |  |  |  |  |  |  |  |

### A Vármegyei Közgyűlés elnökei
A vármegyei közgyűlés elnöke a megyei önkormányzat vezetője, aki felelős a közgyűlés munkájának irányításáért és a döntéshozatalban való részvételért. Az elnök szerepe kulcsfontosságú a helyi közigazgatásban, mivel ő képviseli a vármegyét és összehangolja a megyei önkormányzati feladatok ellátását.
Feladatai közé tartozik a közgyűlés üléseinek összehívása és levezetése, valamint az önkormányzati döntések végrehajtásának felügyelete. Az elnök kapcsolatot tart az országos és helyi szervekkel, valamint a települési önkormányzatokkal, és biztosítja a megye érdekeinek képviseletét az országos döntéshozatalban. Emellett részt vesz a fejlesztési tervek kialakításában, és irányítja azokat a programokat, amelyek a megye gazdasági és társadalmi fejlődését szolgálják.
Az elnököt általában a közgyűlés tagjai választják meg, és munkáját a közgyűlés által választott alelnökök segítik.
| Elnök | Elnök                           | Elnöki ciklus |
| ----- | ------------------------------- | ------------- |
|       | Dr. Pálfi Dénes (KDNP)          | 1994-2002     |
|       | Varga László (MSZP)             | 1994-2002     |
|       | Kiss Bódog Zoltán (Fidesz-KDNP) | 2002-2006     |
|       | Manninger Jenő (Fidesz-KDNP)    | 2006-2014     |
|       | Dr. Pál Attila (Fidesz-KDNP)    | 2014-         |

### Járások
Zala megye járásainak főbb adatai a 2013. július 15-ei közigazgatási beosztás szerint az alábbiak:
| Sorszám | Járás neve           | Székhely      | Település | Ebből város | Népesség (2013. január 1.) | Terület (km²) | Népsűrűség (fő/km²) |
| ------- | -------------------- | ------------- | --------- | ----------- | -------------------------- | ------------- | ------------------- |
| 1       | Keszthelyi járás     | Keszthely     | 30        | 2           | 49 384                     | 529,93        | 92                  |
| 2       | Lenti járás          | Lenti         | 48        | 1           | 19 783                     | 624,12        | 32                  |
| 3       | Letenyei járás       | Letenye       | 27        | 1           | 16 413                     | 388,69        | 42                  |
| 4       | Nagykanizsai járás   | Nagykanizsa   | 49        | 2           | 78 022                     | 907,91        | 86                  |
| 5       | Zalaegerszegi járás  | Zalaegerszeg  | 84        | 3           | 102 553                    | 1 044,7       | 98                  |
| 6       | Zalaszentgróti járás | Zalaszentgrót | 20        | 1           | 15 518                     | 288,56        | 55                  |

### Kistérségek 2014-ig
Zala megye megszűnt kistérségei
(területi beosztás: 2007. szeptember 25., terület és lélekszám: 2007. január 1.):
| Kistérség                | Székhely      | Terület (km²) | Lélekszám | Település |
| ------------------------ | ------------- | ------------- | --------- | --------- |
| Hévízi kistérség         | Hévíz         | 123,60        | 12 473    | 8         |
| Keszthelyi kistérség     | Keszthely     | 349,33        | 34 806    | 16        |
| Lenti kistérség          | Lenti         | 663,09        | 22 313    | 51        |
| Letenyei kistérség       | Letenye       | 388,69        | 17 391    | 27        |
| Nagykanizsai kistérség   | Nagykanizsa   | 552,93        | 66 968    | 27        |
| Pacsai kistérség         | Pacsa         | 278,82        | 10 792    | 20        |
| Zalaegerszegi kistérség  | Zalaegerszeg  | 788,61        | 97 266    | 65        |
| Zalakarosi kistérség     | Zalakaros     | 311,85        | 13 196    | 19        |
| Zalaszentgróti kistérség | Zalaszentgrót | 327,06        | 18 238    | 24        |

### Országgyűlési képviselők
Magyarországon az országgyűlési választások során az ország területét egyéni választókerületekre osztják, és mindegyik kerületnek egy képviselője van a parlamentben, akit közvetlenül választanak. Az egyéni választókerületek országgyűlési képviselői tehát azok a politikusok, akik egy-egy adott földrajzi terület választópolgárait képviselik az Országgyűlésben.
Az egyéni választókerületek képviselői általában valamelyik párt jelöltjei, de független képviselők is indulhatnak a választáson. A választókerületek képviselői meghatározó szereplők, mivel közvetlen kapcsolatban állnak választóikkal, és elsősorban az adott terület helyi érdekeit képviselik az országos politikai döntéshozatalban.
| Választókerület                                            | Székhely     | Képviselő        | Párt | Párt        |
| ---------------------------------------------------------- | ------------ | ---------------- | ---- | ----------- |
| Zala vármegyei 1. sz. országgyűlési egyéni választókerület | Zalaegerszeg | Vigh László      |      | Fidesz–KDNP |
| Zala vármegyei 2. sz. országgyűlési egyéni választókerület | Keszthely    | Nagy Bálint      |      | Fidesz–KDNP |
| Zala vármegyei 3. sz. országgyűlési egyéni választókerület | Nagykanizsa  | Cseresnyés Péter |      | Fidesz–KDNP |

## Népesség
Zala vármegye népessége közel 300 000 fő, 2007-es mérések szerint a megye népessége 293.443 fő. A megye lakosságának megközelítőleg 56%-a városlakó, 38%-a pedig valamelyik megyei jogú városban él. A lakosság egyharmada a Zalaegerszegi kistérségben, további 22%-a pedig a Nagykanizsai kistérségben él. Lakónépessége szerint Zalaegerszeg Magyarország 17., Nagykanizsa 20., Keszthely pedig 57. legnagyobb települése. Lakossága alapján Zala vármegye Magyarország megyéi közül a 16.

### Nemzetiségek
Zala vármegye lakóinak nemzetiségi összetétele 2011-ben
Zala vármegye lakosságának túlnyomó többsége magyar nemzetiségű, azonban a megye etnikai összetételét kisebbségi közösségek is színesítik. A 2011-es népszámlálás adatai szerint Zala megye teljes népessége 282 179 fő volt, amelyből 255 069 fő nyilatkozott etnikai hovatartozásáról.
A magyar közösség dominanciája egyértelmű: 241 408 fő, azaz a lakosság 94,64%-a vallotta magát magyarnak. A kisebbségek közül a roma közösség a legnagyobb, létszámuk 6 981 fő (2,74%). Ők különösen a megye bizonyos vidéki térségeiben és városi körzeteiben vannak jelen, hozzájárulva a helyi kultúra sokszínűségéhez.
A horvát kisebbség létszáma 3 248 fő (1,27%), közösségük történelmi gyökerekkel rendelkezik, és fontos szerepet játszanak a megye kulturális és társadalmi életében. A német közösség tagjainak száma 2 000 fő, akik szintén jelentős örökséget képviselnek Zala megye történelmében.
A fennmaradó 3 432 fő (1,35%) más kisebbségekhez tartozik vagy nem meghatározható etnikai csoport tagja. Ez magában foglalhatja például a szlovéneket, románokat, szlovákokat vagy más kisebb csoportokat. A népszámlálás során ugyanakkor körülbelül 38 000 fő nem nyilatkozott etnikai hovatartozásáról, ami a megye lakosságának körülbelül 13,5%-át teszi ki, tovább növelve Zala megye etnikai és demográfiai sokszínűségét.

### Vallás
Zala vármegye lakóinak vallási összetétele 2022-ben
A 2011-es népszámlálási adatok alapján Zala megyében a vallási sokszínűség figyelemre méltó, de a keresztény vallások dominanciája egyértelmű.
A legnagyobb vallási közösséget a katolikusok alkotják, összesen 177 072 fővel. Ebből 176 721 fő római katolikus, míg 313 fő görögkatolikus. A katolicizmus történelmi és kulturális gyökerei mélyen átszövik a megye életét, különösen a kisebb településeken.
A református közösség a második legnagyobb keresztény felekezet, 7 000 taggal, akik elsősorban a megye északi és keleti részein élnek. Az evangélikus egyházhoz tartozók száma 3 928 fő, közösségeik főként a német és más protestáns gyökerű betelepítések révén alakultak ki.
Más vallási felekezetekhez, például kisebb keresztény csoportokhoz vagy egyéb vallásokhoz 2 463 fő tartozik, tükrözve a megye vallási sokszínűségét.
A nem vallásos közösségek és az ateisták együttesen a megye lakosságának jelentős részét alkotják. Nem vallásosnak 23 119 fő vallotta magát, míg ateistának 2 272 fő. Ezek a csoportok jellemzően a nagyobb városok modernizáció által jobban érintett területein koncentrálódnak.

A 2011-es népszámlálás során 66 325 fő nem nyilatkozott vallási hovatartozásáról. Ez a megye lakosságának egy jelentős szegmensét jelenti, amely tovább árnyalja Zala megye vallási és kulturális sokszínűségét.

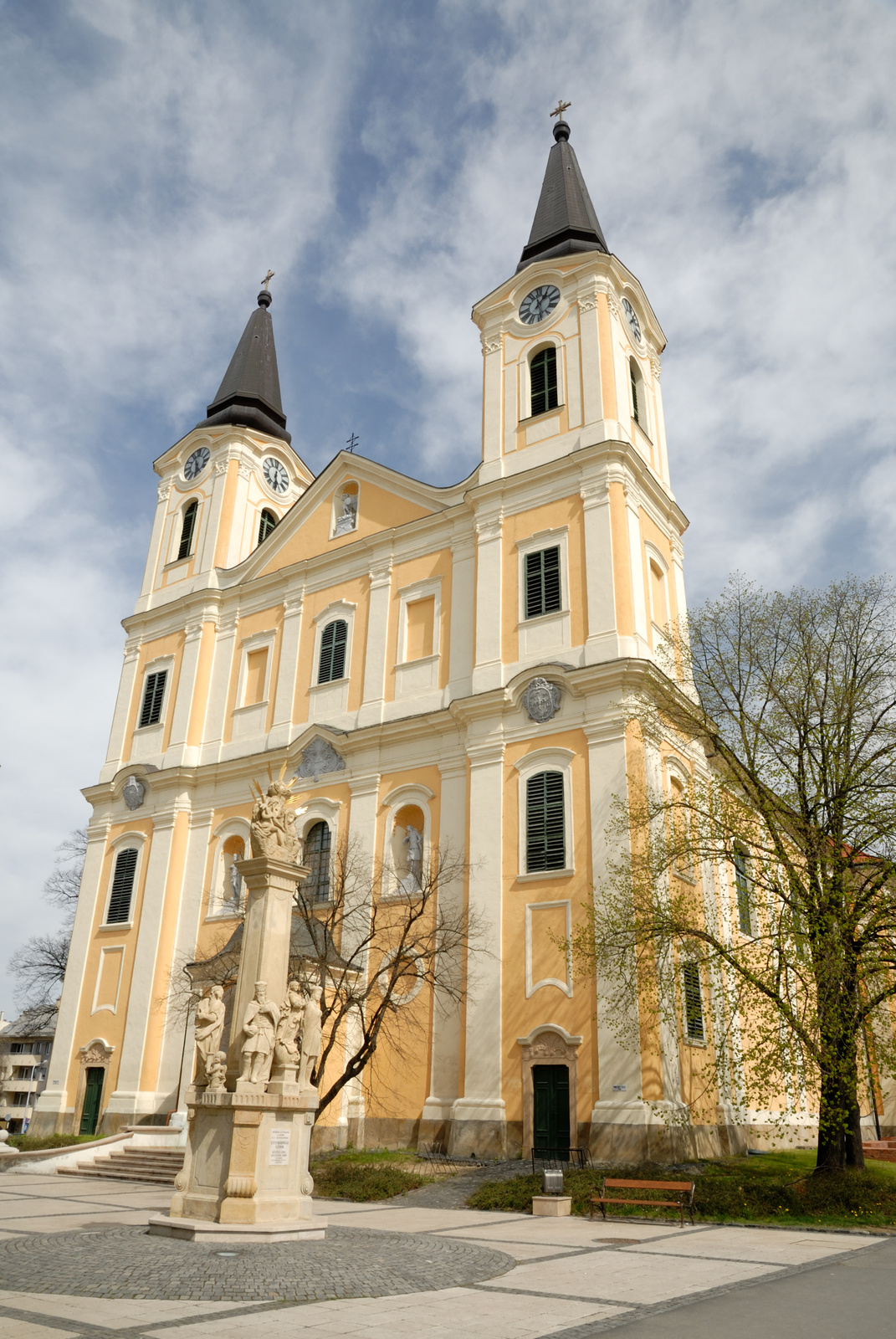
A zalaegerszegi Mária Magdolna-templom
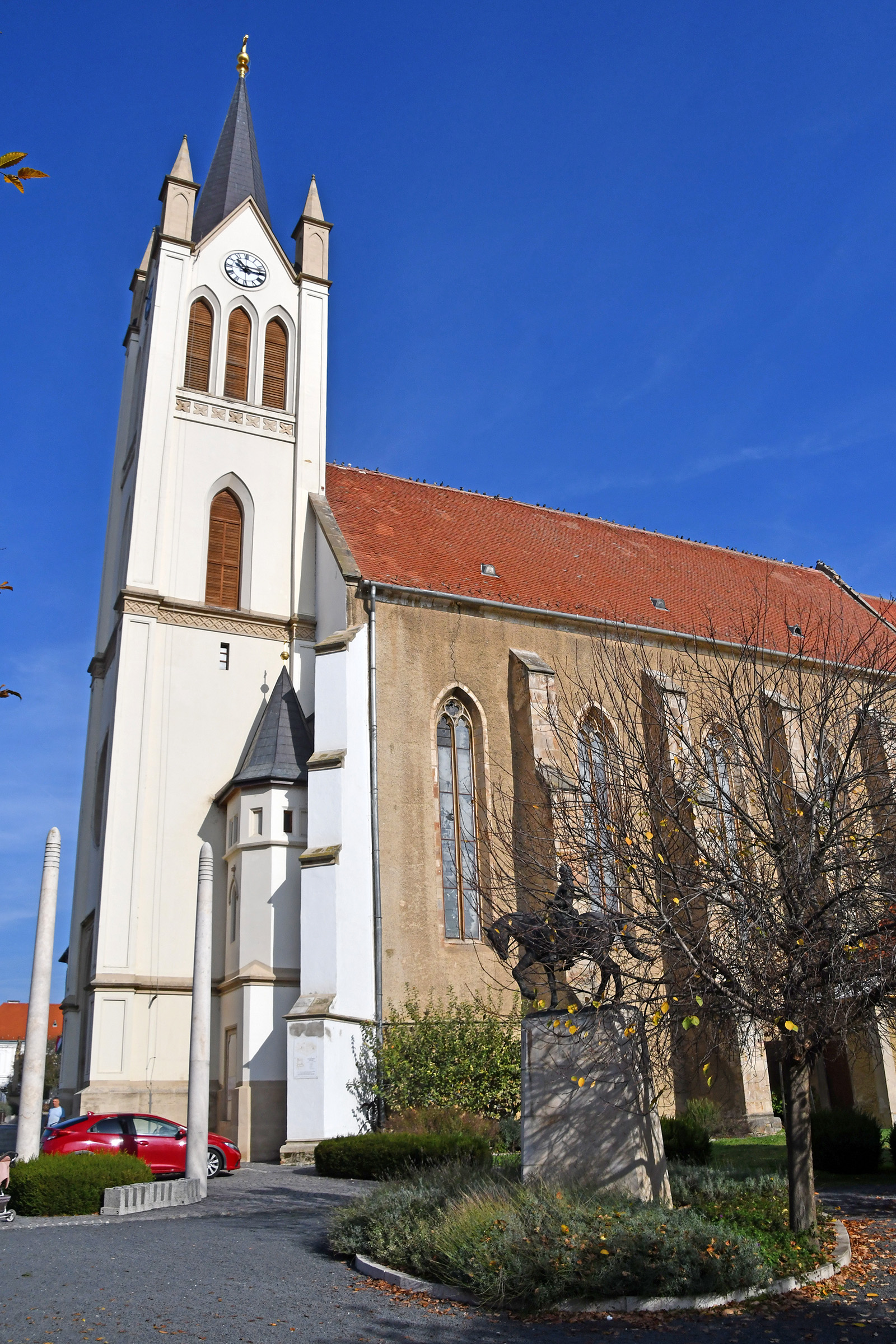
A keszthelyi Magyarok Nagyasszonya-plébániatemplom
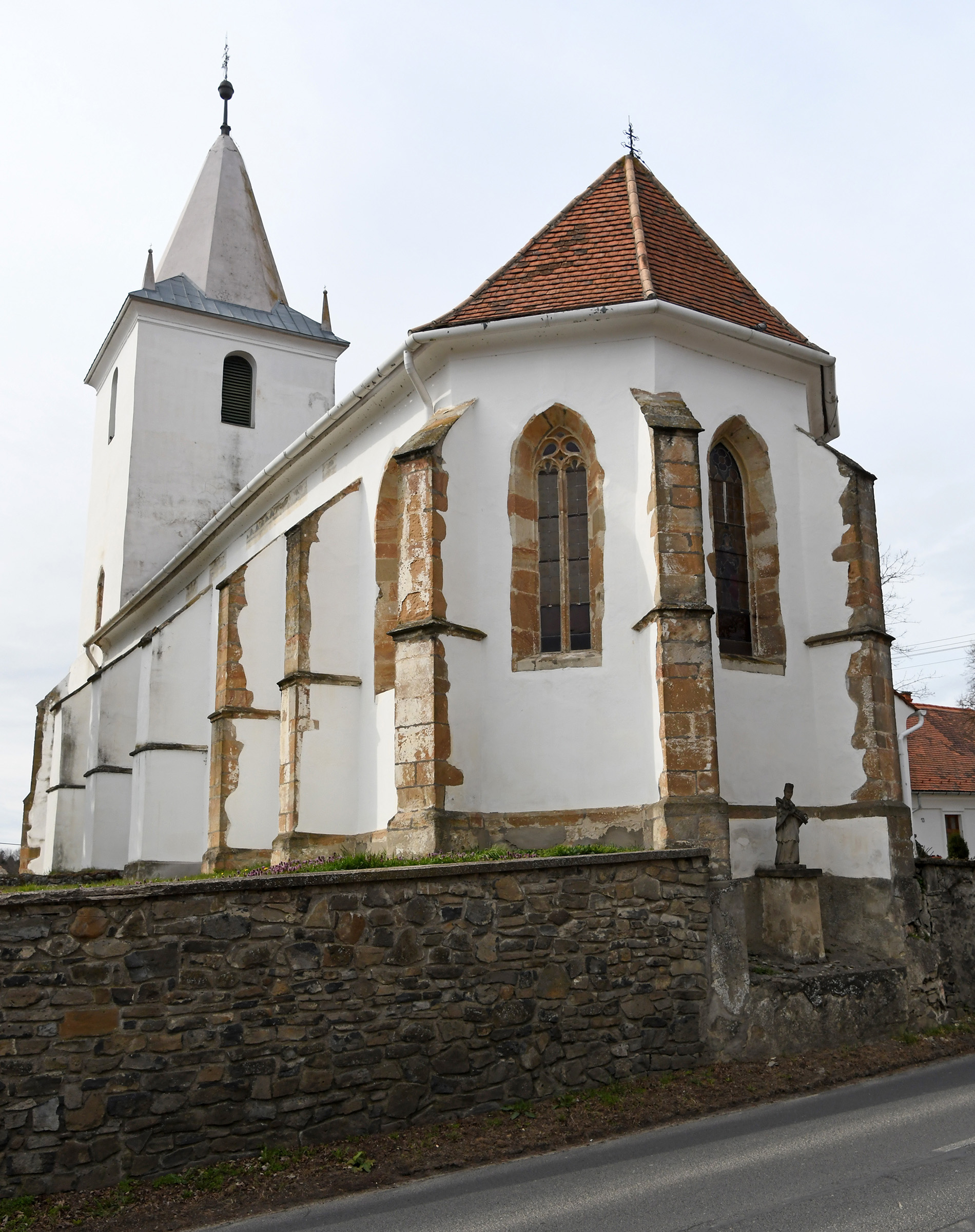
A zalaszántói Szent Kozma és Damján-templom
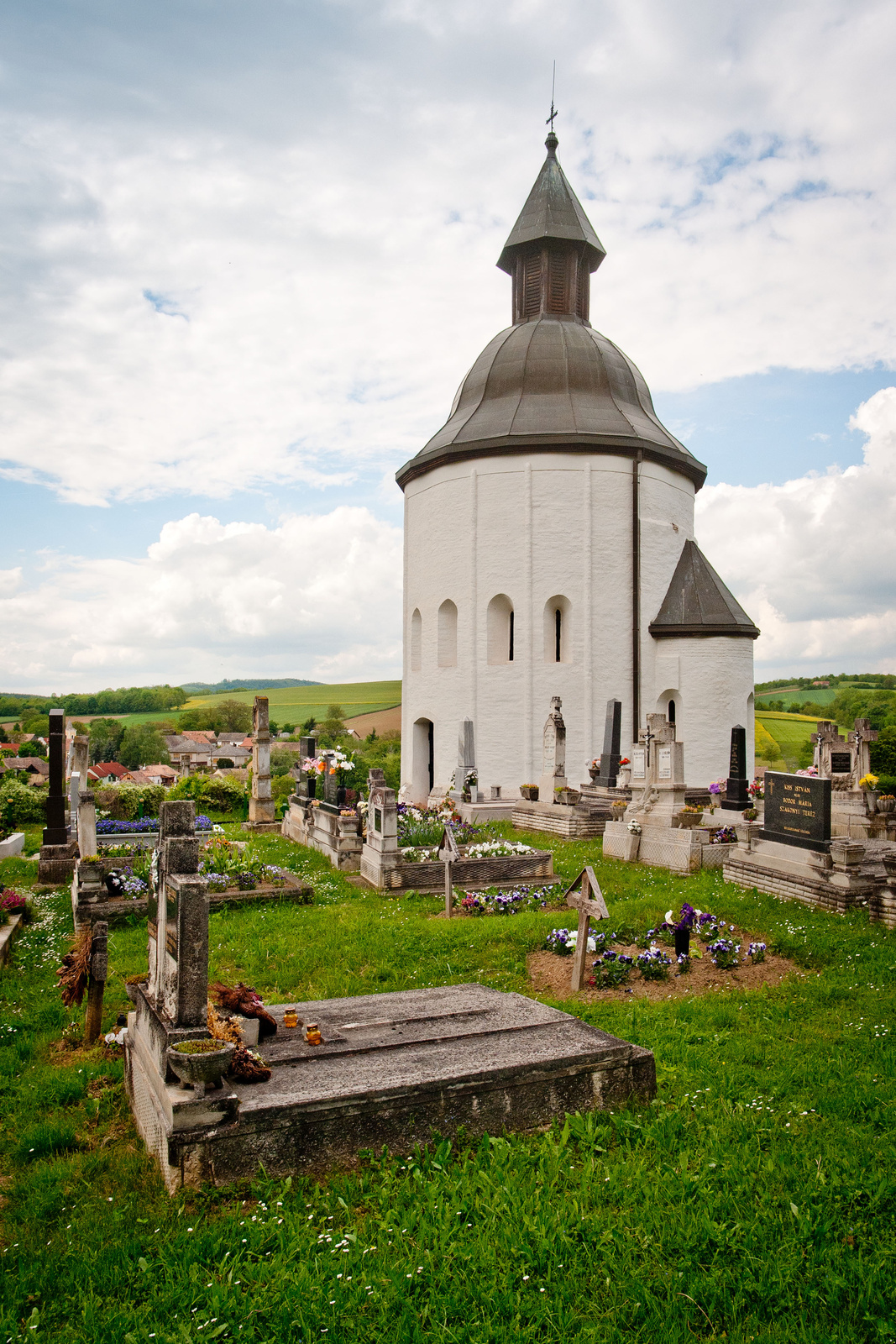
A kallósdi kerektemplom
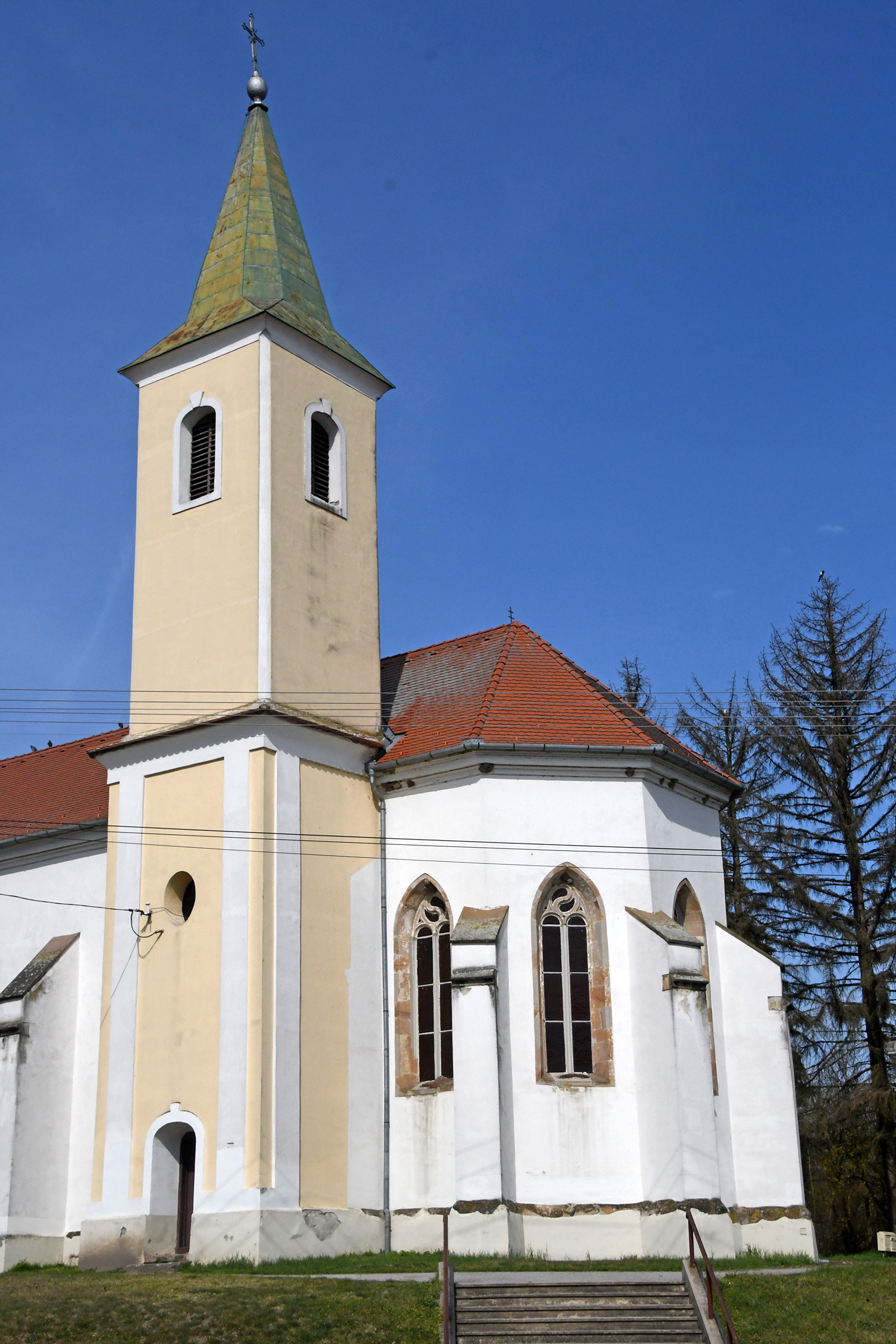
A zalaszentmihályi Szent Mihály-templom
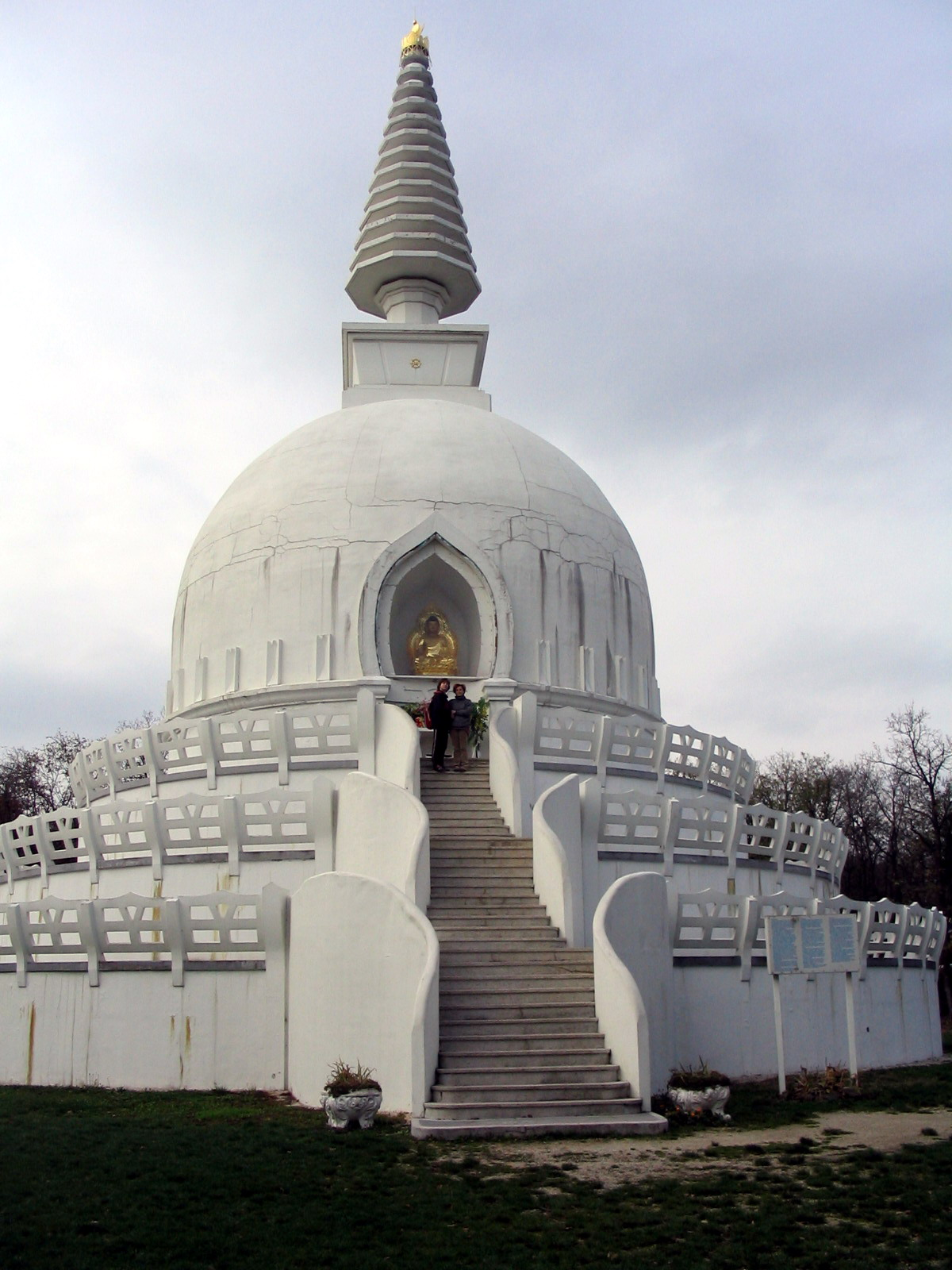
A zalaszántói sztúpa

## Gazdaság
A megye legnagyobb nyereségű cégei a 2006-os adózott eredmény szerint (zárójelben az országos toplistán elfoglalt helyezés)
1. Zalakerámia Zrt. (116),
2. Pannontej Zrt. (281),
3. Rotary Fúrási Zrt. (297).

Gazdasági szempontból is jelentős a balatoni halászat és a kis-balatoni nád, amely keresett exportáru.
A kőolajkutatás nyomán több száz meddő olajkút található a megyében, amelyek többsége alkalmas a termálvíz kitermelésére. Ezek helyén többhelyütt idegenforgalmi szempontból igen jelentős gyógyfürdők alakultak ki, például Zalakaroson, Lentiben és Kehidakustányban.
A megye mezőgazdasági termőterületei 58 000 hektárt tesznek ki. 2017-ben őszi árpát 2800 hektáron, őszi vetésű búzát 28 000 hektáron, repcét 15,6 ezer hektáron vetettek. Az őszi árpa 2017-re várható termésátlaga 5,2 tonna, az őszi búza 5,1 tonna, míg a repce 2,6 tonna lehet hektáronként.

### Mezőgazdaság
Zala vármegye mezőgazdasága sokszínű és alkalmazkodik a térség változatos domborzati és talajadottságaihoz. A megye területének jelentős részét erdők borítják, ami az erdőgazdálkodásnak kedvez, míg a mezőgazdasági termelés szempontjából jó minőségű talajok elsősorban az északkeleti részeken találhatók.
A megye 274 ezer hektáros termőterületének 56%-án folyt mezőgazdasági tevékenység, melynek közel háromnegyede szántó, ötöde pedig gyep volt. Az erdősültség aránya kiemelkedő, a földterület egyharmadát erdő borítja, ami az országos átlag másfélszerese.
A szántóföldi növénytermesztésben a kukorica és a búza a meghatározó. A kukorica betakarított területe a szántóterület négytizedét teszi ki, míg a búzát a szántó egyötödén termesztik. Emellett jelentős területeken termesztenek repcét, árpát és napraforgót is.
Az állattenyésztés hagyományosan fontos szerepet játszik Zala megyében, különösen a szarvasmarha-tenyésztés és a tejtermelés terén. A megye domborzati viszonyai és legelői kedveznek a legeltetéses állattartásnak, ami hozzájárul a vidéki gazdaságok fenntarthatóságához.
Az erdőgazdálkodás jelentős gazdasági tevékenység a megyében, köszönhetően a kiterjedt erdőterületeknek. A faipar és az erdőgazdálkodás meghatározó szerepet tölt be Zala gazdasági életében, hozzájárulva a foglalkoztatáshoz és a vidéki térségek fejlődéséhez.
A mezőgazdasági termelést befolyásolják a talajadottságok, amelyek elsősorban az erdőgazdálkodásnak kedveznek. A mezőgazdasági termelés szempontjából jó minőségű talajok elsősorban az északkeleti tájakon fordulnak elő. A megye gazdálkodói alkalmazkodnak ezekhez a körülményekhez, és a helyi adottságoknak megfelelően alakítják ki termelési szerkezetüket.

### Ipar
A vármegye ipara az elmúlt évtizedekben jelentős átalakuláson ment keresztül, alkalmazkodva a gazdasági környezet változásaihoz és a technológiai fejlődéshez. Az alábbiakban részletesen bemutatjuk a megye iparának főbb jellemzőit és kihívásait.
A megye gazdasági életében meghatározó szerepet játszik a faipar és az erdőgazdálkodás, ami a térség kiterjedt erdőségeinek köszönhető. Emellett a gépipar is jelentős jelenléttel bír, különösen Zalaegerszeg és Nagykanizsa térségében. A turizmus szintén fontos gazdasági ágazat, különösen a gyógyfürdők és a Balaton közelsége miatt.
Az ipari termelés Zala megyében az elmúlt években vegyes képet mutatott. A 2010-es évek elején az ipari termelés visszaesése volt tapasztalható; 2011 első tíz hónapjában például 10,57%-os csökkenést regisztráltak az előző év azonos időszakához képest.
Az utóbbi években azonban új beruházások indultak, mint például az ország első számú harcjárműgyárának felépítése, ami reményt kelt a gazdasági fellendülésre.
A megye iparának fejlesztése érdekében számos beruházás valósult meg. Például Zalaegerszegen létrejött a ZalaZone járműipari tesztpálya, amely nemcsak a hazai, hanem a nemzetközi autóipar számára is fontos fejlesztési központtá vált. Emellett a megye támogatja a kis- és középvállalkozások fejlődését, különösen az innováció és a technológiai fejlesztések terén.
Az iparban foglalkoztatottak száma az elmúlt években változó tendenciát mutatott. A megye ipari szerkezete és a gazdasági környezet változásai hatással voltak a munkaerőpiacra, különösen a gépipar és a faipar területén. A helyi önkormányzatok és gazdasági szervezetek együttműködnek a munkahelyteremtés és a szakképzés fejlesztése érdekében.

## Nyelvjárás
Zala vármegye területén a Nyugat-dunántúli nyelvjárás, korábbi nevén nyugati nyelvjárás, a domináns nyelvi forma. A nyelvjárás sajátosságai jól tükrözik a térség földrajzi és történelmi kapcsolatainak hatását, beleértve az osztrák és szlovén szomszédság kulturális befolyását is.

#### Kiejtés
Erős fokú az l-ezés, vagyis az a jelenség, amikor „ly” helyett „l”-et ejtenek (például milyen >> millän). A köznyelvi (írott) „l” szó végén, illetve hosszú magánhangzó utáni gyakran kiesik (például körülbelül >> körü(l)bälü, szállni >> szányi). A köznyelvi „ú”, „ű”, „í” helyett elég általánosan rövid „u”, „ü”, „i” hangzik, (pl.: tűz >> tüz, víz >> viz). Magánhangzók között gyakran kettős mássalhangzó áll: tanittani, esső. A mássalhangzó a szó végén is megkettőződhet, ha a szóvégi szótag köznyelvi hosszú magánhangzót tartalmaz: tanít >> tanitt. Általános még a palatalizáció (írni >> irnyi) és más hangváltozások (kalapja >> kalaptya, jön >> gyün, ahol a „gy” kissé „dzs”-be hajló, Burgenlandban a „gy” egészen „dzs”-vé válik (például gyerek >> dzsärëk); a „ty” „cs”-vé válik (pl. atya >> acsa)). Nagyon jellemző rá a zárt ë hang.

#### Szókincs
Igen helyett gyakran a németből eredő ja szót használják. Jellemző a „semmittelen” értéktelen, sivár értelemben, a „faragó” a (ceruza-) hegyező helyett. „Cellux” helyett a „tixó”, „elszakít” helyett az „elszab”, a „rajta” helyett a „rajt” szavakat használják.
| Tájszólás         | Jelentés                              |
| ----------------- | ------------------------------------- |
| Tedd be az ajtót! | Csukd be az ajtót!                    |
| kágyilló          | meztelen csiga                        |
| töszmörög         | lassan készülődik                     |
| csicskenye        | csipkebogyó                           |
| csekmet           | elhanyagolt bozótos                   |
| faragó            | ceruza hegyező                        |
| tixó              | cellux                                |
| hömbölödik        | legurul                               |
| iperedik          | felnő                                 |
| köped             | hámlik                                |
| silinga           | kosár                                 |
| málna             | szörp                                 |
| mácsik            | tészta                                |
| vásáni            | bevásárolni                           |
| cukorborsó        | zöldborsó                             |
| csepötés          | sűrű növényzettel tarkított domboldal |
| büdösmargit       | poloska                               |
| rempülni          | szidni                                |
| leppülni          | integetni                             |
| fönek             | felfelé irány                         |
| viribül           | későig fent marad                     |

## Gasztronómia

#### Dödölle
Zala, Vas illetve Veszprém megyében elterjedt tradicionális parasztétel, amely már évszázadok óta része a helyi konyhának. Ez a krumpli alapú fogás egyszerűségében rejlik, mégis rendkívül ízletes és tápláló. Elkészítése nemcsak a zalai háziasszonyoknak, hanem a vendéglők konyháin is helyet kapott, hiszen a dödölle ma már a legkülönfélébb éttermek étlapján is megtalálható.
Az alapja a reszelt krumpli, amelyhez lisztet, tojást, sót és gyakran fűszereket adnak, majd kis gömböket formázva olajban vagy zsírban kisütik. A végeredmény kívül ropogós, belül pedig lágy és krémes. A dödöllét Zalában gyakran tálalják vadpörkölthöz, de önálló fogásként is megállja a helyét. Minden családnak megvan a saját receptje, hogyan lesz a legfinomabb a krumpli alapú köretük, amely egyszerűsége ellenére mégis különleges ízélményt nyújt.
A dödölle nemcsak a vidéki háztartásokban, hanem a zalai éttermekben is népszerű, ahol hagyományos zalai ételekkel együtt szolgálják fel, hozzájárulva a régió ízvilágának gazdagságához.

#### Kukoris
A kukoris Zalában is kedvelt étel, bár eredete Somogy vármegyéhez kötődik, hiszen Csurgónagymartonban és környékén külön fesztivált is rendeznek ennek a különleges fogásnak. Azonban a megyehatár nem szab határt a dél-zalaiak számára sem, akik szívesen fogyasztják ezt a különleges tésztát.
A kukoris nem más, mint egy sodrott kalács, amely két fonatból áll, és keményebb, mint egy hagyományos kalács. Különlegessége, hogy hagyományosan kemencében készül, és sósabb tésztából készül. Főként sült húsok mellé fogyasztják, mert ízében remekül kiegészíti a szaftos fogásokat.
Ez a zalai tájjellegű étel egyszerű, de ízében gazdag, és régiójának egyik jellegzetes fogása, amit szívesen készítenek és fogyasztanak a helyiek.

#### Zalai zuzamártás
Egy tradicionális zalai fogás, amelyet különféle húsételek mellé kínálnak. A zúza, azaz a marhahús mellékterméke, alapos előkészítést igényel, hogy az étel ne legyen keserű. Először alaposan megfőzzük, majd apró kockákra vágjuk. Remekül illik különféle húsételekhez, például sült húsokhoz, pörköltekhez, vagy más szaftos fogások mellé. Ez a fogás egyszerű alapanyagokból készül, mégis gazdag és ízletes, igazi zalai különlegesség.

#### Tökös-mákos rétes
A helyi sajátosságok közé sorolnánk, hisz a megye más részein és főként az Őrségben sokkal inkább az almás-mákos vagy a sütőtökös-mákos variáció terjedt el. Itt viszont kimondottan a főzőtököt gyalulják le a mák mellé. Elsőre sokaknak meglepően hangzik, de kihagyhatatlan finomság.

#### Répaleves
A Miklósfai savanyú répa Zalában egy híres helyi különlegesség, amelyet már többször említettünk, így nem is szükséges részletesebben bemutatni. Azonban egy biztos, aki télen a környéken jár, mindenképp érdemes megkóstolnia. A savanyú répa már régóta a zalai konyha alapvető hozzávalója, és a helyi háziasszonyoknak sok-sok generáció óta fontos szerepe van a konyhákban.
Az ebből készült leves talán az egyik legismertebb zalai fogás, amely szorosan kötődik a régióhoz. Fűszeres, gazdag ízvilágú, savanykás, mégis szaftos fogás, amely sokak számára az igazi zalai tél ízeit hordozza. Szerencsére a mai napig népszerű, és számos családban rendszeresen készítik. A savanyú répa fűszeres íze, a hozzáadott hús, kolbász vagy füstölt hús darabok pedig minden falatban egyedi zalai élményt nyújtanak.
Ez a fogás Zalában igazi hagyományos téli csemege, amit minden helyi nagy szeretettel készít el, és aki egyszer megkóstolja, biztosan visszatér majd hozzá.

#### Zalai felvágott
Zalának egyik legismertebb és legkedveltebb tradicionális húskészítménye, amely a megye hosszú évtizedek óta fennmaradó gasztronómiai hagyományaihoz köthető. Az elkészítése Zalában generációk óta a helyi mesterek titkos tudománya, és számos kisebb családi üzem, piac és étkezde kínálatában megtalálható.
Az alapanyagaiban a marhahús és sertéshús dominál, amelyet különféle fűszerekkel ízesítenek. A hagyományos ízesítők, mint például a fokhagyma, só, bors, majoranna, köménymag, valamint a helyi fűszernövények adják meg a zalai felvágott jellegzetes ízvilágát. A húsokat alaposan fűszerezik, majd füstölik, hosszú ideig érlelik, hogy azok ízei összeérjenek. A különlegessége abban rejlik, hogy mindig tartalmaz valamilyen helyi összetevőt vagy fűszert, ami Zalában különösen népszerűvé teszi.
A Zalai felvágott nemcsak egy hétköznapi élelmiszer, hanem helyi identitást hordozó étek, amely a megye különböző településein, így Zalaegerszegen, Nagykanizsán vagy Keszthelyen is megjelenik. Az itt élők a hagyományos piacokon, kisboltokban vagy családi hentesüzletekben találkozhatnak vele. Az interneten számos forrás említi a zalai felvágottot, mint a térség egyik jellegzetes gasztronómiai különlegességét.

## Oktatás és köznevelés

### Általános iskolák
A megye általános iskolái a helyi közösségek oktatási életének meghatározó pillérei, amelyek sokszínű képzési programokkal és a tanulók sokoldalú fejlesztésére összpontosítanak. A megyében működő intézmények széles spektrumot ölelnek fel, a nagyobb városi iskoláktól a kisebb falusi intézményekig.
A megye székhelyén, Zalaegerszegen található iskolák között kiemelkedik az Eötvös József Általános Iskola, amely a minőségi oktatásra és a tanulók tehetséggondozására helyezi a hangsúlyt. A városban működik továbbá a Liszt Ferenc Általános Iskola, amely különösen a zenei képzés terén ér el sikereket. Az aktív és sportos életmódot támogató képzést kínál a Landorhegyi Sportiskolai Általános Iskola, amely a testnevelésre és sporttagozatos osztályokra specializálódott.
Zalaszentgróton a Deák Ferenc Általános Iskola és Gimnázium ötvözi az általános iskolai és középiskolai oktatást, így lehetőséget biztosít a tanulók számára, hogy a településen belül folytassák tanulmányaikat. Lenti városában a helyi általános iskola szintén gimnáziumi képzéssel egészül ki, és fontos szerepet játszik a régió oktatási struktúrájában.
Zalalövőn az általános iskola a térség meghatározó intézménye, amely biztosítja a környező kisebb településeken élő gyermekek számára is az oktatást. Az iskola jól felszerelt infrastruktúrával és képzett pedagógusokkal támogatja a diákok tanulmányi előrehaladását.
Zala megye kisebb településein az általános iskolák gyakran családias légkörűek, ami különleges figyelmet tesz lehetővé a tanulók egyéni fejlődése érdekében. Ezek az intézmények általában szoros kapcsolatot ápolnak a helyi közösségekkel, és részt vesznek kulturális és társadalmi események szervezésében is.
A megyében működő általános iskolák irányítását a Zalaegerszegi Tankerületi Központ koordinálja, amely az oktatás minőségének biztosítása érdekében támogatja az intézményeket. Az iskolák széles körű kínálatával és elhivatott pedagógusaival Zala megye stabil alapot nyújt a gyermekek számára az alapfokú oktatásban, és hozzájárul a térség fejlődéséhez.

### Középiskolák

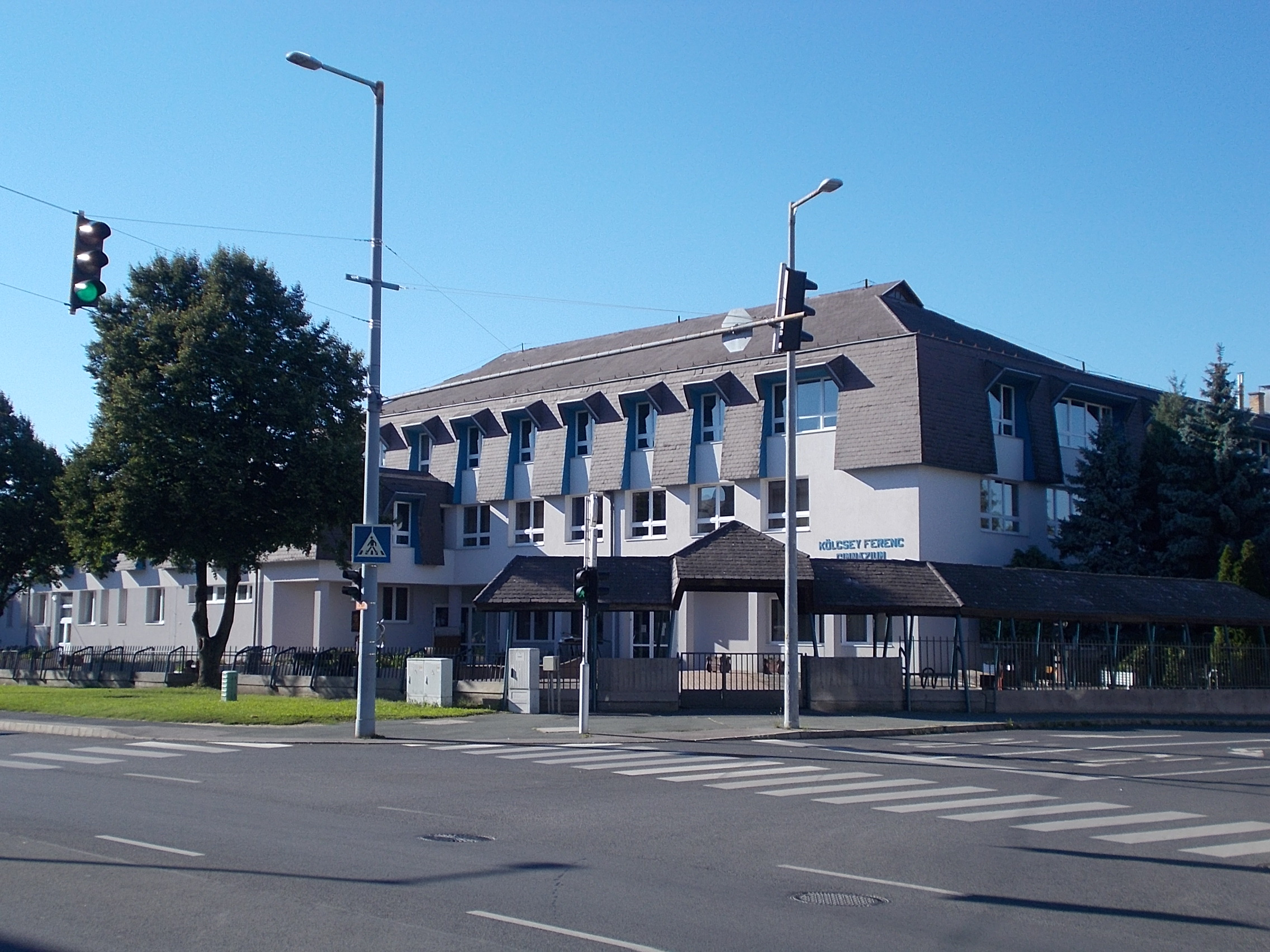
Kölcsey Ferenc Gimnázium

Középiskolái a térség oktatási életének fontos pillérei, amelyek széleskörű képzési lehetőségeket kínálnak a tanulóknak. A megye különböző településein számos gimnázium, szakgimnázium és szakközépiskola működik, amelyek különféle szakterületeken biztosítanak oktatást.
Zalaegerszeg városában található a Kölcsey Ferenc Gimnázium, amely az egyik legrégebbi és legismertebb középiskola a megyében. Az intézmény széles tantárgyi kínálattal és magas színvonalú oktatással várja a diákokat. Szintén Zalaegerszegen található a Deák Ferenc Technikum, amely a Zalaegerszegi Szakképzési Centrum tagintézménye, és különböző szakirányú képzésekkel, például egészségügyi, pedagógiai és faipari területeken kínál tanulmányi lehetőségeket.
A Báthory István Szakgimnázium és Szakközépiskola szintén jelentős intézmény Zalaegerszegen, amely széleskörű szakmai képzésekkel készíti fel a tanulókat a munka világára. A városban emellett a Landorhegyi Sportiskola is található, amely a sportos életmódot és a sportágakban való elmélyülést támogatja különféle szakmai képzésekkel.
Lenti városában a Gönczi Ferenc Gimnázium kínál gazdag oktatási programot, amely a középiskolai tanulmányaik során széleskörű lehetőségeket biztosít a diákoknak. Zalaszentgróton a Deák Ferenc Általános Iskola és Gimnázium nemcsak általános iskolai, hanem középiskolai képzést is nyújt, így a településen élő diákok számára egy helyben biztosítja a továbbtanulási lehetőséget.
A keszthelyi Csertán Sándor Általános Iskola és Gimnázium kiemelkedő szerepet játszik a térség oktatási rendszerében, és számos diák számára biztosítja az érettségire felkészítő oktatást. Ezek a középiskolák mind hozzájárulnak a tanulók személyes és szakmai fejlődéséhez, széleskörű lehetőségeket kínálva számukra a tudás megszerzésére és a jövőbeli karrierépítésre.
Zala megye középiskolái nemcsak oktatást biztosítanak, hanem közösségi életet is teremtenek, ahol a diákok sportolási, művészeti és tudományos versenyeken vehetnek részt. Az intézmények folyamatos kapcsolatot tartanak a helyi közösségekkel, és aktívan részt vesznek a kulturális események szervezésében. A Zalaegerszegi Tankerületi Központ koordinálja a megye középiskoláit, biztosítva a stabil működést és az oktatás minőségét.

### Felsőoktatás

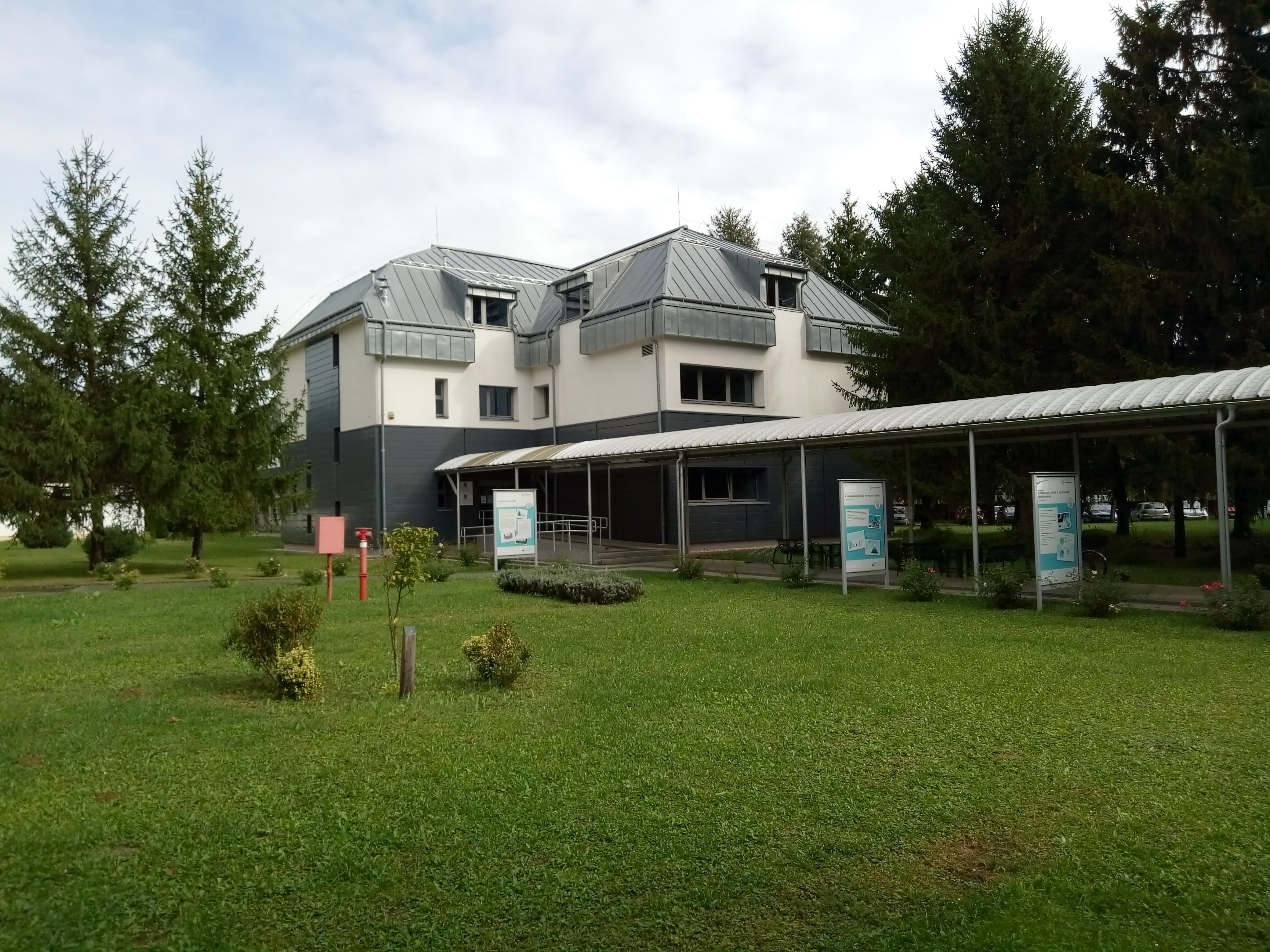
Pannon Egyetem zalaegerszegi kampusza

Felsőoktatási intézményei jelentős szerepet töltenek be a térség tudományos és gazdasági életében, különösen a műszaki és gazdasági képzések terén.
A Pannon Egyetem Zalaegerszegi Egyetemi Központja a megye legnagyobb felsőoktatási intézménye, amely gazdasági, pénzügyi és műszaki képzéseket kínál. Az intézmény célja, hogy a hallgatók a munkaerőpiacon versenyképes tudással rendelkezzenek. A központban a hallgatók különböző szakirányú továbbképzéseken is részt vehetnek, mint például a Business coach vagy a Vállalati irányítás és kontrolling szakközgazdász programok.
A Pécsi Tudományegyetem Egészségtudományi Kar Zalaegerszegi Képzési Központja egészségügyi képzéseket kínál, amelyek a térség egészségügyi ellátásának színvonalát emelik. Az intézmény célja, hogy a hallgatók a legmodernebb tudományos ismeretekkel és gyakorlati tapasztalatokkal rendelkezzenek.
A Zalaegerszeg Felsőfokú Oktatásáért Közalapítvány 2001-ben alakult, és célja a zalaegerszegi felsőoktatás támogatása, különösen a mechatronikai mérnök képzés területén. A közalapítvány anyagi és szellemi segítséget nyújt a helyi felsőoktatási intézmények fejlesztéséhez.
A zalaegerszegi felsőoktatásban évente több ezer hallgató kezdi meg tanulmányait, akik a gazdálkodástudomány, műszaki, orvos- és egészségtudományi, pedagógiai és jogi területeken folytathatják tanulmányaikat.
A zalaegerszegi felsőoktatásban tanuló hallgatók számára a város önkormányzata különféle ösztöndíjakat és támogatásokat biztosít, amelyek elősegítik a tanulmányok sikeres befejezését és a helyi gazdaság fejlődését.

## Sport

#### Labdarúgás
A megye futballéletének zászlóshajója a ZTE FC (Zalaegerszegi Torna Egylet), amely az NB I-ben szerepel, és története során több emlékezetes sikert ért el. A csapat mérkőzéseit a korszerű ZTE Arénában rendezik. Nagykanizsán az FC Nagykanizsa szintén aktív, az alacsonyabb osztályokban képviseli a várost.

Zalaegerszegi TE logója

#### Kosárlabda
A kosárlabda rendkívül népszerű a megyében, köszönhetően a ZTE KK eredményes szereplésének a férfi NB I/A osztályban. A csapat számos bajnoki címmel büszkélkedhet, hazai pályája a Zalaegerszegi Sportcsarnok. A női kosárlabda is jelen van az utánpótlás és amatőr szinten.

#### Kézilabda
A kézilabda inkább az utánpótlás és regionális szinten jellemző. Nagykanizsa, Lenti, és kisebb városok is aktívan részt vesznek a sportág népszerűsítésében, helyi versenyek és amatőr csapatok formájában.

#### Sportlétesítmények
- ZTE Aréna: A megye legnagyobb stadionja.
- Zalaegerszegi Sportcsarnok: Kosárlabda, kézilabda és egyéb beltéri sportok otthona.
- Cserháti Sándor Sportcentrum (Nagykanizsa): Atlétika, labdajátékok és úszás központja.
- Kisebb helyi stadionok és sportpályák: Ezek több városban és faluban a közösségi sportélet központjai.

## Infrastruktúra és közlekedés

### Autópályák
A vármegyét átszeli az M7-es autópálya, amely Budapestet köti össze a horvát határral, illetve a megye egyik legfontosabb közlekedési útvonala. Az M76-os gyorsforgalmi út építés alatt áll, amely Zalaegerszeget kapcsolja össze az M7-essel, támogatva a helyi gazdaságot és közlekedési infrastruktúrát. Ezen kívül kisebb főutak biztosítanak kapcsolatot a megye különböző részei között.
| Út | Európai út | Érintett települések, nagyobb kereszteződések | Hossz  | Hossz     | Hossz | Hossz     | Térkép |
| Út | Európai út | Érintett települések, nagyobb kereszteződések | Teljes | Elkészült | Épül  | Tervezett | Térkép |
| -- | ---------- | --- | ------ | --------- | ----- | --------- | ------ |
|    |            | Budapest – Törökbálint (M0) – Székesfehérvár (M81) – Balatonfőkajár (M8) – Siófok – Hollád (M76) – Nagykanizsa – Letenye (M70) – Letenye / Horvátország | 226 km | 226 km    | –     | –         |        |
|    |            | Letenye (M7) – Tornyiszentmiklós / Szlovénia | 21 km  | 21 km     | –     | –         |        |
|    |            | Hollád (M7) – Keszthely – Zalaegerszeg – Körmend (M80 / M86)                                                                                            | 83 km  | 9 km      | 0 km  | 74 km     |        |

### Főútak
Főútjainak hálózata összeköti a vármegye nagyobb városait és biztosítja a kapcsolatot az ország többi részével. A 74-es főút Zalaegerszeget köti össze a megyén kívüli területekkel, míg a 75-ös főút a Kis-Balaton térségében halad. A 76-os főút a keleti régióban fontos közlekedési vonal. Ezen kívül a 71-es főút a Balaton-part közlekedési gerince, amely a turizmus szempontjából kiemelkedő szerepet játszik. A főutak közúti elérhetősége fontos a megye gazdasági és logisztikai fejlettsége szempontjából.
| Út | Érintett zalai települések                                                                             | Hossz  | Térkép |
| -- | --- | ------ | ------ |
|    | Zalakomár – Galambok – Zalasárszeg – Nagykanizsa – Sormás – Becsehely – Letenye                        | 233 km |        |
|    | Nagykanizsa                                                                                            | 198 km | –      |
|    | Balatongyörök – Vonyarcvashegy – Gyenesdiás – Keszthely                                                | 116 km |        |
|    | Nagykanizsa – Magyarszentmiklós – Bocska – Zalaszentbalázs – Hahót – Zalaegerszeg – Egervár            | 75 km  | –      |
|    | Keszthely – Alsópáhok – Zalaapáti – Pacsa – Zalaszentmihály – Bak – Zalatárnok – Nova – Lenti – Rédics | 69 km  | –      |
|    | Hagyárosbörönd – Bagod – Zalaegerszeg – Nagykapornak – Zalacsány – Szentgyörgyvár – Sármellék          | 82 km  | –      |
|    | Zalalövő – Kálócfa – Zalabaksa – Rédics                                                                | 192 km |        |

### Vasúti közlekedés
A vasúti közlekedés fontos szerepet játszik a személy- és áruszállításban. A megye fő vasútvonalai közé tartozik a Budapest-Nagykanizsa-Gyékényes vonal, amely az ország egyik legrégebbi és legforgalmasabb vonala. További fontos vonalak a Szombathely-Zalaegerszeg-Nagykanizsa vonal, valamint a Balaton-partot érintő vonalak, amelyek a turizmus szempontjából kiemelkedőek. A vasúti közlekedést folyamatosan modernizálják, és a Zalaegerszegen található Logisztikai Központ is erősíti a vasúti áruszállítás szerepét a térségben.

### Légi közlekedés

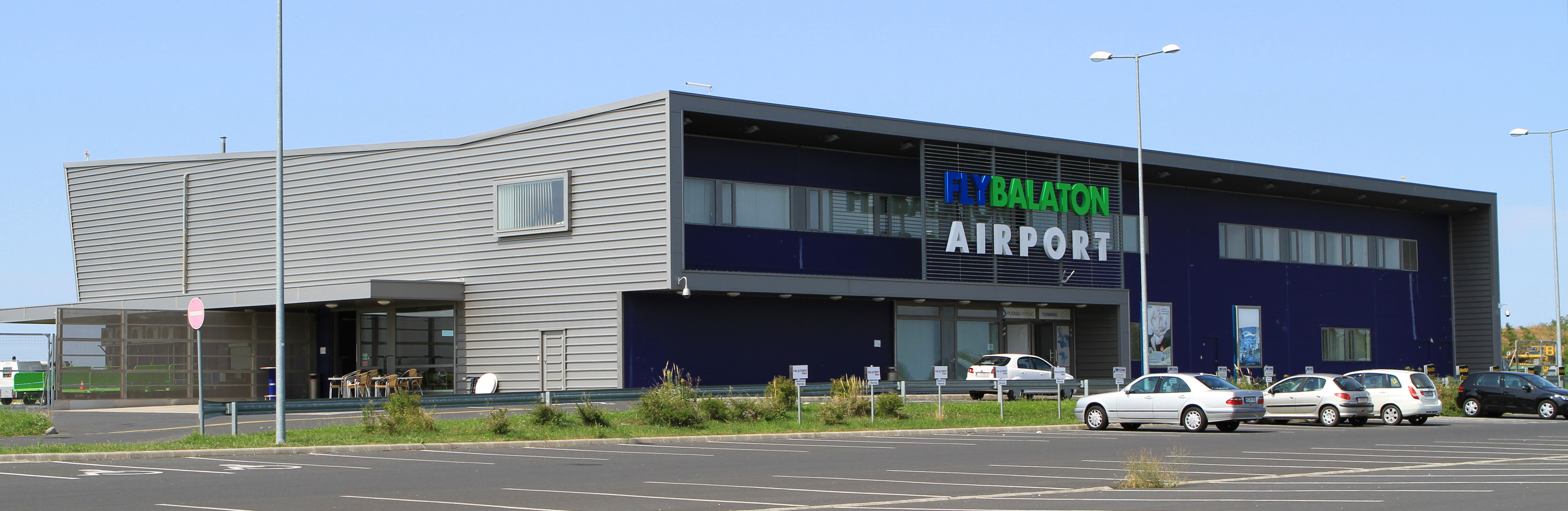
Hévíz-Balaton nemzetközi repülőtér

Légi közlekedését elsősorban a Hévíz-Balaton Nemzetközi Repülőtér (korábban: Sármelléki Repülőtér) biztosítja. Ez a repülőtér a megye déli részén található, és fontos szerepet játszik a turizmusban, különösen a Balaton és Hévíz környékére irányuló forgalomban. A reptér szezonális nemzetközi járatokat üzemeltet, amelyek főként Németország, Oroszország és más európai országok turistáit szolgálják ki. A megye további repülési infrastruktúrával nem rendelkezik, így a belföldi légiközlekedés kevésbé jellemző.

### Határátkelőhelyek
- Rédics – Hosszúfalu
- Tornyiszentmiklós – Pince
- Letenye – Muracsány

## Híres szülöttei
- Deák Ferenc (Söjtör, 1803. október 17. – Budapest, 1876. január 28.) magyar politikus, jogász, táblabíró, államférfi, országgyűlési képviselő és a Batthyány-kormány igazságügy-minisztere
- Nagy Ignác (Keszthely, 1810. október 7. – Pest, 1854. március 19.) magyar író, újságíró, lapszerkesztő, költő, zenekritikus, a Kisfaludy Társaság tagja és az MTA levelező tagja
- Szendrey Júlia (Keszthely, 1828. december 29. – Pest, 1868. szeptember 6.) magyar költő, író, fordító; előbb Petőfi Sándor költő, majd Horvát Árpád történész felesége
- báró Wlassics Gyula (Zalaegerszeg, 1852. március 17. – Budapest, 1937. március 30.) jogász, közjogi író, miniszter, az MTA tagja
- Kisfaludi Strobl Zsigmond (Alsórajk, 1884. június 30. – Budapest, 1975. augusztus 14.) kétszeres Kossuth-díjas, nemzetközileg is ismert és elismert magyar szobrászművész
- Keresztury Dezső (Zalaegerszeg, 1904. szeptember 6. – Budapest, 1996. április 30.) Széchenyi-díjas magyar író, költő, irodalomtörténész, kritikus, műfordító, egyetemi tanár, az MTA tagja, a Goethe Társaság magyar tagozatának elnöke
- Vajda Lajos (Zalaegerszeg, 1908. augusztus 6. – Budakeszi, 1941. szeptember 7.) magyar festő és grafikus
- Orosz György (Zalaegerszeg, 1927. február 17. –) Jászai Mari-díj-as magyar rendező
- Árkus József (Nagykanizsa, 1930. november 1. – Budapest, 1992. szeptember 28.) magyar újságíró, humorista, konferanszié, a Ludas Matyi hetilap és a Parabola című szatirikus televízió-műsor főszerkesztője
- Réthelyi Miklós (Zalaegerszeg, 1939. június 8. –) magyar orvos, anatómus, egyetemi tanár, az orvostudományok (akadémiai) doktora
- Nagy Feró (Letenye, 1946. január 14. –) Kossuth-díjas magyar énekes, színész, dalszövegíró, a Beatrice és az Ős-Bikini frontembere, a „nemzet csótánya”, első felesége Csuka Mónika, Máté Péter-díjas énekesnő
- Bencze Ilona (Nagykanizsa, 1947. november 3. –) Jászai Mari-díjas magyar színésznő, rendező, érdemes művész és kiváló művész
- Ádám Veronika (Nagykanizsa, 1949. január 1. –) Széchenyi-díjas orvos, biokémikus, egyetemi tanár, a Magyar Tudományos Akadémia rendes tagja
- Bödőcs Tibor (Zalaegerszeg, 1982. december 11. –) Karinthy-gyűrűs magyar humorista, író
- Agárdi Szilvia (Zalaegerszeg, 1995 –) magyar énekes, közgazdász, esélyegyenlőségi aktivista, modell
- Major Veronika (Keszthely, 1997. március 19. –) olimpiai bronzérmes, Európa-bajnok magyar sportlövő

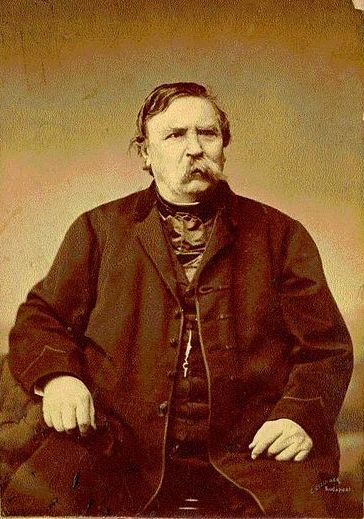
Deák Ferenc
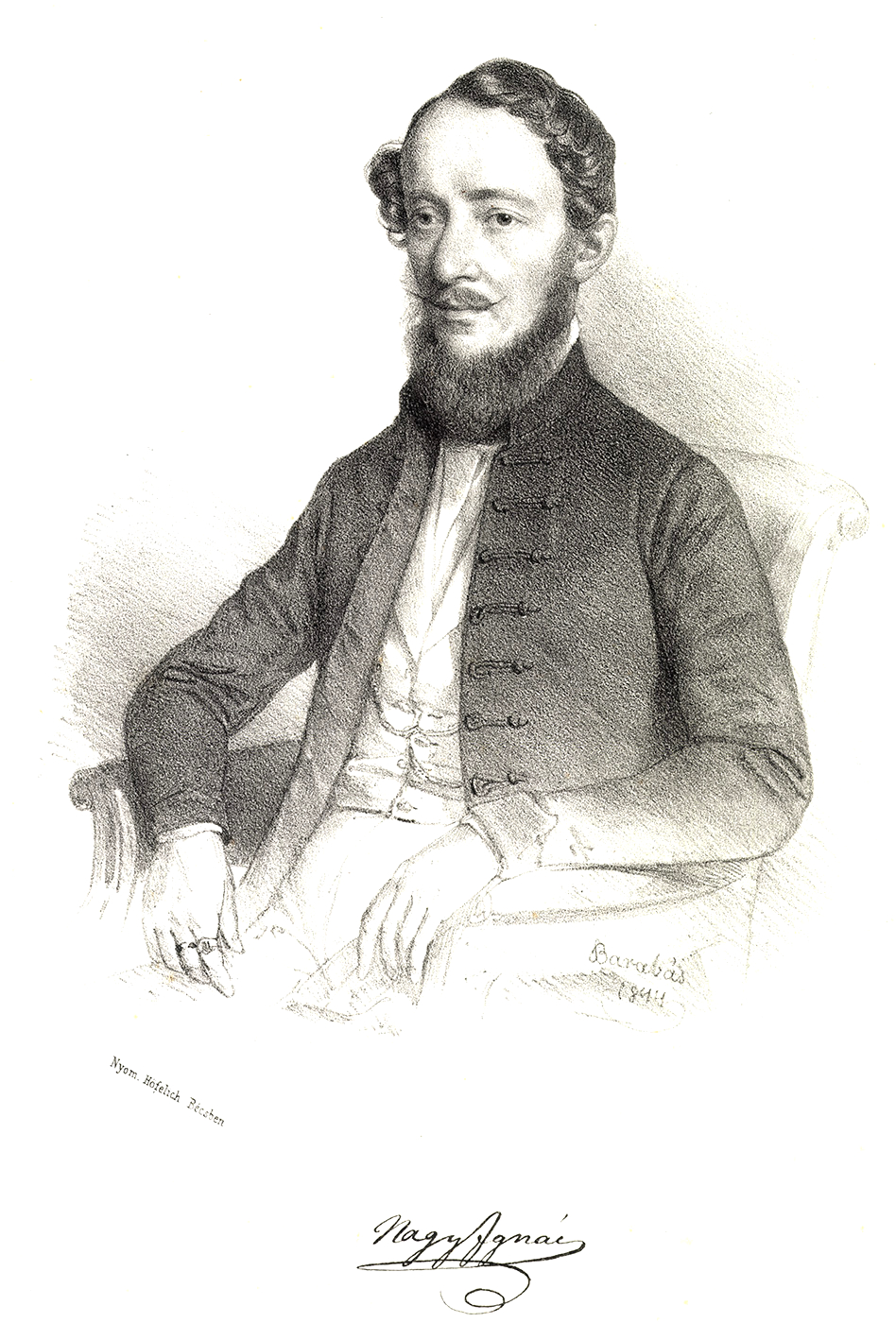
Nagy Ignác
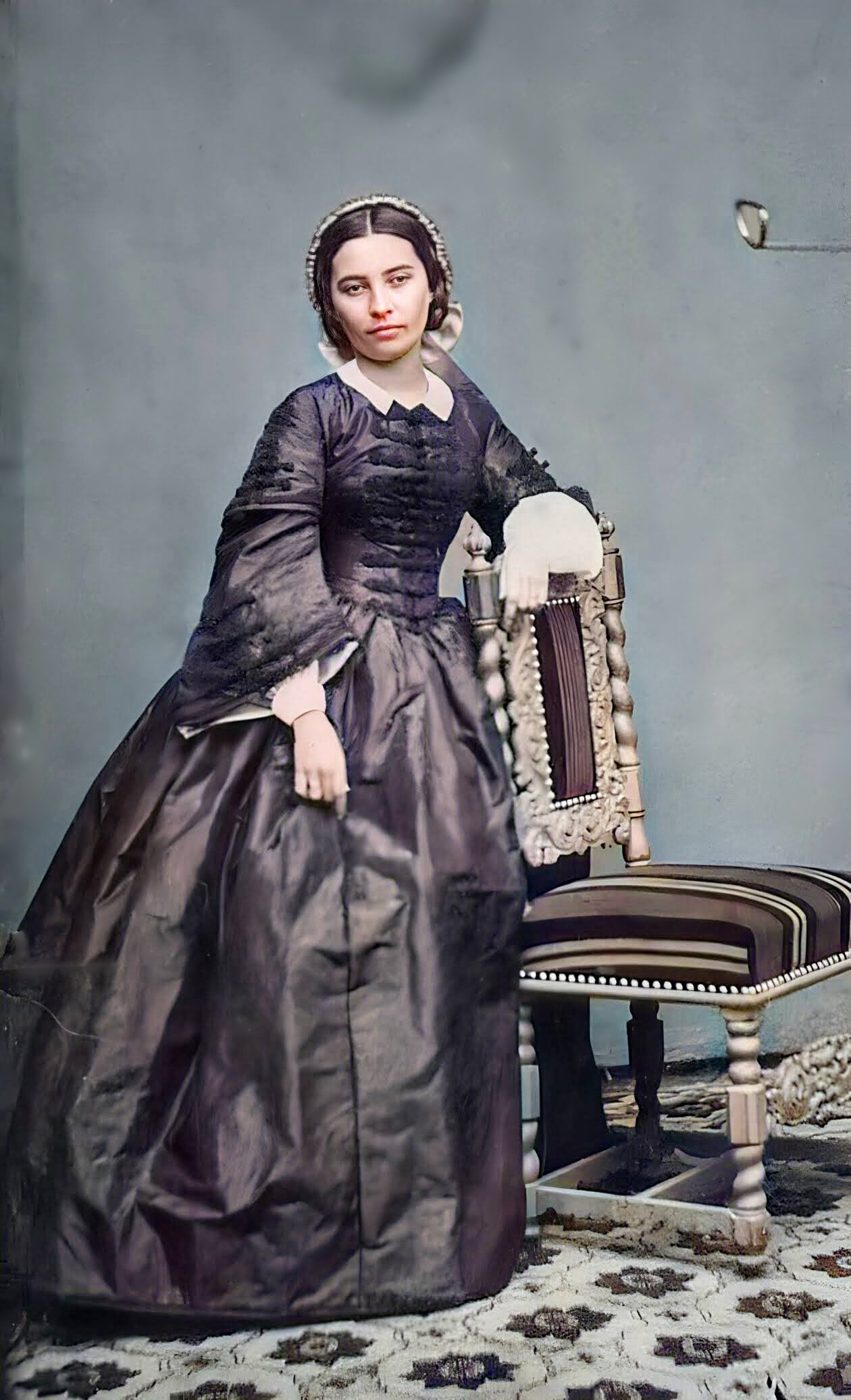
Szendrey Júlia
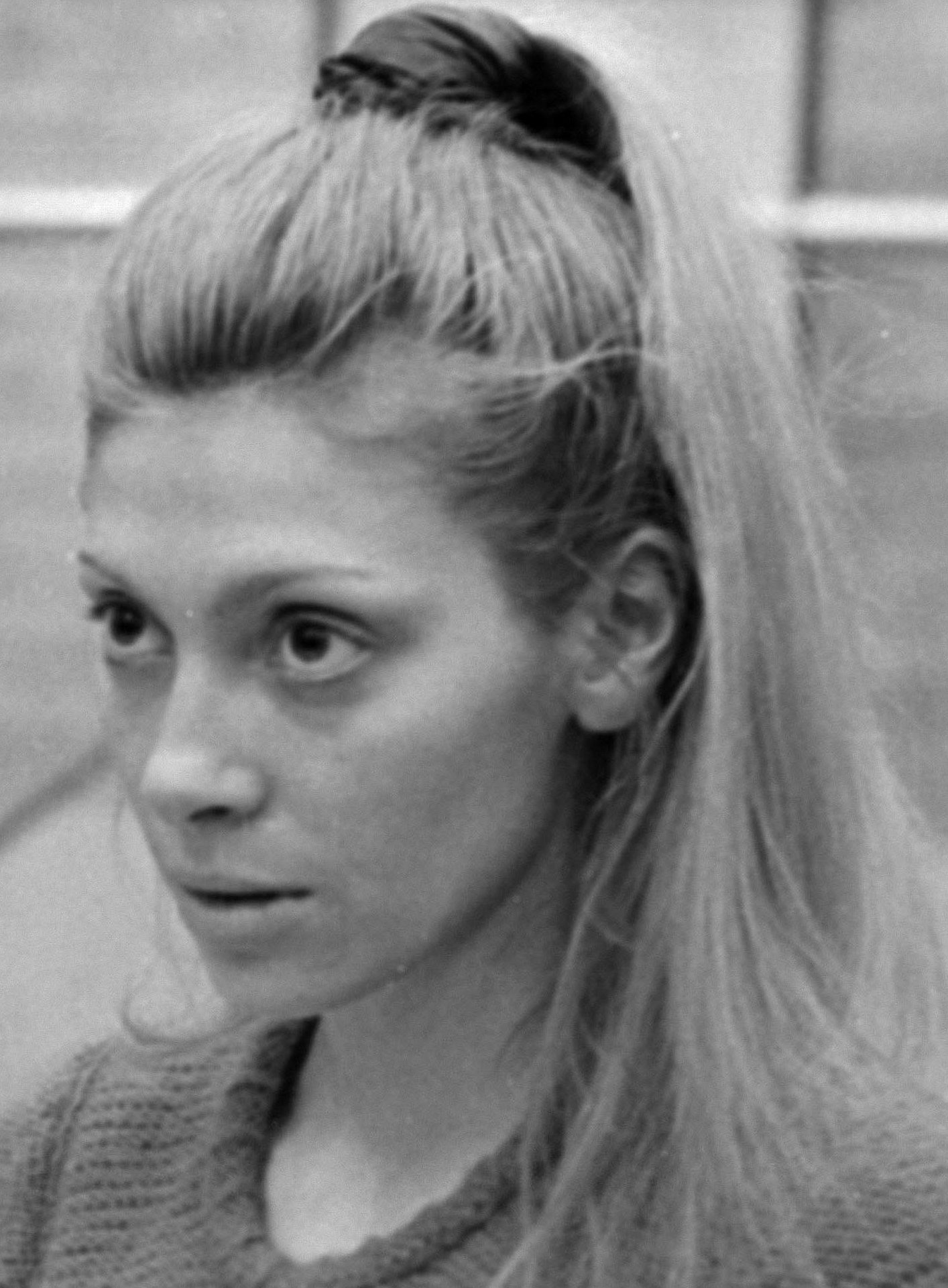
Bencze Ilona
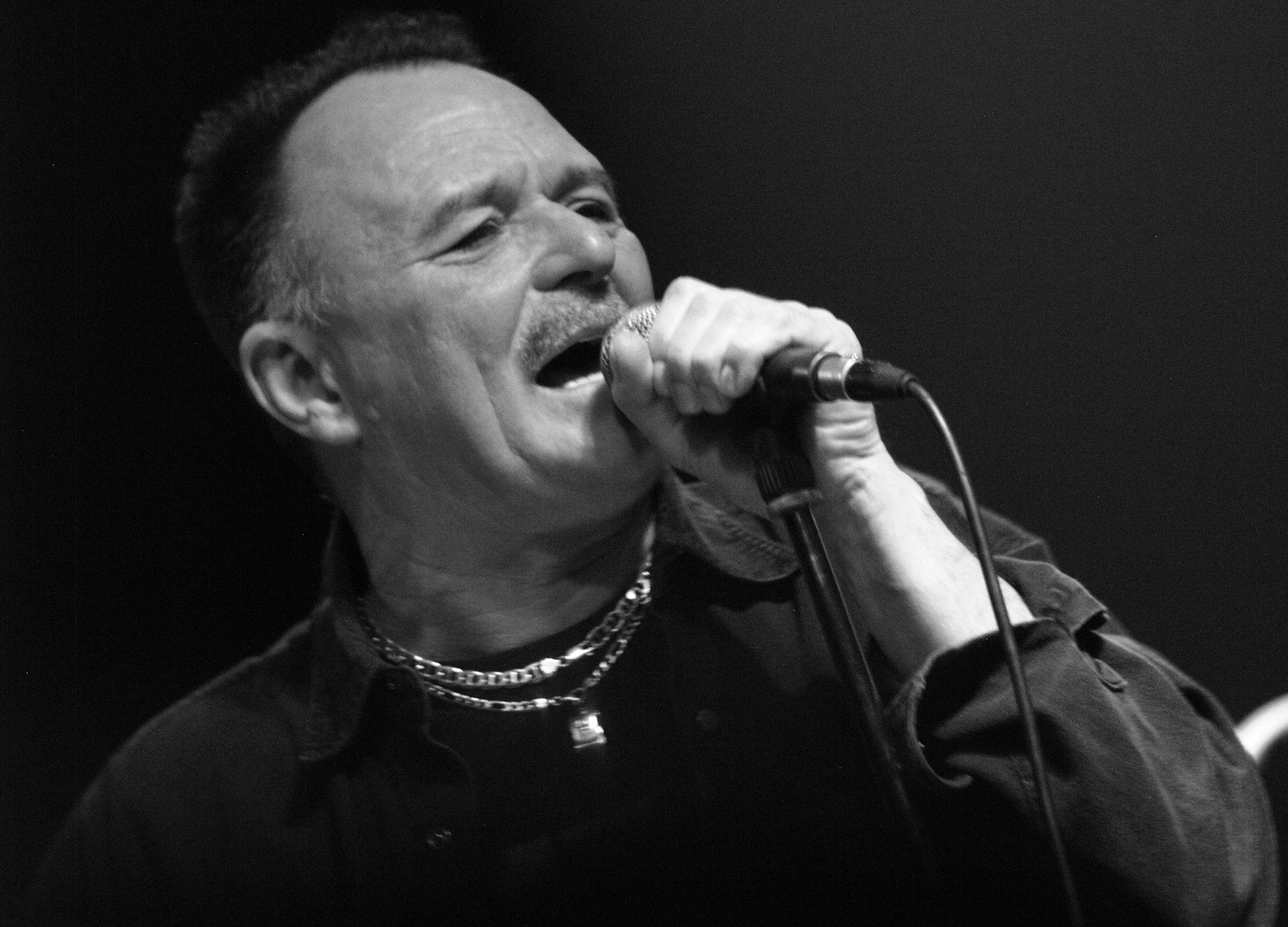
Nagy Feró

## Kultúra
Lásd még: a Zala vármegyei múzeumok listája és a Zala vármegyei kulturális programok listája cikket

### Turizmus
Lásd még: a Zala vármegye turisztikai látnivalóinak listája cikket
Zala vármegye a magyarországi turisztikai régiók közül a Nyugat-Dunántúl- és a Balaton régiókba tartozik, fő vonzerejét Keszthely és a Balaton harminc kilométeres partszakasza, a Hévízi-tó, az érintetlen természeti területei, a számos gyógyfürdő, a romantikus göcseji táj, az élő népművészet és a hagyományos falusi vendéglátás jelentik. A megye nagy kiterjedésű erdői kiváló túrázási lehetőséget biztosítanak. A megye központja Zalaegerszeg, amely egyben a Göcsej tájegység központja is. Felkereshető nevezetességei az egyedülálló Olajipari Múzeum, a Göcseji Falumúzeum, a Finnugor Néprajzi Park, a Zalaegerszegi Törvényszék (egykori Vármegyeház) épülete, a tévétorony az Alsóerdőn, ahonnan gyönyörű panoráma tárul a környező dombvidékre és a városra. A kultúra rajongóit a Városi Hangverseny- és Kiállítóterem (egykori Zsinagóga) rendezvényei is várják. Göcsej, egy domborzati és néprajzi tájegység, a megye legismertebb része, a Zala, Válicka és a Kerka folyók által határolt vidéken, mintegy hetven községet foglal magába. Középső része a "szegek" vidéke. Sok helyütt fennmaradtak a népi építészet illetve népszokások emlékei (Böde – Szent Mihály-templom, Nova – Plánder Ferenc Falumúzeuma, Kávás – Népi műemlékház, Zalalövő – Népi műemlékház, Csesztreg – Népi műemlékház, Szent Móric-templom, Nemesnép – Fazsindelyes szoknyás harangláb, Rádiháza – Gutorfölde – 1990-es évek eleje óta méneseiről híres). Hetés szintén egy domborzati és néprajzi tájegység, a Göcsejtől és a Kerka folyótól délnyugatra, részben Szlovéniában. Elnevezése valószínűleg a hetes számmal van összefüggésben. Hagyományosan Hetésnek a megye azon hét települését nevezték („Hetes” → Hetés), amelyek neve "háza" végződésű volt. Ezek a ma is létező Bödeháza, Gáborjánháza, Göntérháza és Szijártóháza, valamint a ma már nem létező Gálháza, Pálháza és Nyakasháza. Később a Hetés fogalmába a Lendva központú, néprajzilag hasonló területet egészét beleértették. Sík terület, határain egykor árterekkel, mocsarakkal és ingoványos vidékekkel. A környéken neves települései Rédics, Lenti, Lovászi, Gosztola, Lendvadedes és Szentgyörgyvölgy (Hetés és Őrség határa).
A megye gyógyfürdői közé tartozik a Lenti Termálfürdő és Szent György Energiapark, amely az 1970-ben talált 40 fokos termálvízre építettek, mely végül 1978-ban nyílt meg és utána folyamatos fejlesztésen ment keresztül. 2004 júliusában avatták fel a termálfürdő 1340 m2 felületű élménymedencéjét. A lenti fürdő vize Európa szerte ismert 40 000 éves nátrium-hidrogénkarbonátos gyógyvíz, amely mozgásszervi, ízületi, gerinc és hátproblémák kezelésére alkalmas. A gyógyvíz hatását a Szent György Energiapark jótékony földsugárzásai egészítik ki. A gyógyvízhez kapcsolódóan kúraszerűen alkalmazott gyógyászati kezelések is igénybe vehetők. A Kehidakustányban található Kehida Termál Gyógy- és Élményfürdő minősített kalcium-magnézium hidrogén-karbonátos vízét a kénes gyógyvizek csoportjába sorolták, radont nem tartalmaz. Mozgásszervi betegségek, nőgyógyászati megbetegedések, idegrendszeri bántalmak, bőrgyógyászati problémák ellen ajánlott. A megye további fürdői a Hévízgyógyfürdő és Szent András Reumakórház Hévízen és a Gránit Gyógy- és Termálfürdő Zalakaroson.

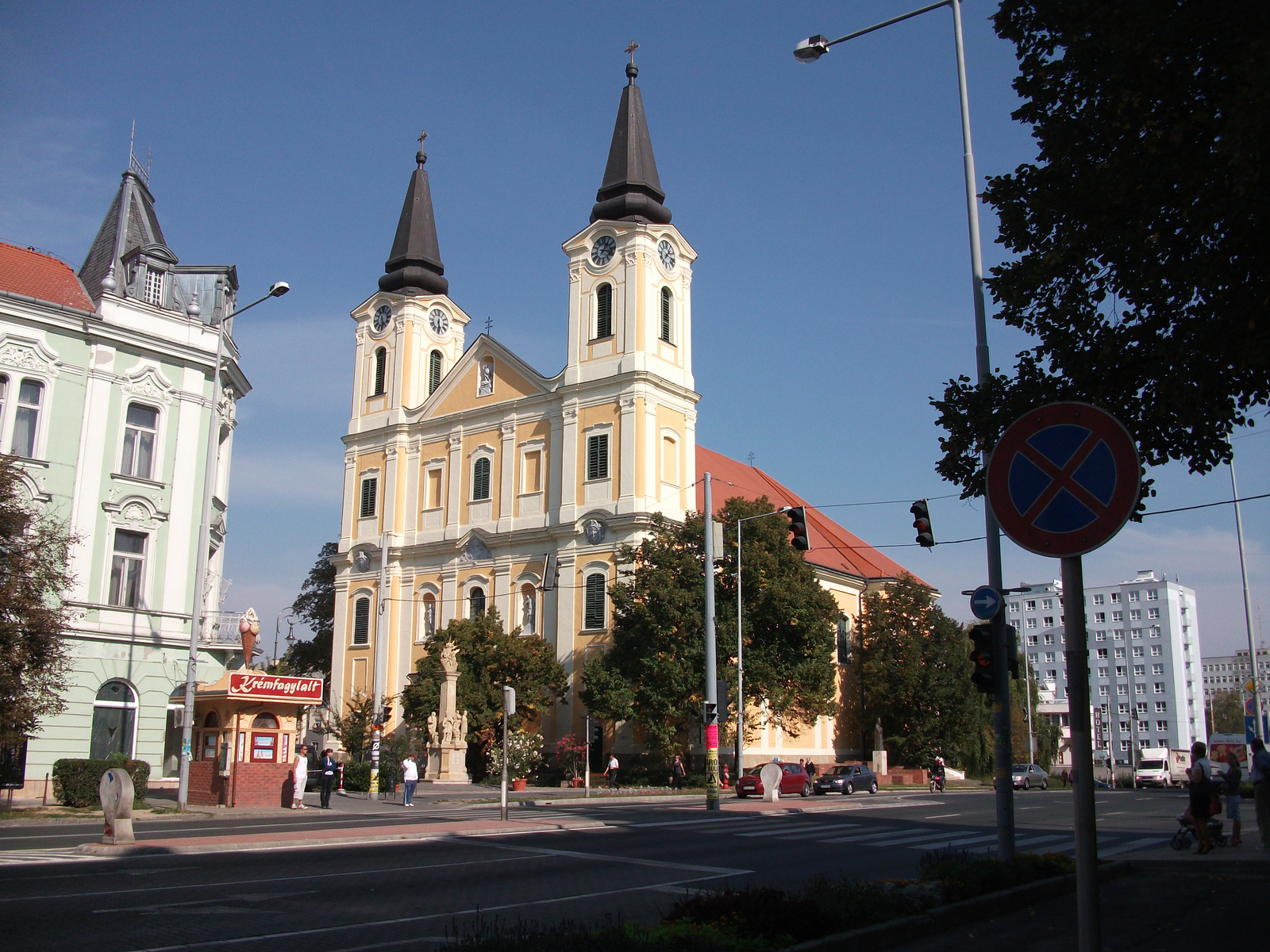
Zalaegerszeg, a vármegyeszékhely
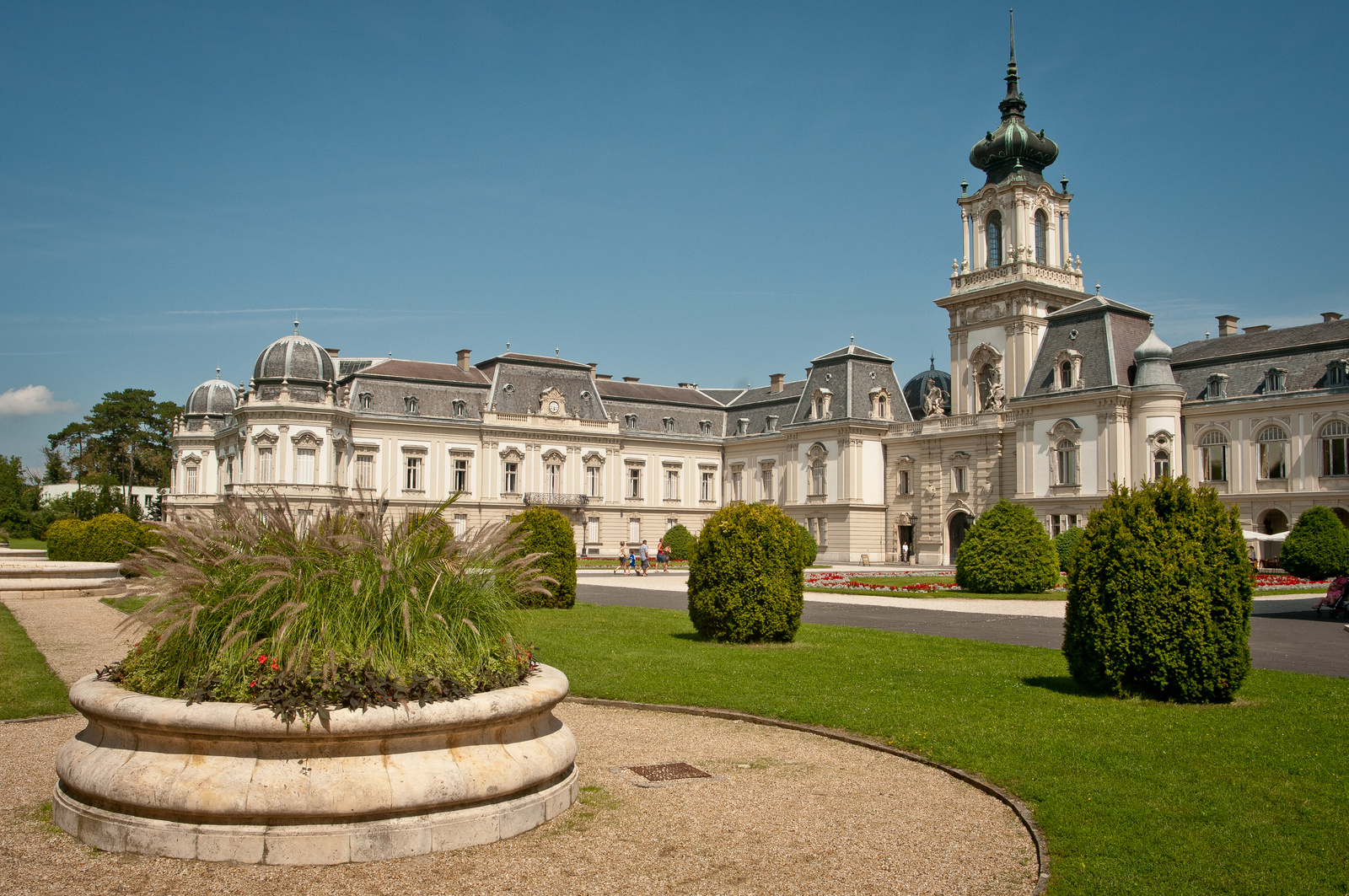
A keszthelyi Festetics-kastély főbejárata a park felől
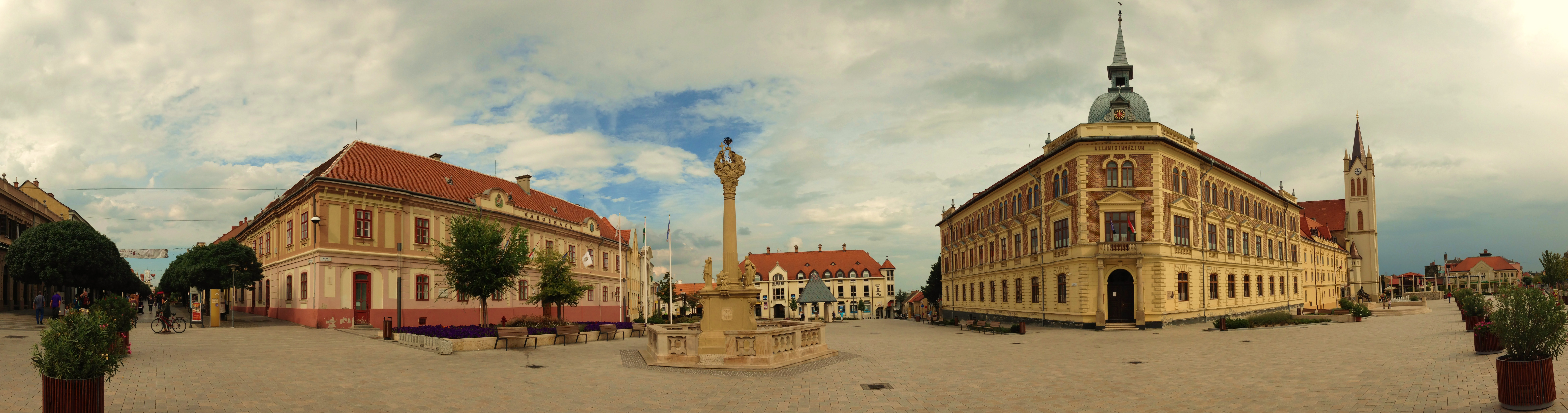
A Keszthely belvárosában található Fő tér és annak épületei, középen a szentháromság-szoborral
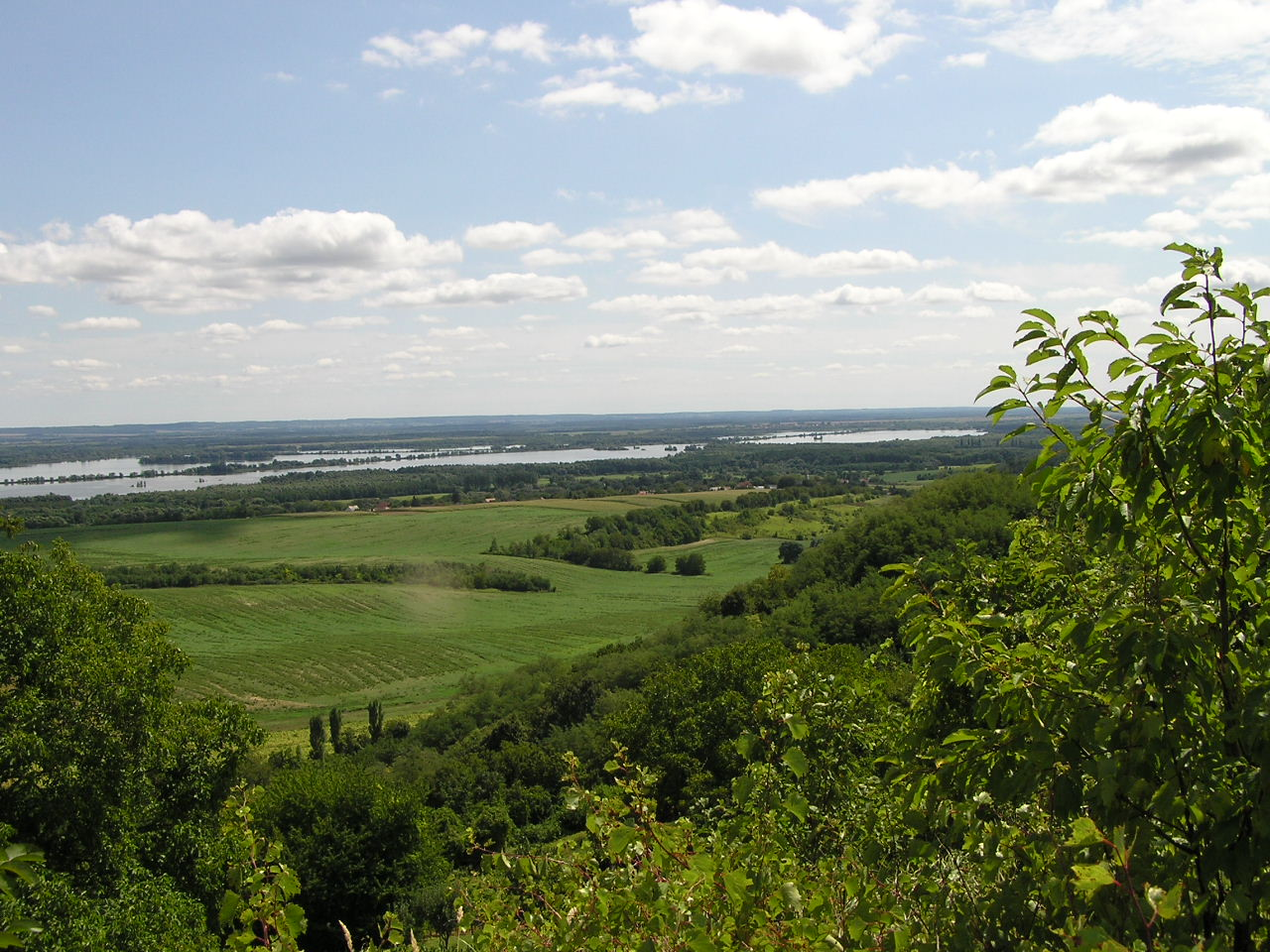
Kis-Balaton
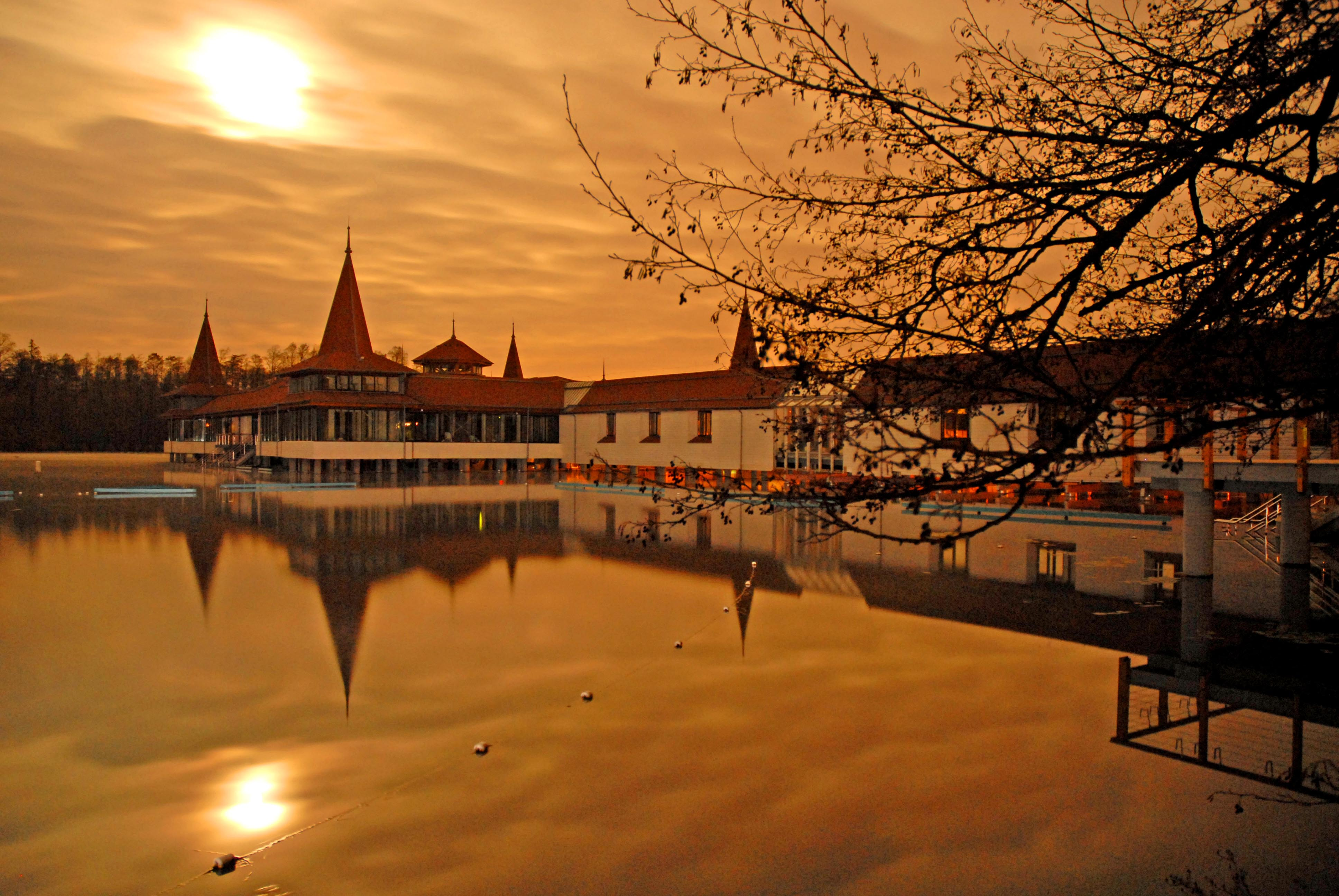
Európa legnagyobb gyógytavának számító Hévízi-tó
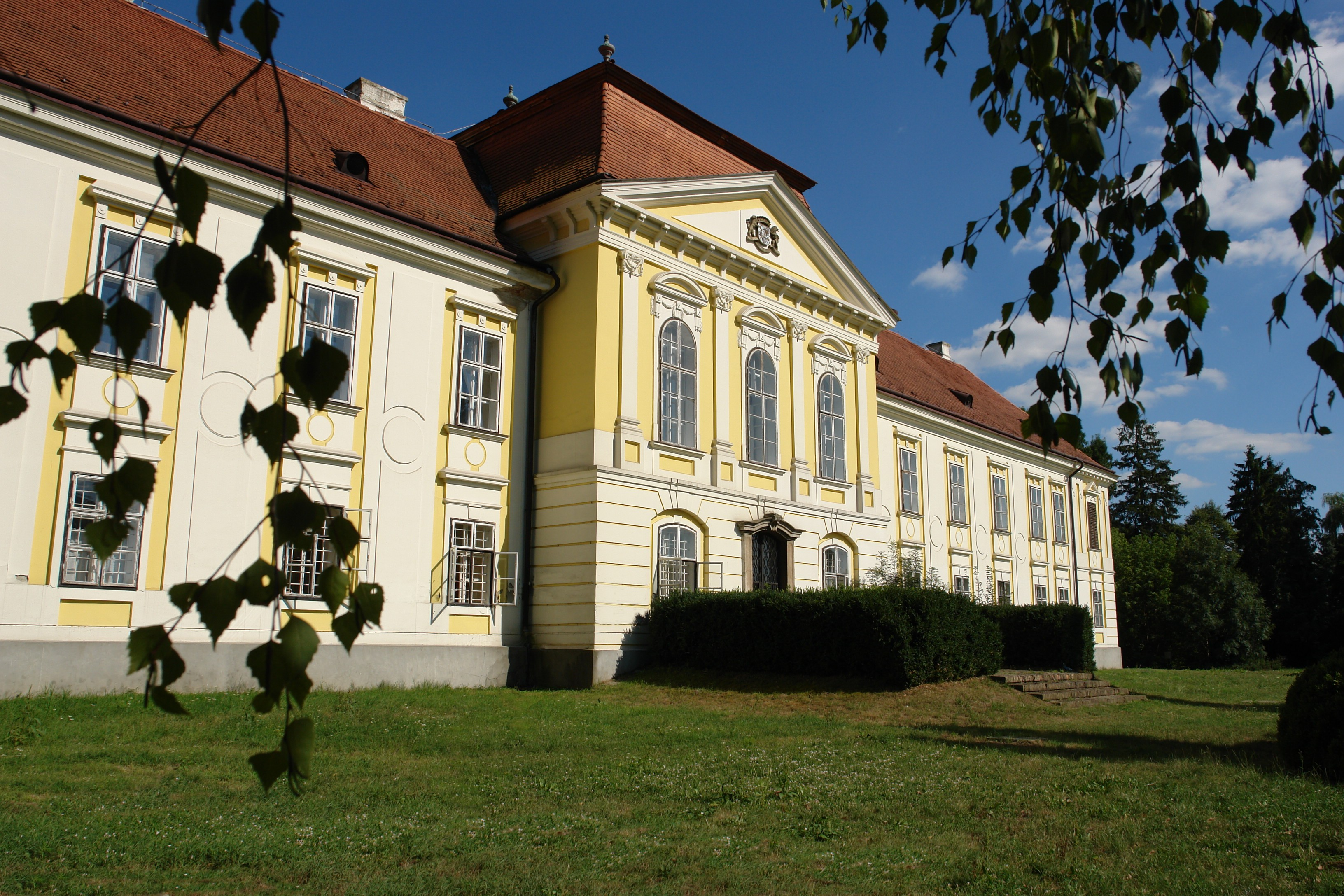
A zalaszentgróti Batthyány-kastély park felőli homlokzata
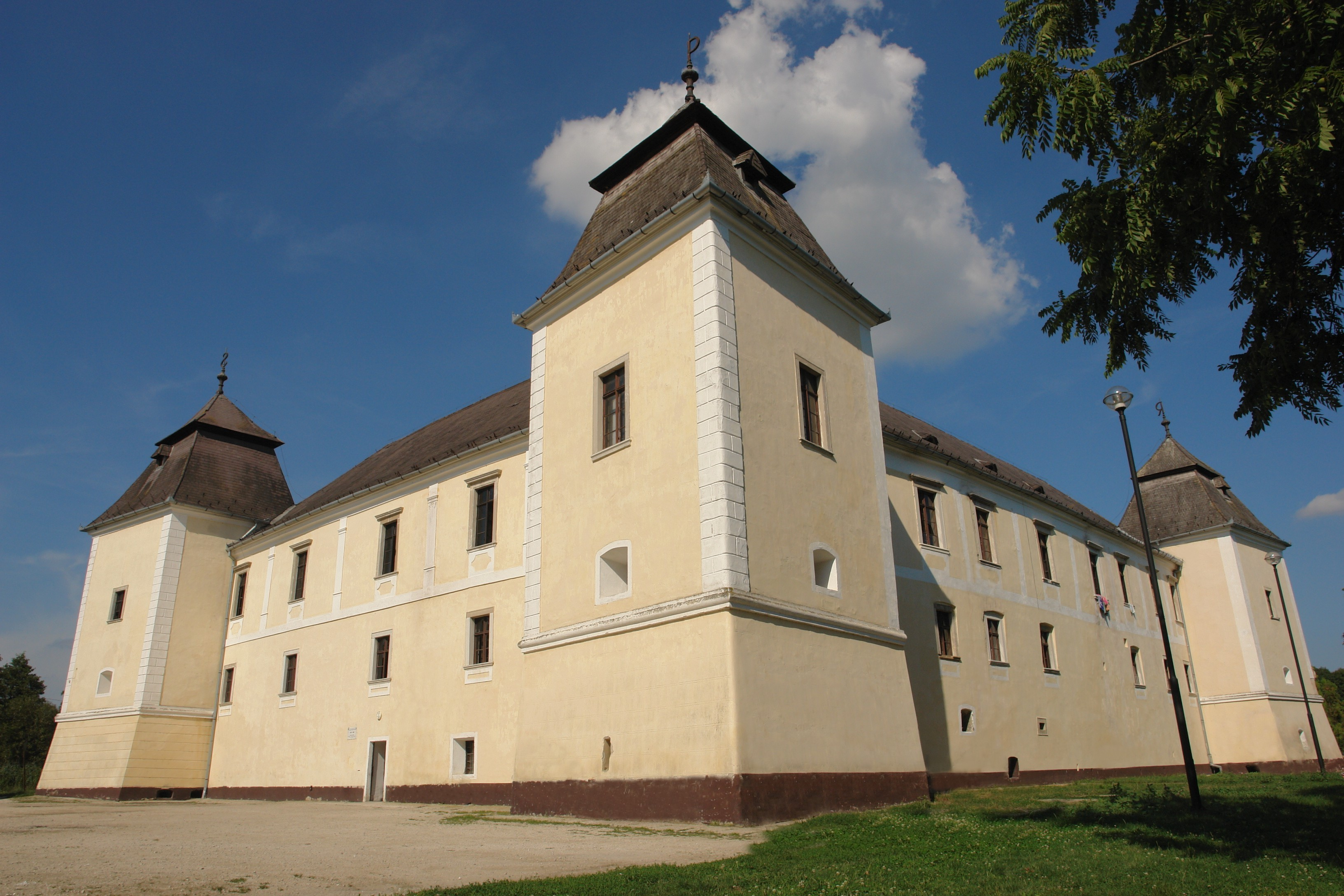
A 13. századi Egervári várkastély oldalhomlokzata
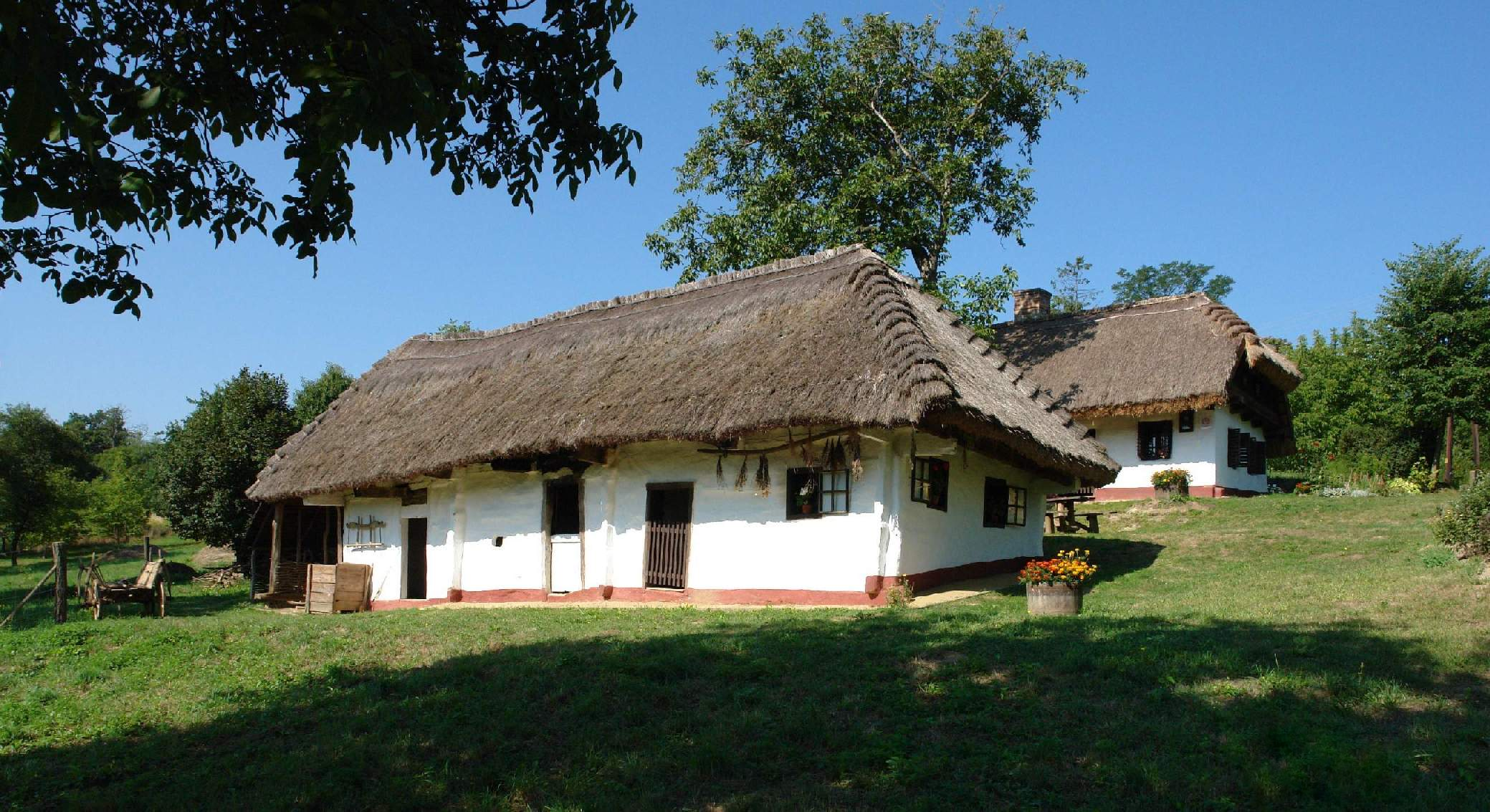
A Kávás községben található hagyományos magyar népi lakóház
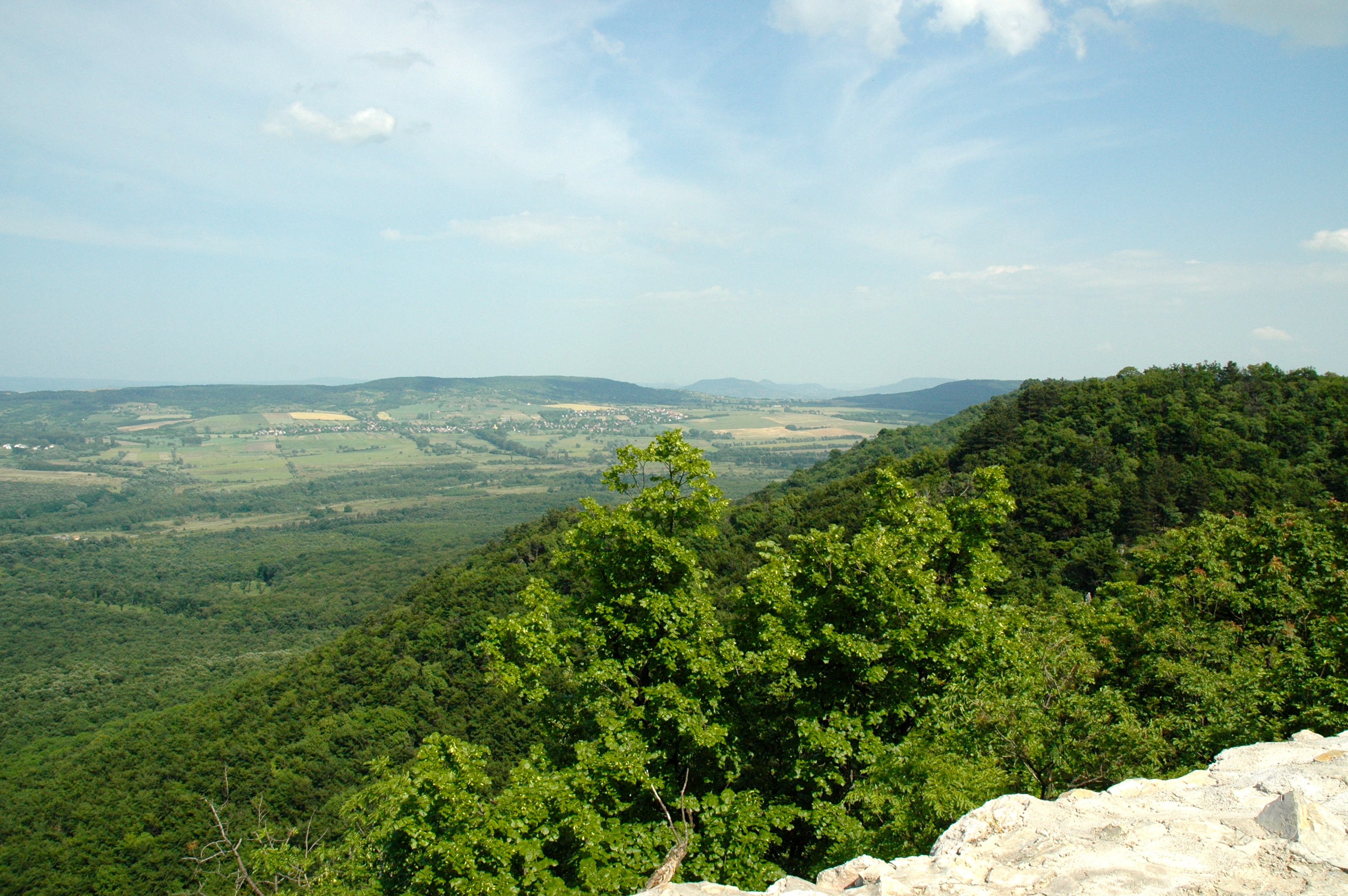
Panoráma kép a Rezi várból a Keszthelyi-fennsíkon

## Települések listája
A megyét aprófalvas településszerkezet jellemzi, az 500 főnél kevesebb lakosú települések aránya 64 százalék.

### Városok
2019-es népesség szerinti sorrendben, a KSH adatai alapján:
| Sorszám | Település     | Lakónépesség (2019.01.01)     | Járás                |
| ------- | ------------- | ----------------------------- | -------------------- |
| 1.      | Zalaegerszeg  | 55 152 fő (2024. jan. 1.) +/- | Zalaegerszegi járás  |
| 2.      | Nagykanizsa   | 42 502 fő (2024. jan. 1.) +/- | Nagykanizsai járás   |
| 3.      | Keszthely     | 17 849 fő (2024. jan. 1.) +/- | Keszthelyi járás     |
| 4.      | Lenti         | 6955 fő (2024. jan. 1.) +/-   | Lenti járás          |
| 5.      | Zalaszentgrót | 5704 fő (2024. jan. 1.) +/-   | Zalaszentgróti járás |
| 6.      | Hévíz         | 4531 fő (2024. jan. 1.) +/-   | Keszthelyi járás     |
| 7.      | Letenye       | 3745 fő (2024. jan. 1.) +/-   | Letenyei járás       |
| 8.      | Zalalövő      | 2727 fő (2024. jan. 1.) +/-   | Zalaegerszegi járás  |
| 9.      | Zalakaros     | 2355 fő (2024. jan. 1.) +/-   | Nagykanizsai járás   |
| 10.     | Pacsa         | 1528 fő (2024. jan. 1.) +/-   | Zalaegerszegi járás  |

### Nagyközségek
- Cserszegtomaj 3439
- Gyenesdiás 3939
- Vonyarcvashegy 2431
- Zalakomár 2778

### Községek
| - Alibánfa - Almásháza - Alsónemesapáti - Alsópáhok - Alsórajk - Alsószenterzsébet - Babosdöbréte - Baglad - Bagod - Bak - Baktüttös - Balatongyörök - Balatonmagyaród - Barlahida - Batyk - Bánokszentgyörgy - Bázakerettye - Becsehely - Becsvölgye - Belezna - Belsősárd - Bezeréd - Bocfölde - Bocska - Boncodfölde - Borsfa - Bókaháza - Böde - Bödeháza - Börzönce - Bucsuta - Búcsúszentlászló - Csapi - Csatár - Csertalakos - Csesztreg - Csonkahegyhát - Csöde - Csömödér - Csörnyeföld | - Dióskál - Dobri - Dobronhegy - Döbröce - Dötk - Egeraracsa - Egervár - Eszteregnye - Esztergályhorváti - Felsőpáhok - Felsőrajk - Felsőszenterzsébet - Fityeház - Fűzvölgy - Galambok - Garabonc - Gáborjánháza - Gellénháza - Gelse - Gelsesziget - Gétye - Gombosszeg - Gosztola - Gősfa - Gutorfölde - Gyűrűs - Hagyárosbörönd - Hahót - Hernyék - Homokkomárom - Hosszúvölgy - Hottó - Iborfia - Iklódbördőce - Kacorlak - Kallósd - Karmacs - Kálócfa - Kányavár - Kávás - Kehidakustány | - Kemendollár - Keménfa - Kerecseny - Kerkabarabás - Kerkafalva - Kerkakutas - Kerkaszentkirály - Kerkateskánd - Kilimán - Kisbucsa - Kiscsehi - Kisgörbő - Kiskutas - Kispáli - Kisrécse - Kissziget - Kistolmács - Kisvásárhely - Kozmadombja - Kustánszeg - Külsősárd - Lakhegy - Lasztonya - Lendvadedes - Lendvajakabfa - Lickóvadamos - Ligetfalva - Lispeszentadorján - Liszó - Lovászi - Magyarföld - Magyarszentmiklós - Magyarszerdahely - Maróc - Márokföld - Miháld - Mihályfa - Mikekarácsonyfa - Milejszeg - Misefa - Molnári | - Murakeresztúr - Murarátka - Muraszemenye - Nagybakónak - Nagygörbő - Nagykapornak - Nagykutas - Nagylengyel - Nagypáli - Nagyrada - Nagyrécse - Nemesapáti - Nemesbük - Nemeshetés - Nemesnép - Nemespátró - Nemesrádó - Nemessándorháza - Nemesszentandrás - Németfalu - Nova - Oltárc - Orbányosfa - Ormándlak - Orosztony - Ortaháza - Ozmánbük - Óhíd - Padár - Pakod - Pat - Páka - Pálfiszeg - Pethőhenye - Petrikeresztúr - Petrivente - Pókaszepetk - Pórszombat - Pölöske - Pölöskefő - Pördefölde | - Pötréte - Pusztaapáti - Pusztaederics - Pusztamagyaród - Pusztaszentlászló - Ramocsa - Resznek - Rezi - Rédics - Rigyác - Salomvár - Sand - Sárhida - Sármellék - Semjénháza - Sénye - Sormás - Söjtör - Surd - Sümegcsehi - Szalapa - Szentgyörgyvár - Szentgyörgyvölgy - Szentkozmadombja - Szentliszló - Szentmargitfalva - Szentpéterfölde - Szentpéterúr - Szepetnek - Szécsisziget - Szijártóháza - Szilvágy - Tekenye - Teskánd - Tilaj - Tormafölde - Tornyiszentmiklós - Tófej - Tótszentmárton - Tótszerdahely - Türje - Újudvar | - Valkonya - Vasboldogasszony - Vaspör - Vállus - Várfölde - Várvölgy - Vindornyafok - Vindornyalak - Vindornyaszőlős - Vöckönd - Zajk - Zalaapáti - Zalabaksa - Zalabér - Zalaboldogfa - Zalacsány - Zalacséb - Zalaháshágy - Zalaigrice - Zalaistvánd - Zalaköveskút - Zalamerenye - Zalasárszeg - Zalaszabar - Zalaszántó - Zalaszentbalázs - Zalaszentgyörgy - Zalaszentiván - Zalaszentjakab - Zalaszentlászló - Zalaszentlőrinc - Zalaszentmárton - Zalaszentmihály - Zalaszombatfa - Zalatárnok - Zalaújlak - Zalavár - Zalavég - Zebecke |